# Вічний календар
 Вічний календар — календар на широкий діапазон років для визначення дня тижня. Багато з вічних календарів фактично створюють сітку календаря на вибраний місяць вибраного року. 
Вічні календарі можуть також використовуватися для визначення церковних свят без фіксованої дати. 

## Історія

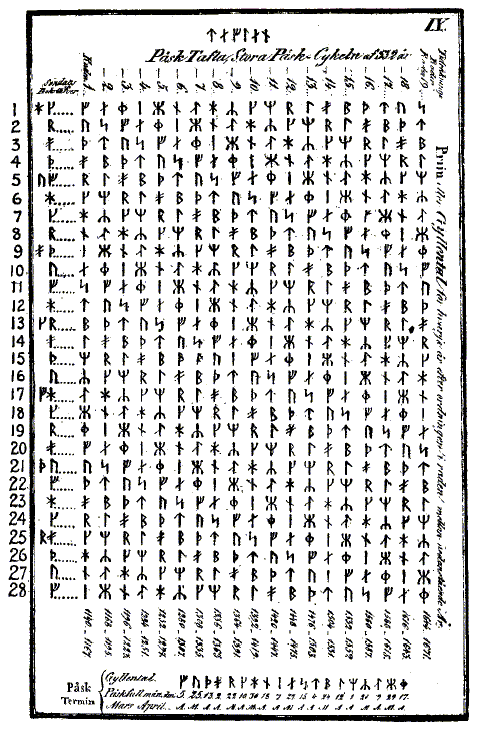
Вічний календар зі Швеції для обчислення дати Великодня в 1140—1671 за юліанським календарем. Кожна руна відповідає певному номеру тижня, на який припадатиме свято

Відомі сьогодні табличні календарі набули сучасної форми лише після  винайдення друку. Вічні ж календарі були вигадані набагато раніше — в домонгольський час — ймовірно, один з перших подібних календарів був знайдений на стіні Київської Софії. 
1902 року на Віленській сільськогосподарській виставці були представлені вічні календарі, які стали основою для багатьох конструкцій. 
Вічні календарі у великих обсягах випускали в СРСР. Однак перші примірники були настільки недовговічні, що не могли прослужити навіть десятої частини строку, який вони покривали. 
Другий активний випуск календарів розпочався в 1960 — 1970-х роках, коли матеріал було замінено алюмінієм. Цього разу вироблялись календарі дискового типу. 
В 1970-ті роки подібні календарі стали масово виготовляти з картону. Одноманітний дизайн та невисока якість продукції завадили зростанню попиту на них серед населення країни і колекціонерів. 
Тоді ж на прилавках і в кіосках стали з'являтися табличні варіанти. Для економії місця та компактності багато з них не мали навіть інструкції. 
Після розпаду СРСР вічні календарі припинили випускати і використовувати. На це вплинуло й те, що майже всі календарі були розраховані на період до 2000, а також повсюдне поширення комп'ютерів. 

## Будова
Вічний календар можна реалізувати найрізноманітнішими способами, зовні абсолютно несхожими один на одного. Але в принципі їх дії лежить одне — вічні юліанські календарі утворюють цикл з періодичністю 28 років, вічні григоріанські календарі — 400 років. Простіші версії вічного григоріанського календаря, діапазон яких не включає невисокосних років, що закінчуються на 00, використовують цикл 28 років. 

### Вічний календар-таблиця
Придумано безліч вічних календарів такого виду, однак майже всі вони зводяться до одного: існують 14 календарних сіток (7 можливих днів тижня, з яких починається рік × 2 варіанти — високосний та невисокосний рік), і таблиця, яка допомагає вибрати календарну сітку для потрібного року або визначити зсув, який допомагає правильно перетворити одну сітку. 
Календарі цього виду відрізняються за ступенем зручності та швидкістю використання. Такі календарі іноді публікували в газетах та журналах для вирізання та використання читачами. Найчастіше застосовували два варіанти. 

#### Варіанти табличних вічних календарів

##### Варіант 1 — з 1901 по 2096
Для того, щоб визначити день тижня для конкретної дати, потрібно: 
1. Знайти в першій таблиці цифру, відповідно до вказаного року та місяця;
2. Додати цю цифру до номера дня;
3. Знайти в другій таблиці отримане число та подивитися, якому дню тижня воно відповідає.

Приклад: потрібно визначити, яким днем тижня було 22 лютого 2007. 
1. Цифра, що відповідає лютому (л) 2007 в таблиці 1 дорівнює 3.
2. 22+3=25.
3. Числу 25 в таблиці 2 відповідає четвер — це і є шуканий день тижня.

Таблиця.Примітка:  сірим кольором виділені високосні роки. Місяці позначені першими літерами їхніх назв. 
| Роки | Роки | Роки | Роки | Роки | Роки | Роки | с | л | б | к | т | ч | л | с | в | ж | л | г |
| ---- | ---- | ---- | ---- | ---- | ---- | ---- | - | - | - | - | - | - | - | - | - | - | - | - |
| 1901 | 1929 | 1957 | 1985 | 2013 | 2041 | 2069 | 1 | 4 | 4 | 7 | 2 | 5 | 7 | 3 | 6 | 1 | 4 | 6 |
| 1902 | 1930 | 1958 | 1986 | 2014 | 2042 | 2070 | 2 | 5 | 5 | 1 | 3 | 6 | 1 | 4 | 7 | 2 | 5 | 7 |
| 1903 | 1931 | 1959 | 1987 | 2015 | 2043 | 2071 | 3 | 6 | 6 | 2 | 4 | 7 | 2 | 5 | 1 | 3 | 6 | 1 |
| 1904 | 1932 | 1960 | 1988 | 2016 | 2044 | 2072 | 4 | 7 | 1 | 4 | 6 | 2 | 4 | 7 | 3 | 5 | 1 | 3 |
| 1905 | 1933 | 1961 | 1989 | 2017 | 2045 | 2073 | 6 | 2 | 2 | 5 | 7 | 3 | 5 | 1 | 4 | 6 | 2 | 4 |
| 1906 | 1934 | 1962 | 1990 | 2018 | 2046 | 2074 | 7 | 3 | 3 | 6 | 1 | 4 | 6 | 2 | 5 | 7 | 3 | 5 |
| 1907 | 1935 | 1963 | 1991 | 2019 | 2047 | 2075 | 1 | 4 | 4 | 7 | 2 | 5 | 7 | 3 | 6 | 1 | 4 | 6 |
| 1908 | 1936 | 1964 | 1992 | 2020 | 2048 | 2076 | 2 | 5 | 6 | 2 | 4 | 7 | 2 | 5 | 1 | 3 | 6 | 1 |
| 1909 | 1937 | 1965 | 1993 | 2021 | 2049 | 2077 | 4 | 7 | 7 | 3 | 5 | 1 | 3 | 6 | 2 | 4 | 7 | 2 |
| 1910 | 1938 | 1966 | 1994 | 2022 | 2050 | 2078 | 5 | 1 | 1 | 4 | 6 | 2 | 4 | 7 | 3 | 5 | 1 | 3 |
| 1911 | 1939 | 1967 | 1995 | 2023 | 2051 | 2079 | 6 | 2 | 2 | 5 | 7 | 3 | 5 | 1 | 4 | 6 | 2 | 4 |
| 1912 | 1940 | 1968 | 1996 | 2024 | 2052 | 2080 | 7 | 3 | 4 | 7 | 2 | 5 | 7 | 3 | 6 | 1 | 4 | 6 |
| 1913 | 1941 | 1969 | 1997 | 2025 | 2053 | 2081 | 2 | 5 | 5 | 1 | 3 | 6 | 1 | 4 | 7 | 2 | 5 | 7 |
| 1914 | 1942 | 1970 | 1998 | 2026 | 2054 | 2082 | 3 | 6 | 6 | 2 | 4 | 7 | 2 | 5 | 1 | 3 | 6 | 1 |
| 1915 | 1943 | 1971 | 1999 | 2027 | 2055 | 2083 | 4 | 7 | 7 | 3 | 5 | 1 | 3 | 6 | 2 | 4 | 7 | 2 |
| 1916 | 1944 | 1972 | 2000 | 2028 | 2056 | 2084 | 5 | 1 | 2 | 5 | 7 | 3 | 5 | 1 | 4 | 6 | 2 | 4 |
| 1917 | 1945 | 1973 | 2001 | 2029 | 2057 | 2085 | 7 | 3 | 3 | 6 | 1 | 4 | 6 | 2 | 5 | 7 | 3 | 5 |
| 1918 | 1946 | 1974 | 2002 | 2030 | 2058 | 2086 | 1 | 4 | 4 | 7 | 2 | 5 | 7 | 3 | 6 | 1 | 4 | 6 |
| 1919 | 1947 | 1975 | 2003 | 2031 | 2059 | 2087 | 2 | 5 | 5 | 1 | 3 | 6 | 1 | 4 | 7 | 2 | 5 | 7 |
| 1920 | 1948 | 1976 | 2004 | 2032 | 2060 | 2088 | 3 | 6 | 7 | 3 | 5 | 1 | 3 | 6 | 2 | 4 | 7 | 2 |
| 1921 | 1949 | 1977 | 2005 | 2033 | 2061 | 2089 | 5 | 1 | 1 | 4 | 6 | 2 | 4 | 7 | 3 | 5 | 1 | 3 |
| 1922 | 1950 | 1978 | 2006 | 2034 | 2062 | 2090 | 6 | 2 | 2 | 5 | 7 | 3 | 5 | 1 | 4 | 6 | 2 | 4 |
| 1923 | 1951 | 1979 | 2007 | 2035 | 2063 | 2091 | 7 | 3 | 3 | 6 | 1 | 4 | 6 | 2 | 5 | 7 | 3 | 5 |
| 1924 | 1952 | 1980 | 2008 | 2036 | 2064 | 2092 | 1 | 4 | 5 | 1 | 3 | 6 | 1 | 4 | 7 | 2 | 5 | 7 |
| 1925 | 1953 | 1981 | 2009 | 2037 | 2065 | 2093 | 3 | 6 | 6 | 2 | 4 | 7 | 2 | 5 | 1 | 3 | 6 | 1 |
| 1926 | 1954 | 1982 | 2010 | 2038 | 2066 | 2094 | 4 | 7 | 7 | 3 | 5 | 1 | 3 | 6 | 2 | 4 | 7 | 2 |
| 1927 | 1955 | 1983 | 2011 | 2039 | 2067 | 2095 | 5 | 1 | 1 | 4 | 6 | 2 | 4 | 7 | 3 | 5 | 1 | 3 |
| 1928 | 1956 | 1984 | 2012 | 2040 | 2068 | 2096 | 6 | 2 | 3 | 6 | 1 | 4 | 6 | 2 | 5 | 7 | 3 | 5 |
| Роки | Роки | Роки | Роки | Роки | Роки | Роки | с | л | б | к | т | ч | л | с | в | ж | л | г |

| Понеділок | 1 | 8  | 15 | 22 | 29 | 36 |
| Вівторок  | 2 | 9  | 16 | 23 | 30 | 37 |
| Середа    | 3 | 10 | 17 | 24 | 31 |    |
| Четвер    | 4 | 11 | 18 | 25 | 32 |    |
| П'ятниця  | 5 | 12 | 19 | 26 | 33 |    |
| Субота    | 6 | 13 | 20 | 27 | 34 |    |
| Неділя    | 7 | 14 | 21 | 28 | 35 |    |

##### Варіант 2 — від 15 жовтня 1582

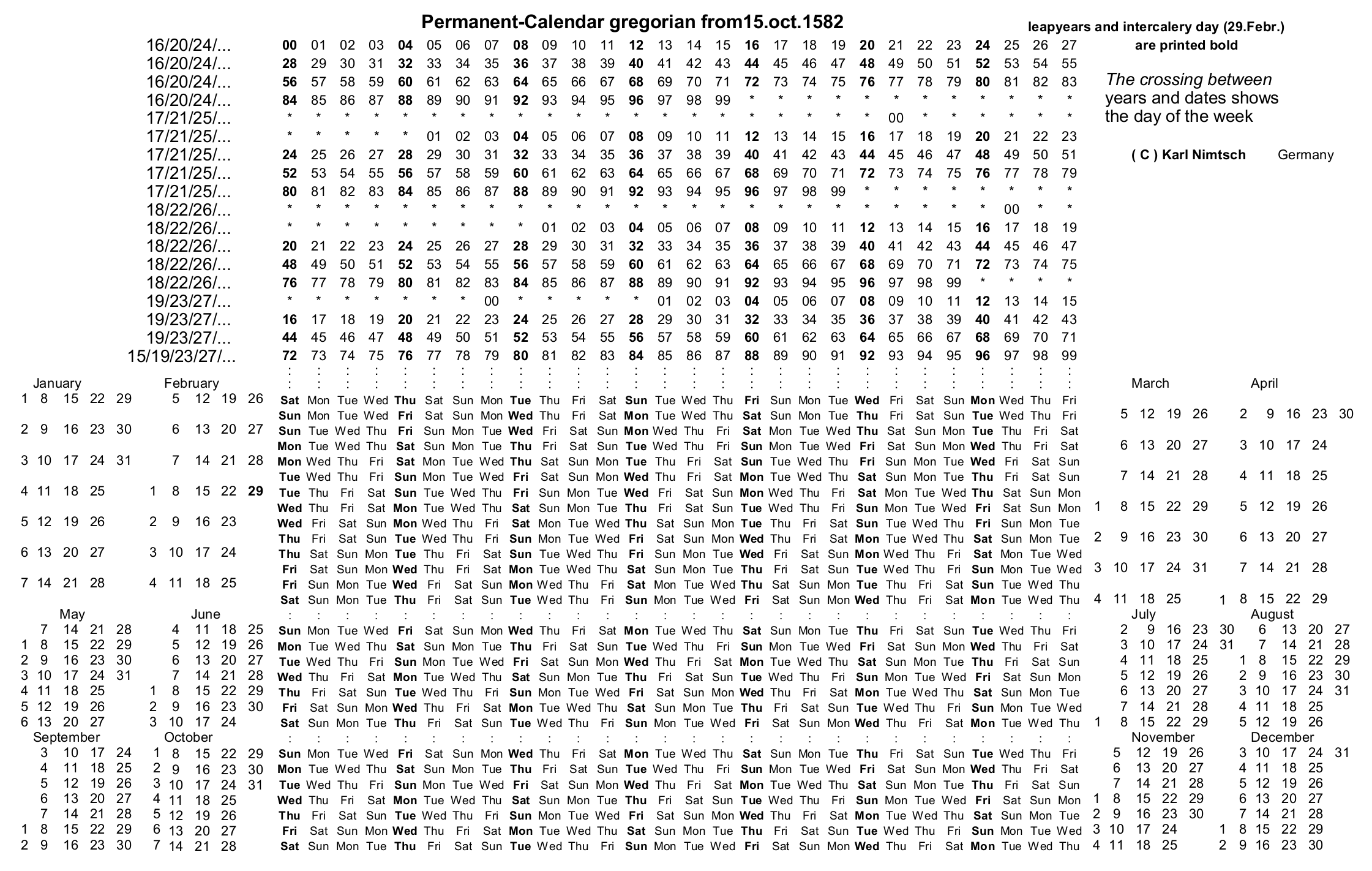
Таблиця для вічного григоріанського календаря (від 15 жовтня 1582)

Для того, щоб визначити день тижня, потрібно: 
1. У верхньому лівому стовпчику знайти перші дві цифри року;
2. У знайденому рядку знайти стовпчик з останніми двома цифрами номера року;
3. В місячних календарях (розташовані ліворуч та справа) знайти рядок, відповідний до числа місяця;
4. На перетині рядка числа місяця та стовпчика року знайти день тижня.

Приклад: потрібно визначити, яким днем тижня було 4 лютого 2011. 
1. У стовпчику «Сторіччя» знайти рядок з першими двома цифрами номера року «20»;
2. У знайденому рядку знайти стовпчик з останніми двома цифрами номера року «11»;
3. У календарі «Лютий» знайти рядок, відповідно до числа місяця «4»;
4. На перетині рядка числа місяця та стовпчика року знайти день тижня «П'ятниця».

Примітка: 29 лютого — лише у високосні роки (стовпчики виділені жирним  шрифтом). 

##### Варіант 3 — календар для старого та нового стилів на 28 століть
| Правила У лівій частині таблиці відшукати рядок, що містить число століть потрібного року за старим або новим стилем, а у верхній частині таблиці — стовпчик з двома останніми цифрами номера року. Запам'ятати букву на перетині рядка та стовпчика, це — вруціліто року. У таблиці з правого боку знайти потрібний місяць. У рядку, в якому розташований цей місяць, відшукати ту ж букву. У лівій нижній частині, в розділі «числа місяця», знайти потрібне число. Перетин рядка, в якому розташоване це число, зі стовпчиком днів тижня, розташованим над знайденою буквою, і дає шуканий день тижня. При цьому слід розрізняти січень та лютий у простих та високосних роках: вони займають різні положення в графі місяців (для простих років вони позначені «Сп» і «Лп», для високосних — «Св» і «Лв»). Високосні роки виділені напівжирним шрифтом. Рік «00» підкреслений, за старим стилем він завжди високосний, а за новим — лише, якщо число століть ділиться на 4 (такі століття виділені напівжирним шрифтом). | Правила У лівій частині таблиці відшукати рядок, що містить число століть потрібного року за старим або новим стилем, а у верхній частині таблиці — стовпчик з двома останніми цифрами номера року. Запам'ятати букву на перетині рядка та стовпчика, це — вруціліто року. У таблиці з правого боку знайти потрібний місяць. У рядку, в якому розташований цей місяць, відшукати ту ж букву. У лівій нижній частині, в розділі «числа місяця», знайти потрібне число. Перетин рядка, в якому розташоване це число, зі стовпчиком днів тижня, розташованим над знайденою буквою, і дає шуканий день тижня. При цьому слід розрізняти січень та лютий у простих та високосних роках: вони займають різні положення в графі місяців (для простих років вони позначені «Сп» і «Лп», для високосних — «Св» і «Лв»). Високосні роки виділені напівжирним шрифтом. Рік «00» підкреслений, за старим стилем він завжди високосний, а за новим — лише, якщо число століть ділиться на 4 (такі століття виділені напівжирним шрифтом). | Правила У лівій частині таблиці відшукати рядок, що містить число століть потрібного року за старим або новим стилем, а у верхній частині таблиці — стовпчик з двома останніми цифрами номера року. Запам'ятати букву на перетині рядка та стовпчика, це — вруціліто року. У таблиці з правого боку знайти потрібний місяць. У рядку, в якому розташований цей місяць, відшукати ту ж букву. У лівій нижній частині, в розділі «числа місяця», знайти потрібне число. Перетин рядка, в якому розташоване це число, зі стовпчиком днів тижня, розташованим над знайденою буквою, і дає шуканий день тижня. При цьому слід розрізняти січень та лютий у простих та високосних роках: вони займають різні положення в графі місяців (для простих років вони позначені «Сп» і «Лп», для високосних — «Св» і «Лв»). Високосні роки виділені напівжирним шрифтом. Рік «00» підкреслений, за старим стилем він завжди високосний, а за новим — лише, якщо число століть ділиться на 4 (такі століття виділені напівжирним шрифтом). | Правила У лівій частині таблиці відшукати рядок, що містить число століть потрібного року за старим або новим стилем, а у верхній частині таблиці — стовпчик з двома останніми цифрами номера року. Запам'ятати букву на перетині рядка та стовпчика, це — вруціліто року. У таблиці з правого боку знайти потрібний місяць. У рядку, в якому розташований цей місяць, відшукати ту ж букву. У лівій нижній частині, в розділі «числа місяця», знайти потрібне число. Перетин рядка, в якому розташоване це число, зі стовпчиком днів тижня, розташованим над знайденою буквою, і дає шуканий день тижня. При цьому слід розрізняти січень та лютий у простих та високосних роках: вони займають різні положення в графі місяців (для простих років вони позначені «Сп» і «Лп», для високосних — «Св» і «Лв»). Високосні роки виділені напівжирним шрифтом. Рік «00» підкреслений, за старим стилем він завжди високосний, а за новим — лише, якщо число століть ділиться на 4 (такі століття виділені напівжирним шрифтом). | Правила У лівій частині таблиці відшукати рядок, що містить число століть потрібного року за старим або новим стилем, а у верхній частині таблиці — стовпчик з двома останніми цифрами номера року. Запам'ятати букву на перетині рядка та стовпчика, це — вруціліто року. У таблиці з правого боку знайти потрібний місяць. У рядку, в якому розташований цей місяць, відшукати ту ж букву. У лівій нижній частині, в розділі «числа місяця», знайти потрібне число. Перетин рядка, в якому розташоване це число, зі стовпчиком днів тижня, розташованим над знайденою буквою, і дає шуканий день тижня. При цьому слід розрізняти січень та лютий у простих та високосних роках: вони займають різні положення в графі місяців (для простих років вони позначені «Сп» і «Лп», для високосних — «Св» і «Лв»). Високосні роки виділені напівжирним шрифтом. Рік «00» підкреслений, за старим стилем він завжди високосний, а за новим — лише, якщо число століть ділиться на 4 (такі століття виділені напівжирним шрифтом). | Правила У лівій частині таблиці відшукати рядок, що містить число століть потрібного року за старим або новим стилем, а у верхній частині таблиці — стовпчик з двома останніми цифрами номера року. Запам'ятати букву на перетині рядка та стовпчика, це — вруціліто року. У таблиці з правого боку знайти потрібний місяць. У рядку, в якому розташований цей місяць, відшукати ту ж букву. У лівій нижній частині, в розділі «числа місяця», знайти потрібне число. Перетин рядка, в якому розташоване це число, зі стовпчиком днів тижня, розташованим над знайденою буквою, і дає шуканий день тижня. При цьому слід розрізняти січень та лютий у простих та високосних роках: вони займають різні положення в графі місяців (для простих років вони позначені «Сп» і «Лп», для високосних — «Св» і «Лв»). Високосні роки виділені напівжирним шрифтом. Рік «00» підкреслений, за старим стилем він завжди високосний, а за новим — лише, якщо число століть ділиться на 4 (такі століття виділені напівжирним шрифтом). | Правила У лівій частині таблиці відшукати рядок, що містить число століть потрібного року за старим або новим стилем, а у верхній частині таблиці — стовпчик з двома останніми цифрами номера року. Запам'ятати букву на перетині рядка та стовпчика, це — вруціліто року. У таблиці з правого боку знайти потрібний місяць. У рядку, в якому розташований цей місяць, відшукати ту ж букву. У лівій нижній частині, в розділі «числа місяця», знайти потрібне число. Перетин рядка, в якому розташоване це число, зі стовпчиком днів тижня, розташованим над знайденою буквою, і дає шуканий день тижня. При цьому слід розрізняти січень та лютий у простих та високосних роках: вони займають різні положення в графі місяців (для простих років вони позначені «Сп» і «Лп», для високосних — «Св» і «Лв»). Високосні роки виділені напівжирним шрифтом. Рік «00» підкреслений, за старим стилем він завжди високосний, а за новим — лише, якщо число століть ділиться на 4 (такі століття виділені напівжирним шрифтом). | Останні цифри року | Останні цифри року | Останні цифри року | Останні цифри року | Останні цифри року | Останні цифри року | Останні цифри року | Приклад 1 Визначити, на який день тижня припадає 31 березня 2006 року Ліворуч в колонці нового стилю знаходимо число «20», зверху — число «06». На перетині рядка та стовпчика стоїть буква «Ѕ». Знаходимо цю саму букву в рядку, в якій стоїть позначення «Березень». Внизу під нею розташований стовпчик з днями тижня, що відповідає березню, числа якого ліворуч. Отже, 31 Березня 2006 року припадає на п'ятницю. Приклад 2 Визначити, на який день тижня припадає 1 січня 45 р. до н.е. е. Насамперед знаходимо число року астрономічного рахунку: «-44». Далі представляємо його у вигляді «-100+56». На перетині стовпчика «56» з рядком «-1» знаходимо вруціліто «Е». Рік 45 до н. е. був високосним. Тому в правій частині таблиці «місяці» знаходимо «Св» і навпроти числа «1» в колонці, що відповідає вруціліто «Е», знаходимо день — п'ятницю. Приклад 3 1 січня 1900 ст. ст. Рік високосний, вруціліто «Ѕ» («00» підкреслено). Місяць — «Сч». Субота. Приклад 4 1 січня 1900 н. ст. Рік простий, вруціліто «З» («00» підкреслено). Місяць — «Сп». Понеділок. | Приклад 1 Визначити, на який день тижня припадає 31 березня 2006 року Ліворуч в колонці нового стилю знаходимо число «20», зверху — число «06». На перетині рядка та стовпчика стоїть буква «Ѕ». Знаходимо цю саму букву в рядку, в якій стоїть позначення «Березень». Внизу під нею розташований стовпчик з днями тижня, що відповідає березню, числа якого ліворуч. Отже, 31 Березня 2006 року припадає на п'ятницю. Приклад 2 Визначити, на який день тижня припадає 1 січня 45 р. до н.е. е. Насамперед знаходимо число року астрономічного рахунку: «-44». Далі представляємо його у вигляді «-100+56». На перетині стовпчика «56» з рядком «-1» знаходимо вруціліто «Е». Рік 45 до н. е. був високосним. Тому в правій частині таблиці «місяці» знаходимо «Св» і навпроти числа «1» в колонці, що відповідає вруціліто «Е», знаходимо день — п'ятницю. Приклад 3 1 січня 1900 ст. ст. Рік високосний, вруціліто «Ѕ» («00» підкреслено). Місяць — «Сч». Субота. Приклад 4 1 січня 1900 н. ст. Рік простий, вруціліто «З» («00» підкреслено). Місяць — «Сп». Понеділок. | Приклад 1 Визначити, на який день тижня припадає 31 березня 2006 року Ліворуч в колонці нового стилю знаходимо число «20», зверху — число «06». На перетині рядка та стовпчика стоїть буква «Ѕ». Знаходимо цю саму букву в рядку, в якій стоїть позначення «Березень». Внизу під нею розташований стовпчик з днями тижня, що відповідає березню, числа якого ліворуч. Отже, 31 Березня 2006 року припадає на п'ятницю. Приклад 2 Визначити, на який день тижня припадає 1 січня 45 р. до н.е. е. Насамперед знаходимо число року астрономічного рахунку: «-44». Далі представляємо його у вигляді «-100+56». На перетині стовпчика «56» з рядком «-1» знаходимо вруціліто «Е». Рік 45 до н. е. був високосним. Тому в правій частині таблиці «місяці» знаходимо «Св» і навпроти числа «1» в колонці, що відповідає вруціліто «Е», знаходимо день — п'ятницю. Приклад 3 1 січня 1900 ст. ст. Рік високосний, вруціліто «Ѕ» («00» підкреслено). Місяць — «Сч». Субота. Приклад 4 1 січня 1900 н. ст. Рік простий, вруціліто «З» («00» підкреслено). Місяць — «Сп». Понеділок. | Приклад 1 Визначити, на який день тижня припадає 31 березня 2006 року Ліворуч в колонці нового стилю знаходимо число «20», зверху — число «06». На перетині рядка та стовпчика стоїть буква «Ѕ». Знаходимо цю саму букву в рядку, в якій стоїть позначення «Березень». Внизу під нею розташований стовпчик з днями тижня, що відповідає березню, числа якого ліворуч. Отже, 31 Березня 2006 року припадає на п'ятницю. Приклад 2 Визначити, на який день тижня припадає 1 січня 45 р. до н.е. е. Насамперед знаходимо число року астрономічного рахунку: «-44». Далі представляємо його у вигляді «-100+56». На перетині стовпчика «56» з рядком «-1» знаходимо вруціліто «Е». Рік 45 до н. е. був високосним. Тому в правій частині таблиці «місяці» знаходимо «Св» і навпроти числа «1» в колонці, що відповідає вруціліто «Е», знаходимо день — п'ятницю. Приклад 3 1 січня 1900 ст. ст. Рік високосний, вруціліто «Ѕ» («00» підкреслено). Місяць — «Сч». Субота. Приклад 4 1 січня 1900 н. ст. Рік простий, вруціліто «З» («00» підкреслено). Місяць — «Сп». Понеділок. | Приклад 1 Визначити, на який день тижня припадає 31 березня 2006 року Ліворуч в колонці нового стилю знаходимо число «20», зверху — число «06». На перетині рядка та стовпчика стоїть буква «Ѕ». Знаходимо цю саму букву в рядку, в якій стоїть позначення «Березень». Внизу під нею розташований стовпчик з днями тижня, що відповідає березню, числа якого ліворуч. Отже, 31 Березня 2006 року припадає на п'ятницю. Приклад 2 Визначити, на який день тижня припадає 1 січня 45 р. до н.е. е. Насамперед знаходимо число року астрономічного рахунку: «-44». Далі представляємо його у вигляді «-100+56». На перетині стовпчика «56» з рядком «-1» знаходимо вруціліто «Е». Рік 45 до н. е. був високосним. Тому в правій частині таблиці «місяці» знаходимо «Св» і навпроти числа «1» в колонці, що відповідає вруціліто «Е», знаходимо день — п'ятницю. Приклад 3 1 січня 1900 ст. ст. Рік високосний, вруціліто «Ѕ» («00» підкреслено). Місяць — «Сч». Субота. Приклад 4 1 січня 1900 н. ст. Рік простий, вруціліто «З» («00» підкреслено). Місяць — «Сп». Понеділок. | Приклад 1 Визначити, на який день тижня припадає 31 березня 2006 року Ліворуч в колонці нового стилю знаходимо число «20», зверху — число «06». На перетині рядка та стовпчика стоїть буква «Ѕ». Знаходимо цю саму букву в рядку, в якій стоїть позначення «Березень». Внизу під нею розташований стовпчик з днями тижня, що відповідає березню, числа якого ліворуч. Отже, 31 Березня 2006 року припадає на п'ятницю. Приклад 2 Визначити, на який день тижня припадає 1 січня 45 р. до н.е. е. Насамперед знаходимо число року астрономічного рахунку: «-44». Далі представляємо його у вигляді «-100+56». На перетині стовпчика «56» з рядком «-1» знаходимо вруціліто «Е». Рік 45 до н. е. був високосним. Тому в правій частині таблиці «місяці» знаходимо «Св» і навпроти числа «1» в колонці, що відповідає вруціліто «Е», знаходимо день — п'ятницю. Приклад 3 1 січня 1900 ст. ст. Рік високосний, вруціліто «Ѕ» («00» підкреслено). Місяць — «Сч». Субота. Приклад 4 1 січня 1900 н. ст. Рік простий, вруціліто «З» («00» підкреслено). Місяць — «Сп». Понеділок. |
| Правила У лівій частині таблиці відшукати рядок, що містить число століть потрібного року за старим або новим стилем, а у верхній частині таблиці — стовпчик з двома останніми цифрами номера року. Запам'ятати букву на перетині рядка та стовпчика, це — вруціліто року. У таблиці з правого боку знайти потрібний місяць. У рядку, в якому розташований цей місяць, відшукати ту ж букву. У лівій нижній частині, в розділі «числа місяця», знайти потрібне число. Перетин рядка, в якому розташоване це число, зі стовпчиком днів тижня, розташованим над знайденою буквою, і дає шуканий день тижня. При цьому слід розрізняти січень та лютий у простих та високосних роках: вони займають різні положення в графі місяців (для простих років вони позначені «Сп» і «Лп», для високосних — «Св» і «Лв»). Високосні роки виділені напівжирним шрифтом. Рік «00» підкреслений, за старим стилем він завжди високосний, а за новим — лише, якщо число століть ділиться на 4 (такі століття виділені напівжирним шрифтом). | Правила У лівій частині таблиці відшукати рядок, що містить число століть потрібного року за старим або новим стилем, а у верхній частині таблиці — стовпчик з двома останніми цифрами номера року. Запам'ятати букву на перетині рядка та стовпчика, це — вруціліто року. У таблиці з правого боку знайти потрібний місяць. У рядку, в якому розташований цей місяць, відшукати ту ж букву. У лівій нижній частині, в розділі «числа місяця», знайти потрібне число. Перетин рядка, в якому розташоване це число, зі стовпчиком днів тижня, розташованим над знайденою буквою, і дає шуканий день тижня. При цьому слід розрізняти січень та лютий у простих та високосних роках: вони займають різні положення в графі місяців (для простих років вони позначені «Сп» і «Лп», для високосних — «Св» і «Лв»). Високосні роки виділені напівжирним шрифтом. Рік «00» підкреслений, за старим стилем він завжди високосний, а за новим — лише, якщо число століть ділиться на 4 (такі століття виділені напівжирним шрифтом). | Правила У лівій частині таблиці відшукати рядок, що містить число століть потрібного року за старим або новим стилем, а у верхній частині таблиці — стовпчик з двома останніми цифрами номера року. Запам'ятати букву на перетині рядка та стовпчика, це — вруціліто року. У таблиці з правого боку знайти потрібний місяць. У рядку, в якому розташований цей місяць, відшукати ту ж букву. У лівій нижній частині, в розділі «числа місяця», знайти потрібне число. Перетин рядка, в якому розташоване це число, зі стовпчиком днів тижня, розташованим над знайденою буквою, і дає шуканий день тижня. При цьому слід розрізняти січень та лютий у простих та високосних роках: вони займають різні положення в графі місяців (для простих років вони позначені «Сп» і «Лп», для високосних — «Св» і «Лв»). Високосні роки виділені напівжирним шрифтом. Рік «00» підкреслений, за старим стилем він завжди високосний, а за новим — лише, якщо число століть ділиться на 4 (такі століття виділені напівжирним шрифтом). | Правила У лівій частині таблиці відшукати рядок, що містить число століть потрібного року за старим або новим стилем, а у верхній частині таблиці — стовпчик з двома останніми цифрами номера року. Запам'ятати букву на перетині рядка та стовпчика, це — вруціліто року. У таблиці з правого боку знайти потрібний місяць. У рядку, в якому розташований цей місяць, відшукати ту ж букву. У лівій нижній частині, в розділі «числа місяця», знайти потрібне число. Перетин рядка, в якому розташоване це число, зі стовпчиком днів тижня, розташованим над знайденою буквою, і дає шуканий день тижня. При цьому слід розрізняти січень та лютий у простих та високосних роках: вони займають різні положення в графі місяців (для простих років вони позначені «Сп» і «Лп», для високосних — «Св» і «Лв»). Високосні роки виділені напівжирним шрифтом. Рік «00» підкреслений, за старим стилем він завжди високосний, а за новим — лише, якщо число століть ділиться на 4 (такі століття виділені напівжирним шрифтом). | Правила У лівій частині таблиці відшукати рядок, що містить число століть потрібного року за старим або новим стилем, а у верхній частині таблиці — стовпчик з двома останніми цифрами номера року. Запам'ятати букву на перетині рядка та стовпчика, це — вруціліто року. У таблиці з правого боку знайти потрібний місяць. У рядку, в якому розташований цей місяць, відшукати ту ж букву. У лівій нижній частині, в розділі «числа місяця», знайти потрібне число. Перетин рядка, в якому розташоване це число, зі стовпчиком днів тижня, розташованим над знайденою буквою, і дає шуканий день тижня. При цьому слід розрізняти січень та лютий у простих та високосних роках: вони займають різні положення в графі місяців (для простих років вони позначені «Сп» і «Лп», для високосних — «Св» і «Лв»). Високосні роки виділені напівжирним шрифтом. Рік «00» підкреслений, за старим стилем він завжди високосний, а за новим — лише, якщо число століть ділиться на 4 (такі століття виділені напівжирним шрифтом). | Правила У лівій частині таблиці відшукати рядок, що містить число століть потрібного року за старим або новим стилем, а у верхній частині таблиці — стовпчик з двома останніми цифрами номера року. Запам'ятати букву на перетині рядка та стовпчика, це — вруціліто року. У таблиці з правого боку знайти потрібний місяць. У рядку, в якому розташований цей місяць, відшукати ту ж букву. У лівій нижній частині, в розділі «числа місяця», знайти потрібне число. Перетин рядка, в якому розташоване це число, зі стовпчиком днів тижня, розташованим над знайденою буквою, і дає шуканий день тижня. При цьому слід розрізняти січень та лютий у простих та високосних роках: вони займають різні положення в графі місяців (для простих років вони позначені «Сп» і «Лп», для високосних — «Св» і «Лв»). Високосні роки виділені напівжирним шрифтом. Рік «00» підкреслений, за старим стилем він завжди високосний, а за новим — лише, якщо число століть ділиться на 4 (такі століття виділені напівжирним шрифтом). | Правила У лівій частині таблиці відшукати рядок, що містить число століть потрібного року за старим або новим стилем, а у верхній частині таблиці — стовпчик з двома останніми цифрами номера року. Запам'ятати букву на перетині рядка та стовпчика, це — вруціліто року. У таблиці з правого боку знайти потрібний місяць. У рядку, в якому розташований цей місяць, відшукати ту ж букву. У лівій нижній частині, в розділі «числа місяця», знайти потрібне число. Перетин рядка, в якому розташоване це число, зі стовпчиком днів тижня, розташованим над знайденою буквою, і дає шуканий день тижня. При цьому слід розрізняти січень та лютий у простих та високосних роках: вони займають різні положення в графі місяців (для простих років вони позначені «Сп» і «Лп», для високосних — «Св» і «Лв»). Високосні роки виділені напівжирним шрифтом. Рік «00» підкреслений, за старим стилем він завжди високосний, а за новим — лише, якщо число століть ділиться на 4 (такі століття виділені напівжирним шрифтом). | 00                 | 01                 | 02                 | 03                 |                    | 04                 | 05                 | Приклад 1 Визначити, на який день тижня припадає 31 березня 2006 року Ліворуч в колонці нового стилю знаходимо число «20», зверху — число «06». На перетині рядка та стовпчика стоїть буква «Ѕ». Знаходимо цю саму букву в рядку, в якій стоїть позначення «Березень». Внизу під нею розташований стовпчик з днями тижня, що відповідає березню, числа якого ліворуч. Отже, 31 Березня 2006 року припадає на п'ятницю. Приклад 2 Визначити, на який день тижня припадає 1 січня 45 р. до н.е. е. Насамперед знаходимо число року астрономічного рахунку: «-44». Далі представляємо його у вигляді «-100+56». На перетині стовпчика «56» з рядком «-1» знаходимо вруціліто «Е». Рік 45 до н. е. був високосним. Тому в правій частині таблиці «місяці» знаходимо «Св» і навпроти числа «1» в колонці, що відповідає вруціліто «Е», знаходимо день — п'ятницю. Приклад 3 1 січня 1900 ст. ст. Рік високосний, вруціліто «Ѕ» («00» підкреслено). Місяць — «Сч». Субота. Приклад 4 1 січня 1900 н. ст. Рік простий, вруціліто «З» («00» підкреслено). Місяць — «Сп». Понеділок. | Приклад 1 Визначити, на який день тижня припадає 31 березня 2006 року Ліворуч в колонці нового стилю знаходимо число «20», зверху — число «06». На перетині рядка та стовпчика стоїть буква «Ѕ». Знаходимо цю саму букву в рядку, в якій стоїть позначення «Березень». Внизу під нею розташований стовпчик з днями тижня, що відповідає березню, числа якого ліворуч. Отже, 31 Березня 2006 року припадає на п'ятницю. Приклад 2 Визначити, на який день тижня припадає 1 січня 45 р. до н.е. е. Насамперед знаходимо число року астрономічного рахунку: «-44». Далі представляємо його у вигляді «-100+56». На перетині стовпчика «56» з рядком «-1» знаходимо вруціліто «Е». Рік 45 до н. е. був високосним. Тому в правій частині таблиці «місяці» знаходимо «Св» і навпроти числа «1» в колонці, що відповідає вруціліто «Е», знаходимо день — п'ятницю. Приклад 3 1 січня 1900 ст. ст. Рік високосний, вруціліто «Ѕ» («00» підкреслено). Місяць — «Сч». Субота. Приклад 4 1 січня 1900 н. ст. Рік простий, вруціліто «З» («00» підкреслено). Місяць — «Сп». Понеділок. | Приклад 1 Визначити, на який день тижня припадає 31 березня 2006 року Ліворуч в колонці нового стилю знаходимо число «20», зверху — число «06». На перетині рядка та стовпчика стоїть буква «Ѕ». Знаходимо цю саму букву в рядку, в якій стоїть позначення «Березень». Внизу під нею розташований стовпчик з днями тижня, що відповідає березню, числа якого ліворуч. Отже, 31 Березня 2006 року припадає на п'ятницю. Приклад 2 Визначити, на який день тижня припадає 1 січня 45 р. до н.е. е. Насамперед знаходимо число року астрономічного рахунку: «-44». Далі представляємо його у вигляді «-100+56». На перетині стовпчика «56» з рядком «-1» знаходимо вруціліто «Е». Рік 45 до н. е. був високосним. Тому в правій частині таблиці «місяці» знаходимо «Св» і навпроти числа «1» в колонці, що відповідає вруціліто «Е», знаходимо день — п'ятницю. Приклад 3 1 січня 1900 ст. ст. Рік високосний, вруціліто «Ѕ» («00» підкреслено). Місяць — «Сч». Субота. Приклад 4 1 січня 1900 н. ст. Рік простий, вруціліто «З» («00» підкреслено). Місяць — «Сп». Понеділок. | Приклад 1 Визначити, на який день тижня припадає 31 березня 2006 року Ліворуч в колонці нового стилю знаходимо число «20», зверху — число «06». На перетині рядка та стовпчика стоїть буква «Ѕ». Знаходимо цю саму букву в рядку, в якій стоїть позначення «Березень». Внизу під нею розташований стовпчик з днями тижня, що відповідає березню, числа якого ліворуч. Отже, 31 Березня 2006 року припадає на п'ятницю. Приклад 2 Визначити, на який день тижня припадає 1 січня 45 р. до н.е. е. Насамперед знаходимо число року астрономічного рахунку: «-44». Далі представляємо його у вигляді «-100+56». На перетині стовпчика «56» з рядком «-1» знаходимо вруціліто «Е». Рік 45 до н. е. був високосним. Тому в правій частині таблиці «місяці» знаходимо «Св» і навпроти числа «1» в колонці, що відповідає вруціліто «Е», знаходимо день — п'ятницю. Приклад 3 1 січня 1900 ст. ст. Рік високосний, вруціліто «Ѕ» («00» підкреслено). Місяць — «Сч». Субота. Приклад 4 1 січня 1900 н. ст. Рік простий, вруціліто «З» («00» підкреслено). Місяць — «Сп». Понеділок. | Приклад 1 Визначити, на який день тижня припадає 31 березня 2006 року Ліворуч в колонці нового стилю знаходимо число «20», зверху — число «06». На перетині рядка та стовпчика стоїть буква «Ѕ». Знаходимо цю саму букву в рядку, в якій стоїть позначення «Березень». Внизу під нею розташований стовпчик з днями тижня, що відповідає березню, числа якого ліворуч. Отже, 31 Березня 2006 року припадає на п'ятницю. Приклад 2 Визначити, на який день тижня припадає 1 січня 45 р. до н.е. е. Насамперед знаходимо число року астрономічного рахунку: «-44». Далі представляємо його у вигляді «-100+56». На перетині стовпчика «56» з рядком «-1» знаходимо вруціліто «Е». Рік 45 до н. е. був високосним. Тому в правій частині таблиці «місяці» знаходимо «Св» і навпроти числа «1» в колонці, що відповідає вруціліто «Е», знаходимо день — п'ятницю. Приклад 3 1 січня 1900 ст. ст. Рік високосний, вруціліто «Ѕ» («00» підкреслено). Місяць — «Сч». Субота. Приклад 4 1 січня 1900 н. ст. Рік простий, вруціліто «З» («00» підкреслено). Місяць — «Сп». Понеділок. | Приклад 1 Визначити, на який день тижня припадає 31 березня 2006 року Ліворуч в колонці нового стилю знаходимо число «20», зверху — число «06». На перетині рядка та стовпчика стоїть буква «Ѕ». Знаходимо цю саму букву в рядку, в якій стоїть позначення «Березень». Внизу під нею розташований стовпчик з днями тижня, що відповідає березню, числа якого ліворуч. Отже, 31 Березня 2006 року припадає на п'ятницю. Приклад 2 Визначити, на який день тижня припадає 1 січня 45 р. до н.е. е. Насамперед знаходимо число року астрономічного рахунку: «-44». Далі представляємо його у вигляді «-100+56». На перетині стовпчика «56» з рядком «-1» знаходимо вруціліто «Е». Рік 45 до н. е. був високосним. Тому в правій частині таблиці «місяці» знаходимо «Св» і навпроти числа «1» в колонці, що відповідає вруціліто «Е», знаходимо день — п'ятницю. Приклад 3 1 січня 1900 ст. ст. Рік високосний, вруціліто «Ѕ» («00» підкреслено). Місяць — «Сч». Субота. Приклад 4 1 січня 1900 н. ст. Рік простий, вруціліто «З» («00» підкреслено). Місяць — «Сп». Понеділок. |
| Правила У лівій частині таблиці відшукати рядок, що містить число століть потрібного року за старим або новим стилем, а у верхній частині таблиці — стовпчик з двома останніми цифрами номера року. Запам'ятати букву на перетині рядка та стовпчика, це — вруціліто року. У таблиці з правого боку знайти потрібний місяць. У рядку, в якому розташований цей місяць, відшукати ту ж букву. У лівій нижній частині, в розділі «числа місяця», знайти потрібне число. Перетин рядка, в якому розташоване це число, зі стовпчиком днів тижня, розташованим над знайденою буквою, і дає шуканий день тижня. При цьому слід розрізняти січень та лютий у простих та високосних роках: вони займають різні положення в графі місяців (для простих років вони позначені «Сп» і «Лп», для високосних — «Св» і «Лв»). Високосні роки виділені напівжирним шрифтом. Рік «00» підкреслений, за старим стилем він завжди високосний, а за новим — лише, якщо число століть ділиться на 4 (такі століття виділені напівжирним шрифтом). | Правила У лівій частині таблиці відшукати рядок, що містить число століть потрібного року за старим або новим стилем, а у верхній частині таблиці — стовпчик з двома останніми цифрами номера року. Запам'ятати букву на перетині рядка та стовпчика, це — вруціліто року. У таблиці з правого боку знайти потрібний місяць. У рядку, в якому розташований цей місяць, відшукати ту ж букву. У лівій нижній частині, в розділі «числа місяця», знайти потрібне число. Перетин рядка, в якому розташоване це число, зі стовпчиком днів тижня, розташованим над знайденою буквою, і дає шуканий день тижня. При цьому слід розрізняти січень та лютий у простих та високосних роках: вони займають різні положення в графі місяців (для простих років вони позначені «Сп» і «Лп», для високосних — «Св» і «Лв»). Високосні роки виділені напівжирним шрифтом. Рік «00» підкреслений, за старим стилем він завжди високосний, а за новим — лише, якщо число століть ділиться на 4 (такі століття виділені напівжирним шрифтом). | Правила У лівій частині таблиці відшукати рядок, що містить число століть потрібного року за старим або новим стилем, а у верхній частині таблиці — стовпчик з двома останніми цифрами номера року. Запам'ятати букву на перетині рядка та стовпчика, це — вруціліто року. У таблиці з правого боку знайти потрібний місяць. У рядку, в якому розташований цей місяць, відшукати ту ж букву. У лівій нижній частині, в розділі «числа місяця», знайти потрібне число. Перетин рядка, в якому розташоване це число, зі стовпчиком днів тижня, розташованим над знайденою буквою, і дає шуканий день тижня. При цьому слід розрізняти січень та лютий у простих та високосних роках: вони займають різні положення в графі місяців (для простих років вони позначені «Сп» і «Лп», для високосних — «Св» і «Лв»). Високосні роки виділені напівжирним шрифтом. Рік «00» підкреслений, за старим стилем він завжди високосний, а за новим — лише, якщо число століть ділиться на 4 (такі століття виділені напівжирним шрифтом). | Правила У лівій частині таблиці відшукати рядок, що містить число століть потрібного року за старим або новим стилем, а у верхній частині таблиці — стовпчик з двома останніми цифрами номера року. Запам'ятати букву на перетині рядка та стовпчика, це — вруціліто року. У таблиці з правого боку знайти потрібний місяць. У рядку, в якому розташований цей місяць, відшукати ту ж букву. У лівій нижній частині, в розділі «числа місяця», знайти потрібне число. Перетин рядка, в якому розташоване це число, зі стовпчиком днів тижня, розташованим над знайденою буквою, і дає шуканий день тижня. При цьому слід розрізняти січень та лютий у простих та високосних роках: вони займають різні положення в графі місяців (для простих років вони позначені «Сп» і «Лп», для високосних — «Св» і «Лв»). Високосні роки виділені напівжирним шрифтом. Рік «00» підкреслений, за старим стилем він завжди високосний, а за новим — лише, якщо число століть ділиться на 4 (такі століття виділені напівжирним шрифтом). | Правила У лівій частині таблиці відшукати рядок, що містить число століть потрібного року за старим або новим стилем, а у верхній частині таблиці — стовпчик з двома останніми цифрами номера року. Запам'ятати букву на перетині рядка та стовпчика, це — вруціліто року. У таблиці з правого боку знайти потрібний місяць. У рядку, в якому розташований цей місяць, відшукати ту ж букву. У лівій нижній частині, в розділі «числа місяця», знайти потрібне число. Перетин рядка, в якому розташоване це число, зі стовпчиком днів тижня, розташованим над знайденою буквою, і дає шуканий день тижня. При цьому слід розрізняти січень та лютий у простих та високосних роках: вони займають різні положення в графі місяців (для простих років вони позначені «Сп» і «Лп», для високосних — «Св» і «Лв»). Високосні роки виділені напівжирним шрифтом. Рік «00» підкреслений, за старим стилем він завжди високосний, а за новим — лише, якщо число століть ділиться на 4 (такі століття виділені напівжирним шрифтом). | Правила У лівій частині таблиці відшукати рядок, що містить число століть потрібного року за старим або новим стилем, а у верхній частині таблиці — стовпчик з двома останніми цифрами номера року. Запам'ятати букву на перетині рядка та стовпчика, це — вруціліто року. У таблиці з правого боку знайти потрібний місяць. У рядку, в якому розташований цей місяць, відшукати ту ж букву. У лівій нижній частині, в розділі «числа місяця», знайти потрібне число. Перетин рядка, в якому розташоване це число, зі стовпчиком днів тижня, розташованим над знайденою буквою, і дає шуканий день тижня. При цьому слід розрізняти січень та лютий у простих та високосних роках: вони займають різні положення в графі місяців (для простих років вони позначені «Сп» і «Лп», для високосних — «Св» і «Лв»). Високосні роки виділені напівжирним шрифтом. Рік «00» підкреслений, за старим стилем він завжди високосний, а за новим — лише, якщо число століть ділиться на 4 (такі століття виділені напівжирним шрифтом). | Правила У лівій частині таблиці відшукати рядок, що містить число століть потрібного року за старим або новим стилем, а у верхній частині таблиці — стовпчик з двома останніми цифрами номера року. Запам'ятати букву на перетині рядка та стовпчика, це — вруціліто року. У таблиці з правого боку знайти потрібний місяць. У рядку, в якому розташований цей місяць, відшукати ту ж букву. У лівій нижній частині, в розділі «числа місяця», знайти потрібне число. Перетин рядка, в якому розташоване це число, зі стовпчиком днів тижня, розташованим над знайденою буквою, і дає шуканий день тижня. При цьому слід розрізняти січень та лютий у простих та високосних роках: вони займають різні положення в графі місяців (для простих років вони позначені «Сп» і «Лп», для високосних — «Св» і «Лв»). Високосні роки виділені напівжирним шрифтом. Рік «00» підкреслений, за старим стилем він завжди високосний, а за новим — лише, якщо число століть ділиться на 4 (такі століття виділені напівжирним шрифтом). | 06                 | 07                 |                    | 08                 | 09                 | 10                 | 11                 | Приклад 1 Визначити, на який день тижня припадає 31 березня 2006 року Ліворуч в колонці нового стилю знаходимо число «20», зверху — число «06». На перетині рядка та стовпчика стоїть буква «Ѕ». Знаходимо цю саму букву в рядку, в якій стоїть позначення «Березень». Внизу під нею розташований стовпчик з днями тижня, що відповідає березню, числа якого ліворуч. Отже, 31 Березня 2006 року припадає на п'ятницю. Приклад 2 Визначити, на який день тижня припадає 1 січня 45 р. до н.е. е. Насамперед знаходимо число року астрономічного рахунку: «-44». Далі представляємо його у вигляді «-100+56». На перетині стовпчика «56» з рядком «-1» знаходимо вруціліто «Е». Рік 45 до н. е. був високосним. Тому в правій частині таблиці «місяці» знаходимо «Св» і навпроти числа «1» в колонці, що відповідає вруціліто «Е», знаходимо день — п'ятницю. Приклад 3 1 січня 1900 ст. ст. Рік високосний, вруціліто «Ѕ» («00» підкреслено). Місяць — «Сч». Субота. Приклад 4 1 січня 1900 н. ст. Рік простий, вруціліто «З» («00» підкреслено). Місяць — «Сп». Понеділок. | Приклад 1 Визначити, на який день тижня припадає 31 березня 2006 року Ліворуч в колонці нового стилю знаходимо число «20», зверху — число «06». На перетині рядка та стовпчика стоїть буква «Ѕ». Знаходимо цю саму букву в рядку, в якій стоїть позначення «Березень». Внизу під нею розташований стовпчик з днями тижня, що відповідає березню, числа якого ліворуч. Отже, 31 Березня 2006 року припадає на п'ятницю. Приклад 2 Визначити, на який день тижня припадає 1 січня 45 р. до н.е. е. Насамперед знаходимо число року астрономічного рахунку: «-44». Далі представляємо його у вигляді «-100+56». На перетині стовпчика «56» з рядком «-1» знаходимо вруціліто «Е». Рік 45 до н. е. був високосним. Тому в правій частині таблиці «місяці» знаходимо «Св» і навпроти числа «1» в колонці, що відповідає вруціліто «Е», знаходимо день — п'ятницю. Приклад 3 1 січня 1900 ст. ст. Рік високосний, вруціліто «Ѕ» («00» підкреслено). Місяць — «Сч». Субота. Приклад 4 1 січня 1900 н. ст. Рік простий, вруціліто «З» («00» підкреслено). Місяць — «Сп». Понеділок. | Приклад 1 Визначити, на який день тижня припадає 31 березня 2006 року Ліворуч в колонці нового стилю знаходимо число «20», зверху — число «06». На перетині рядка та стовпчика стоїть буква «Ѕ». Знаходимо цю саму букву в рядку, в якій стоїть позначення «Березень». Внизу під нею розташований стовпчик з днями тижня, що відповідає березню, числа якого ліворуч. Отже, 31 Березня 2006 року припадає на п'ятницю. Приклад 2 Визначити, на який день тижня припадає 1 січня 45 р. до н.е. е. Насамперед знаходимо число року астрономічного рахунку: «-44». Далі представляємо його у вигляді «-100+56». На перетині стовпчика «56» з рядком «-1» знаходимо вруціліто «Е». Рік 45 до н. е. був високосним. Тому в правій частині таблиці «місяці» знаходимо «Св» і навпроти числа «1» в колонці, що відповідає вруціліто «Е», знаходимо день — п'ятницю. Приклад 3 1 січня 1900 ст. ст. Рік високосний, вруціліто «Ѕ» («00» підкреслено). Місяць — «Сч». Субота. Приклад 4 1 січня 1900 н. ст. Рік простий, вруціліто «З» («00» підкреслено). Місяць — «Сп». Понеділок. | Приклад 1 Визначити, на який день тижня припадає 31 березня 2006 року Ліворуч в колонці нового стилю знаходимо число «20», зверху — число «06». На перетині рядка та стовпчика стоїть буква «Ѕ». Знаходимо цю саму букву в рядку, в якій стоїть позначення «Березень». Внизу під нею розташований стовпчик з днями тижня, що відповідає березню, числа якого ліворуч. Отже, 31 Березня 2006 року припадає на п'ятницю. Приклад 2 Визначити, на який день тижня припадає 1 січня 45 р. до н.е. е. Насамперед знаходимо число року астрономічного рахунку: «-44». Далі представляємо його у вигляді «-100+56». На перетині стовпчика «56» з рядком «-1» знаходимо вруціліто «Е». Рік 45 до н. е. був високосним. Тому в правій частині таблиці «місяці» знаходимо «Св» і навпроти числа «1» в колонці, що відповідає вруціліто «Е», знаходимо день — п'ятницю. Приклад 3 1 січня 1900 ст. ст. Рік високосний, вруціліто «Ѕ» («00» підкреслено). Місяць — «Сч». Субота. Приклад 4 1 січня 1900 н. ст. Рік простий, вруціліто «З» («00» підкреслено). Місяць — «Сп». Понеділок. | Приклад 1 Визначити, на який день тижня припадає 31 березня 2006 року Ліворуч в колонці нового стилю знаходимо число «20», зверху — число «06». На перетині рядка та стовпчика стоїть буква «Ѕ». Знаходимо цю саму букву в рядку, в якій стоїть позначення «Березень». Внизу під нею розташований стовпчик з днями тижня, що відповідає березню, числа якого ліворуч. Отже, 31 Березня 2006 року припадає на п'ятницю. Приклад 2 Визначити, на який день тижня припадає 1 січня 45 р. до н.е. е. Насамперед знаходимо число року астрономічного рахунку: «-44». Далі представляємо його у вигляді «-100+56». На перетині стовпчика «56» з рядком «-1» знаходимо вруціліто «Е». Рік 45 до н. е. був високосним. Тому в правій частині таблиці «місяці» знаходимо «Св» і навпроти числа «1» в колонці, що відповідає вруціліто «Е», знаходимо день — п'ятницю. Приклад 3 1 січня 1900 ст. ст. Рік високосний, вруціліто «Ѕ» («00» підкреслено). Місяць — «Сч». Субота. Приклад 4 1 січня 1900 н. ст. Рік простий, вруціліто «З» («00» підкреслено). Місяць — «Сп». Понеділок. | Приклад 1 Визначити, на який день тижня припадає 31 березня 2006 року Ліворуч в колонці нового стилю знаходимо число «20», зверху — число «06». На перетині рядка та стовпчика стоїть буква «Ѕ». Знаходимо цю саму букву в рядку, в якій стоїть позначення «Березень». Внизу під нею розташований стовпчик з днями тижня, що відповідає березню, числа якого ліворуч. Отже, 31 Березня 2006 року припадає на п'ятницю. Приклад 2 Визначити, на який день тижня припадає 1 січня 45 р. до н.е. е. Насамперед знаходимо число року астрономічного рахунку: «-44». Далі представляємо його у вигляді «-100+56». На перетині стовпчика «56» з рядком «-1» знаходимо вруціліто «Е». Рік 45 до н. е. був високосним. Тому в правій частині таблиці «місяці» знаходимо «Св» і навпроти числа «1» в колонці, що відповідає вруціліто «Е», знаходимо день — п'ятницю. Приклад 3 1 січня 1900 ст. ст. Рік високосний, вруціліто «Ѕ» («00» підкреслено). Місяць — «Сч». Субота. Приклад 4 1 січня 1900 н. ст. Рік простий, вруціліто «З» («00» підкреслено). Місяць — «Сп». Понеділок. |
| Правила У лівій частині таблиці відшукати рядок, що містить число століть потрібного року за старим або новим стилем, а у верхній частині таблиці — стовпчик з двома останніми цифрами номера року. Запам'ятати букву на перетині рядка та стовпчика, це — вруціліто року. У таблиці з правого боку знайти потрібний місяць. У рядку, в якому розташований цей місяць, відшукати ту ж букву. У лівій нижній частині, в розділі «числа місяця», знайти потрібне число. Перетин рядка, в якому розташоване це число, зі стовпчиком днів тижня, розташованим над знайденою буквою, і дає шуканий день тижня. При цьому слід розрізняти січень та лютий у простих та високосних роках: вони займають різні положення в графі місяців (для простих років вони позначені «Сп» і «Лп», для високосних — «Св» і «Лв»). Високосні роки виділені напівжирним шрифтом. Рік «00» підкреслений, за старим стилем він завжди високосний, а за новим — лише, якщо число століть ділиться на 4 (такі століття виділені напівжирним шрифтом). | Правила У лівій частині таблиці відшукати рядок, що містить число століть потрібного року за старим або новим стилем, а у верхній частині таблиці — стовпчик з двома останніми цифрами номера року. Запам'ятати букву на перетині рядка та стовпчика, це — вруціліто року. У таблиці з правого боку знайти потрібний місяць. У рядку, в якому розташований цей місяць, відшукати ту ж букву. У лівій нижній частині, в розділі «числа місяця», знайти потрібне число. Перетин рядка, в якому розташоване це число, зі стовпчиком днів тижня, розташованим над знайденою буквою, і дає шуканий день тижня. При цьому слід розрізняти січень та лютий у простих та високосних роках: вони займають різні положення в графі місяців (для простих років вони позначені «Сп» і «Лп», для високосних — «Св» і «Лв»). Високосні роки виділені напівжирним шрифтом. Рік «00» підкреслений, за старим стилем він завжди високосний, а за новим — лише, якщо число століть ділиться на 4 (такі століття виділені напівжирним шрифтом). | Правила У лівій частині таблиці відшукати рядок, що містить число століть потрібного року за старим або новим стилем, а у верхній частині таблиці — стовпчик з двома останніми цифрами номера року. Запам'ятати букву на перетині рядка та стовпчика, це — вруціліто року. У таблиці з правого боку знайти потрібний місяць. У рядку, в якому розташований цей місяць, відшукати ту ж букву. У лівій нижній частині, в розділі «числа місяця», знайти потрібне число. Перетин рядка, в якому розташоване це число, зі стовпчиком днів тижня, розташованим над знайденою буквою, і дає шуканий день тижня. При цьому слід розрізняти січень та лютий у простих та високосних роках: вони займають різні положення в графі місяців (для простих років вони позначені «Сп» і «Лп», для високосних — «Св» і «Лв»). Високосні роки виділені напівжирним шрифтом. Рік «00» підкреслений, за старим стилем він завжди високосний, а за новим — лише, якщо число століть ділиться на 4 (такі століття виділені напівжирним шрифтом). | Правила У лівій частині таблиці відшукати рядок, що містить число століть потрібного року за старим або новим стилем, а у верхній частині таблиці — стовпчик з двома останніми цифрами номера року. Запам'ятати букву на перетині рядка та стовпчика, це — вруціліто року. У таблиці з правого боку знайти потрібний місяць. У рядку, в якому розташований цей місяць, відшукати ту ж букву. У лівій нижній частині, в розділі «числа місяця», знайти потрібне число. Перетин рядка, в якому розташоване це число, зі стовпчиком днів тижня, розташованим над знайденою буквою, і дає шуканий день тижня. При цьому слід розрізняти січень та лютий у простих та високосних роках: вони займають різні положення в графі місяців (для простих років вони позначені «Сп» і «Лп», для високосних — «Св» і «Лв»). Високосні роки виділені напівжирним шрифтом. Рік «00» підкреслений, за старим стилем він завжди високосний, а за новим — лише, якщо число століть ділиться на 4 (такі століття виділені напівжирним шрифтом). | Правила У лівій частині таблиці відшукати рядок, що містить число століть потрібного року за старим або новим стилем, а у верхній частині таблиці — стовпчик з двома останніми цифрами номера року. Запам'ятати букву на перетині рядка та стовпчика, це — вруціліто року. У таблиці з правого боку знайти потрібний місяць. У рядку, в якому розташований цей місяць, відшукати ту ж букву. У лівій нижній частині, в розділі «числа місяця», знайти потрібне число. Перетин рядка, в якому розташоване це число, зі стовпчиком днів тижня, розташованим над знайденою буквою, і дає шуканий день тижня. При цьому слід розрізняти січень та лютий у простих та високосних роках: вони займають різні положення в графі місяців (для простих років вони позначені «Сп» і «Лп», для високосних — «Св» і «Лв»). Високосні роки виділені напівжирним шрифтом. Рік «00» підкреслений, за старим стилем він завжди високосний, а за новим — лише, якщо число століть ділиться на 4 (такі століття виділені напівжирним шрифтом). | Правила У лівій частині таблиці відшукати рядок, що містить число століть потрібного року за старим або новим стилем, а у верхній частині таблиці — стовпчик з двома останніми цифрами номера року. Запам'ятати букву на перетині рядка та стовпчика, це — вруціліто року. У таблиці з правого боку знайти потрібний місяць. У рядку, в якому розташований цей місяць, відшукати ту ж букву. У лівій нижній частині, в розділі «числа місяця», знайти потрібне число. Перетин рядка, в якому розташоване це число, зі стовпчиком днів тижня, розташованим над знайденою буквою, і дає шуканий день тижня. При цьому слід розрізняти січень та лютий у простих та високосних роках: вони займають різні положення в графі місяців (для простих років вони позначені «Сп» і «Лп», для високосних — «Св» і «Лв»). Високосні роки виділені напівжирним шрифтом. Рік «00» підкреслений, за старим стилем він завжди високосний, а за новим — лише, якщо число століть ділиться на 4 (такі століття виділені напівжирним шрифтом). | Правила У лівій частині таблиці відшукати рядок, що містить число століть потрібного року за старим або новим стилем, а у верхній частині таблиці — стовпчик з двома останніми цифрами номера року. Запам'ятати букву на перетині рядка та стовпчика, це — вруціліто року. У таблиці з правого боку знайти потрібний місяць. У рядку, в якому розташований цей місяць, відшукати ту ж букву. У лівій нижній частині, в розділі «числа місяця», знайти потрібне число. Перетин рядка, в якому розташоване це число, зі стовпчиком днів тижня, розташованим над знайденою буквою, і дає шуканий день тижня. При цьому слід розрізняти січень та лютий у простих та високосних роках: вони займають різні положення в графі місяців (для простих років вони позначені «Сп» і «Лп», для високосних — «Св» і «Лв»). Високосні роки виділені напівжирним шрифтом. Рік «00» підкреслений, за старим стилем він завжди високосний, а за новим — лише, якщо число століть ділиться на 4 (такі століття виділені напівжирним шрифтом). |                    | 12                 | 13                 | 14                 | 15                 |                    | 16                 | Приклад 1 Визначити, на який день тижня припадає 31 березня 2006 року Ліворуч в колонці нового стилю знаходимо число «20», зверху — число «06». На перетині рядка та стовпчика стоїть буква «Ѕ». Знаходимо цю саму букву в рядку, в якій стоїть позначення «Березень». Внизу під нею розташований стовпчик з днями тижня, що відповідає березню, числа якого ліворуч. Отже, 31 Березня 2006 року припадає на п'ятницю. Приклад 2 Визначити, на який день тижня припадає 1 січня 45 р. до н.е. е. Насамперед знаходимо число року астрономічного рахунку: «-44». Далі представляємо його у вигляді «-100+56». На перетині стовпчика «56» з рядком «-1» знаходимо вруціліто «Е». Рік 45 до н. е. був високосним. Тому в правій частині таблиці «місяці» знаходимо «Св» і навпроти числа «1» в колонці, що відповідає вруціліто «Е», знаходимо день — п'ятницю. Приклад 3 1 січня 1900 ст. ст. Рік високосний, вруціліто «Ѕ» («00» підкреслено). Місяць — «Сч». Субота. Приклад 4 1 січня 1900 н. ст. Рік простий, вруціліто «З» («00» підкреслено). Місяць — «Сп». Понеділок. | Приклад 1 Визначити, на який день тижня припадає 31 березня 2006 року Ліворуч в колонці нового стилю знаходимо число «20», зверху — число «06». На перетині рядка та стовпчика стоїть буква «Ѕ». Знаходимо цю саму букву в рядку, в якій стоїть позначення «Березень». Внизу під нею розташований стовпчик з днями тижня, що відповідає березню, числа якого ліворуч. Отже, 31 Березня 2006 року припадає на п'ятницю. Приклад 2 Визначити, на який день тижня припадає 1 січня 45 р. до н.е. е. Насамперед знаходимо число року астрономічного рахунку: «-44». Далі представляємо його у вигляді «-100+56». На перетині стовпчика «56» з рядком «-1» знаходимо вруціліто «Е». Рік 45 до н. е. був високосним. Тому в правій частині таблиці «місяці» знаходимо «Св» і навпроти числа «1» в колонці, що відповідає вруціліто «Е», знаходимо день — п'ятницю. Приклад 3 1 січня 1900 ст. ст. Рік високосний, вруціліто «Ѕ» («00» підкреслено). Місяць — «Сч». Субота. Приклад 4 1 січня 1900 н. ст. Рік простий, вруціліто «З» («00» підкреслено). Місяць — «Сп». Понеділок. | Приклад 1 Визначити, на який день тижня припадає 31 березня 2006 року Ліворуч в колонці нового стилю знаходимо число «20», зверху — число «06». На перетині рядка та стовпчика стоїть буква «Ѕ». Знаходимо цю саму букву в рядку, в якій стоїть позначення «Березень». Внизу під нею розташований стовпчик з днями тижня, що відповідає березню, числа якого ліворуч. Отже, 31 Березня 2006 року припадає на п'ятницю. Приклад 2 Визначити, на який день тижня припадає 1 січня 45 р. до н.е. е. Насамперед знаходимо число року астрономічного рахунку: «-44». Далі представляємо його у вигляді «-100+56». На перетині стовпчика «56» з рядком «-1» знаходимо вруціліто «Е». Рік 45 до н. е. був високосним. Тому в правій частині таблиці «місяці» знаходимо «Св» і навпроти числа «1» в колонці, що відповідає вруціліто «Е», знаходимо день — п'ятницю. Приклад 3 1 січня 1900 ст. ст. Рік високосний, вруціліто «Ѕ» («00» підкреслено). Місяць — «Сч». Субота. Приклад 4 1 січня 1900 н. ст. Рік простий, вруціліто «З» («00» підкреслено). Місяць — «Сп». Понеділок. | Приклад 1 Визначити, на який день тижня припадає 31 березня 2006 року Ліворуч в колонці нового стилю знаходимо число «20», зверху — число «06». На перетині рядка та стовпчика стоїть буква «Ѕ». Знаходимо цю саму букву в рядку, в якій стоїть позначення «Березень». Внизу під нею розташований стовпчик з днями тижня, що відповідає березню, числа якого ліворуч. Отже, 31 Березня 2006 року припадає на п'ятницю. Приклад 2 Визначити, на який день тижня припадає 1 січня 45 р. до н.е. е. Насамперед знаходимо число року астрономічного рахунку: «-44». Далі представляємо його у вигляді «-100+56». На перетині стовпчика «56» з рядком «-1» знаходимо вруціліто «Е». Рік 45 до н. е. був високосним. Тому в правій частині таблиці «місяці» знаходимо «Св» і навпроти числа «1» в колонці, що відповідає вруціліто «Е», знаходимо день — п'ятницю. Приклад 3 1 січня 1900 ст. ст. Рік високосний, вруціліто «Ѕ» («00» підкреслено). Місяць — «Сч». Субота. Приклад 4 1 січня 1900 н. ст. Рік простий, вруціліто «З» («00» підкреслено). Місяць — «Сп». Понеділок. | Приклад 1 Визначити, на який день тижня припадає 31 березня 2006 року Ліворуч в колонці нового стилю знаходимо число «20», зверху — число «06». На перетині рядка та стовпчика стоїть буква «Ѕ». Знаходимо цю саму букву в рядку, в якій стоїть позначення «Березень». Внизу під нею розташований стовпчик з днями тижня, що відповідає березню, числа якого ліворуч. Отже, 31 Березня 2006 року припадає на п'ятницю. Приклад 2 Визначити, на який день тижня припадає 1 січня 45 р. до н.е. е. Насамперед знаходимо число року астрономічного рахунку: «-44». Далі представляємо його у вигляді «-100+56». На перетині стовпчика «56» з рядком «-1» знаходимо вруціліто «Е». Рік 45 до н. е. був високосним. Тому в правій частині таблиці «місяці» знаходимо «Св» і навпроти числа «1» в колонці, що відповідає вруціліто «Е», знаходимо день — п'ятницю. Приклад 3 1 січня 1900 ст. ст. Рік високосний, вруціліто «Ѕ» («00» підкреслено). Місяць — «Сч». Субота. Приклад 4 1 січня 1900 н. ст. Рік простий, вруціліто «З» («00» підкреслено). Місяць — «Сп». Понеділок. | Приклад 1 Визначити, на який день тижня припадає 31 березня 2006 року Ліворуч в колонці нового стилю знаходимо число «20», зверху — число «06». На перетині рядка та стовпчика стоїть буква «Ѕ». Знаходимо цю саму букву в рядку, в якій стоїть позначення «Березень». Внизу під нею розташований стовпчик з днями тижня, що відповідає березню, числа якого ліворуч. Отже, 31 Березня 2006 року припадає на п'ятницю. Приклад 2 Визначити, на який день тижня припадає 1 січня 45 р. до н.е. е. Насамперед знаходимо число року астрономічного рахунку: «-44». Далі представляємо його у вигляді «-100+56». На перетині стовпчика «56» з рядком «-1» знаходимо вруціліто «Е». Рік 45 до н. е. був високосним. Тому в правій частині таблиці «місяці» знаходимо «Св» і навпроти числа «1» в колонці, що відповідає вруціліто «Е», знаходимо день — п'ятницю. Приклад 3 1 січня 1900 ст. ст. Рік високосний, вруціліто «Ѕ» («00» підкреслено). Місяць — «Сч». Субота. Приклад 4 1 січня 1900 н. ст. Рік простий, вруціліто «З» («00» підкреслено). Місяць — «Сп». Понеділок. |
| Правила У лівій частині таблиці відшукати рядок, що містить число століть потрібного року за старим або новим стилем, а у верхній частині таблиці — стовпчик з двома останніми цифрами номера року. Запам'ятати букву на перетині рядка та стовпчика, це — вруціліто року. У таблиці з правого боку знайти потрібний місяць. У рядку, в якому розташований цей місяць, відшукати ту ж букву. У лівій нижній частині, в розділі «числа місяця», знайти потрібне число. Перетин рядка, в якому розташоване це число, зі стовпчиком днів тижня, розташованим над знайденою буквою, і дає шуканий день тижня. При цьому слід розрізняти січень та лютий у простих та високосних роках: вони займають різні положення в графі місяців (для простих років вони позначені «Сп» і «Лп», для високосних — «Св» і «Лв»). Високосні роки виділені напівжирним шрифтом. Рік «00» підкреслений, за старим стилем він завжди високосний, а за новим — лише, якщо число століть ділиться на 4 (такі століття виділені напівжирним шрифтом). | Правила У лівій частині таблиці відшукати рядок, що містить число століть потрібного року за старим або новим стилем, а у верхній частині таблиці — стовпчик з двома останніми цифрами номера року. Запам'ятати букву на перетині рядка та стовпчика, це — вруціліто року. У таблиці з правого боку знайти потрібний місяць. У рядку, в якому розташований цей місяць, відшукати ту ж букву. У лівій нижній частині, в розділі «числа місяця», знайти потрібне число. Перетин рядка, в якому розташоване це число, зі стовпчиком днів тижня, розташованим над знайденою буквою, і дає шуканий день тижня. При цьому слід розрізняти січень та лютий у простих та високосних роках: вони займають різні положення в графі місяців (для простих років вони позначені «Сп» і «Лп», для високосних — «Св» і «Лв»). Високосні роки виділені напівжирним шрифтом. Рік «00» підкреслений, за старим стилем він завжди високосний, а за новим — лише, якщо число століть ділиться на 4 (такі століття виділені напівжирним шрифтом). | Правила У лівій частині таблиці відшукати рядок, що містить число століть потрібного року за старим або новим стилем, а у верхній частині таблиці — стовпчик з двома останніми цифрами номера року. Запам'ятати букву на перетині рядка та стовпчика, це — вруціліто року. У таблиці з правого боку знайти потрібний місяць. У рядку, в якому розташований цей місяць, відшукати ту ж букву. У лівій нижній частині, в розділі «числа місяця», знайти потрібне число. Перетин рядка, в якому розташоване це число, зі стовпчиком днів тижня, розташованим над знайденою буквою, і дає шуканий день тижня. При цьому слід розрізняти січень та лютий у простих та високосних роках: вони займають різні положення в графі місяців (для простих років вони позначені «Сп» і «Лп», для високосних — «Св» і «Лв»). Високосні роки виділені напівжирним шрифтом. Рік «00» підкреслений, за старим стилем він завжди високосний, а за новим — лише, якщо число століть ділиться на 4 (такі століття виділені напівжирним шрифтом). | Правила У лівій частині таблиці відшукати рядок, що містить число століть потрібного року за старим або новим стилем, а у верхній частині таблиці — стовпчик з двома останніми цифрами номера року. Запам'ятати букву на перетині рядка та стовпчика, це — вруціліто року. У таблиці з правого боку знайти потрібний місяць. У рядку, в якому розташований цей місяць, відшукати ту ж букву. У лівій нижній частині, в розділі «числа місяця», знайти потрібне число. Перетин рядка, в якому розташоване це число, зі стовпчиком днів тижня, розташованим над знайденою буквою, і дає шуканий день тижня. При цьому слід розрізняти січень та лютий у простих та високосних роках: вони займають різні положення в графі місяців (для простих років вони позначені «Сп» і «Лп», для високосних — «Св» і «Лв»). Високосні роки виділені напівжирним шрифтом. Рік «00» підкреслений, за старим стилем він завжди високосний, а за новим — лише, якщо число століть ділиться на 4 (такі століття виділені напівжирним шрифтом). | Правила У лівій частині таблиці відшукати рядок, що містить число століть потрібного року за старим або новим стилем, а у верхній частині таблиці — стовпчик з двома останніми цифрами номера року. Запам'ятати букву на перетині рядка та стовпчика, це — вруціліто року. У таблиці з правого боку знайти потрібний місяць. У рядку, в якому розташований цей місяць, відшукати ту ж букву. У лівій нижній частині, в розділі «числа місяця», знайти потрібне число. Перетин рядка, в якому розташоване це число, зі стовпчиком днів тижня, розташованим над знайденою буквою, і дає шуканий день тижня. При цьому слід розрізняти січень та лютий у простих та високосних роках: вони займають різні положення в графі місяців (для простих років вони позначені «Сп» і «Лп», для високосних — «Св» і «Лв»). Високосні роки виділені напівжирним шрифтом. Рік «00» підкреслений, за старим стилем він завжди високосний, а за новим — лише, якщо число століть ділиться на 4 (такі століття виділені напівжирним шрифтом). | Правила У лівій частині таблиці відшукати рядок, що містить число століть потрібного року за старим або новим стилем, а у верхній частині таблиці — стовпчик з двома останніми цифрами номера року. Запам'ятати букву на перетині рядка та стовпчика, це — вруціліто року. У таблиці з правого боку знайти потрібний місяць. У рядку, в якому розташований цей місяць, відшукати ту ж букву. У лівій нижній частині, в розділі «числа місяця», знайти потрібне число. Перетин рядка, в якому розташоване це число, зі стовпчиком днів тижня, розташованим над знайденою буквою, і дає шуканий день тижня. При цьому слід розрізняти січень та лютий у простих та високосних роках: вони займають різні положення в графі місяців (для простих років вони позначені «Сп» і «Лп», для високосних — «Св» і «Лв»). Високосні роки виділені напівжирним шрифтом. Рік «00» підкреслений, за старим стилем він завжди високосний, а за новим — лише, якщо число століть ділиться на 4 (такі століття виділені напівжирним шрифтом). | Правила У лівій частині таблиці відшукати рядок, що містить число століть потрібного року за старим або новим стилем, а у верхній частині таблиці — стовпчик з двома останніми цифрами номера року. Запам'ятати букву на перетині рядка та стовпчика, це — вруціліто року. У таблиці з правого боку знайти потрібний місяць. У рядку, в якому розташований цей місяць, відшукати ту ж букву. У лівій нижній частині, в розділі «числа місяця», знайти потрібне число. Перетин рядка, в якому розташоване це число, зі стовпчиком днів тижня, розташованим над знайденою буквою, і дає шуканий день тижня. При цьому слід розрізняти січень та лютий у простих та високосних роках: вони займають різні положення в графі місяців (для простих років вони позначені «Сп» і «Лп», для високосних — «Св» і «Лв»). Високосні роки виділені напівжирним шрифтом. Рік «00» підкреслений, за старим стилем він завжди високосний, а за новим — лише, якщо число століть ділиться на 4 (такі століття виділені напівжирним шрифтом). | 17                 | 18                 | 19                 |                    | 20                 | 21                 | 22                 | Приклад 1 Визначити, на який день тижня припадає 31 березня 2006 року Ліворуч в колонці нового стилю знаходимо число «20», зверху — число «06». На перетині рядка та стовпчика стоїть буква «Ѕ». Знаходимо цю саму букву в рядку, в якій стоїть позначення «Березень». Внизу під нею розташований стовпчик з днями тижня, що відповідає березню, числа якого ліворуч. Отже, 31 Березня 2006 року припадає на п'ятницю. Приклад 2 Визначити, на який день тижня припадає 1 січня 45 р. до н.е. е. Насамперед знаходимо число року астрономічного рахунку: «-44». Далі представляємо його у вигляді «-100+56». На перетині стовпчика «56» з рядком «-1» знаходимо вруціліто «Е». Рік 45 до н. е. був високосним. Тому в правій частині таблиці «місяці» знаходимо «Св» і навпроти числа «1» в колонці, що відповідає вруціліто «Е», знаходимо день — п'ятницю. Приклад 3 1 січня 1900 ст. ст. Рік високосний, вруціліто «Ѕ» («00» підкреслено). Місяць — «Сч». Субота. Приклад 4 1 січня 1900 н. ст. Рік простий, вруціліто «З» («00» підкреслено). Місяць — «Сп». Понеділок. | Приклад 1 Визначити, на який день тижня припадає 31 березня 2006 року Ліворуч в колонці нового стилю знаходимо число «20», зверху — число «06». На перетині рядка та стовпчика стоїть буква «Ѕ». Знаходимо цю саму букву в рядку, в якій стоїть позначення «Березень». Внизу під нею розташований стовпчик з днями тижня, що відповідає березню, числа якого ліворуч. Отже, 31 Березня 2006 року припадає на п'ятницю. Приклад 2 Визначити, на який день тижня припадає 1 січня 45 р. до н.е. е. Насамперед знаходимо число року астрономічного рахунку: «-44». Далі представляємо його у вигляді «-100+56». На перетині стовпчика «56» з рядком «-1» знаходимо вруціліто «Е». Рік 45 до н. е. був високосним. Тому в правій частині таблиці «місяці» знаходимо «Св» і навпроти числа «1» в колонці, що відповідає вруціліто «Е», знаходимо день — п'ятницю. Приклад 3 1 січня 1900 ст. ст. Рік високосний, вруціліто «Ѕ» («00» підкреслено). Місяць — «Сч». Субота. Приклад 4 1 січня 1900 н. ст. Рік простий, вруціліто «З» («00» підкреслено). Місяць — «Сп». Понеділок. | Приклад 1 Визначити, на який день тижня припадає 31 березня 2006 року Ліворуч в колонці нового стилю знаходимо число «20», зверху — число «06». На перетині рядка та стовпчика стоїть буква «Ѕ». Знаходимо цю саму букву в рядку, в якій стоїть позначення «Березень». Внизу під нею розташований стовпчик з днями тижня, що відповідає березню, числа якого ліворуч. Отже, 31 Березня 2006 року припадає на п'ятницю. Приклад 2 Визначити, на який день тижня припадає 1 січня 45 р. до н.е. е. Насамперед знаходимо число року астрономічного рахунку: «-44». Далі представляємо його у вигляді «-100+56». На перетині стовпчика «56» з рядком «-1» знаходимо вруціліто «Е». Рік 45 до н. е. був високосним. Тому в правій частині таблиці «місяці» знаходимо «Св» і навпроти числа «1» в колонці, що відповідає вруціліто «Е», знаходимо день — п'ятницю. Приклад 3 1 січня 1900 ст. ст. Рік високосний, вруціліто «Ѕ» («00» підкреслено). Місяць — «Сч». Субота. Приклад 4 1 січня 1900 н. ст. Рік простий, вруціліто «З» («00» підкреслено). Місяць — «Сп». Понеділок. | Приклад 1 Визначити, на який день тижня припадає 31 березня 2006 року Ліворуч в колонці нового стилю знаходимо число «20», зверху — число «06». На перетині рядка та стовпчика стоїть буква «Ѕ». Знаходимо цю саму букву в рядку, в якій стоїть позначення «Березень». Внизу під нею розташований стовпчик з днями тижня, що відповідає березню, числа якого ліворуч. Отже, 31 Березня 2006 року припадає на п'ятницю. Приклад 2 Визначити, на який день тижня припадає 1 січня 45 р. до н.е. е. Насамперед знаходимо число року астрономічного рахунку: «-44». Далі представляємо його у вигляді «-100+56». На перетині стовпчика «56» з рядком «-1» знаходимо вруціліто «Е». Рік 45 до н. е. був високосним. Тому в правій частині таблиці «місяці» знаходимо «Св» і навпроти числа «1» в колонці, що відповідає вруціліто «Е», знаходимо день — п'ятницю. Приклад 3 1 січня 1900 ст. ст. Рік високосний, вруціліто «Ѕ» («00» підкреслено). Місяць — «Сч». Субота. Приклад 4 1 січня 1900 н. ст. Рік простий, вруціліто «З» («00» підкреслено). Місяць — «Сп». Понеділок. | Приклад 1 Визначити, на який день тижня припадає 31 березня 2006 року Ліворуч в колонці нового стилю знаходимо число «20», зверху — число «06». На перетині рядка та стовпчика стоїть буква «Ѕ». Знаходимо цю саму букву в рядку, в якій стоїть позначення «Березень». Внизу під нею розташований стовпчик з днями тижня, що відповідає березню, числа якого ліворуч. Отже, 31 Березня 2006 року припадає на п'ятницю. Приклад 2 Визначити, на який день тижня припадає 1 січня 45 р. до н.е. е. Насамперед знаходимо число року астрономічного рахунку: «-44». Далі представляємо його у вигляді «-100+56». На перетині стовпчика «56» з рядком «-1» знаходимо вруціліто «Е». Рік 45 до н. е. був високосним. Тому в правій частині таблиці «місяці» знаходимо «Св» і навпроти числа «1» в колонці, що відповідає вруціліто «Е», знаходимо день — п'ятницю. Приклад 3 1 січня 1900 ст. ст. Рік високосний, вруціліто «Ѕ» («00» підкреслено). Місяць — «Сч». Субота. Приклад 4 1 січня 1900 н. ст. Рік простий, вруціліто «З» («00» підкреслено). Місяць — «Сп». Понеділок. | Приклад 1 Визначити, на який день тижня припадає 31 березня 2006 року Ліворуч в колонці нового стилю знаходимо число «20», зверху — число «06». На перетині рядка та стовпчика стоїть буква «Ѕ». Знаходимо цю саму букву в рядку, в якій стоїть позначення «Березень». Внизу під нею розташований стовпчик з днями тижня, що відповідає березню, числа якого ліворуч. Отже, 31 Березня 2006 року припадає на п'ятницю. Приклад 2 Визначити, на який день тижня припадає 1 січня 45 р. до н.е. е. Насамперед знаходимо число року астрономічного рахунку: «-44». Далі представляємо його у вигляді «-100+56». На перетині стовпчика «56» з рядком «-1» знаходимо вруціліто «Е». Рік 45 до н. е. був високосним. Тому в правій частині таблиці «місяці» знаходимо «Св» і навпроти числа «1» в колонці, що відповідає вруціліто «Е», знаходимо день — п'ятницю. Приклад 3 1 січня 1900 ст. ст. Рік високосний, вруціліто «Ѕ» («00» підкреслено). Місяць — «Сч». Субота. Приклад 4 1 січня 1900 н. ст. Рік простий, вруціліто «З» («00» підкреслено). Місяць — «Сп». Понеділок. |
| Правила У лівій частині таблиці відшукати рядок, що містить число століть потрібного року за старим або новим стилем, а у верхній частині таблиці — стовпчик з двома останніми цифрами номера року. Запам'ятати букву на перетині рядка та стовпчика, це — вруціліто року. У таблиці з правого боку знайти потрібний місяць. У рядку, в якому розташований цей місяць, відшукати ту ж букву. У лівій нижній частині, в розділі «числа місяця», знайти потрібне число. Перетин рядка, в якому розташоване це число, зі стовпчиком днів тижня, розташованим над знайденою буквою, і дає шуканий день тижня. При цьому слід розрізняти січень та лютий у простих та високосних роках: вони займають різні положення в графі місяців (для простих років вони позначені «Сп» і «Лп», для високосних — «Св» і «Лв»). Високосні роки виділені напівжирним шрифтом. Рік «00» підкреслений, за старим стилем він завжди високосний, а за новим — лише, якщо число століть ділиться на 4 (такі століття виділені напівжирним шрифтом). | Правила У лівій частині таблиці відшукати рядок, що містить число століть потрібного року за старим або новим стилем, а у верхній частині таблиці — стовпчик з двома останніми цифрами номера року. Запам'ятати букву на перетині рядка та стовпчика, це — вруціліто року. У таблиці з правого боку знайти потрібний місяць. У рядку, в якому розташований цей місяць, відшукати ту ж букву. У лівій нижній частині, в розділі «числа місяця», знайти потрібне число. Перетин рядка, в якому розташоване це число, зі стовпчиком днів тижня, розташованим над знайденою буквою, і дає шуканий день тижня. При цьому слід розрізняти січень та лютий у простих та високосних роках: вони займають різні положення в графі місяців (для простих років вони позначені «Сп» і «Лп», для високосних — «Св» і «Лв»). Високосні роки виділені напівжирним шрифтом. Рік «00» підкреслений, за старим стилем він завжди високосний, а за новим — лише, якщо число століть ділиться на 4 (такі століття виділені напівжирним шрифтом). | Правила У лівій частині таблиці відшукати рядок, що містить число століть потрібного року за старим або новим стилем, а у верхній частині таблиці — стовпчик з двома останніми цифрами номера року. Запам'ятати букву на перетині рядка та стовпчика, це — вруціліто року. У таблиці з правого боку знайти потрібний місяць. У рядку, в якому розташований цей місяць, відшукати ту ж букву. У лівій нижній частині, в розділі «числа місяця», знайти потрібне число. Перетин рядка, в якому розташоване це число, зі стовпчиком днів тижня, розташованим над знайденою буквою, і дає шуканий день тижня. При цьому слід розрізняти січень та лютий у простих та високосних роках: вони займають різні положення в графі місяців (для простих років вони позначені «Сп» і «Лп», для високосних — «Св» і «Лв»). Високосні роки виділені напівжирним шрифтом. Рік «00» підкреслений, за старим стилем він завжди високосний, а за новим — лише, якщо число століть ділиться на 4 (такі століття виділені напівжирним шрифтом). | Правила У лівій частині таблиці відшукати рядок, що містить число століть потрібного року за старим або новим стилем, а у верхній частині таблиці — стовпчик з двома останніми цифрами номера року. Запам'ятати букву на перетині рядка та стовпчика, це — вруціліто року. У таблиці з правого боку знайти потрібний місяць. У рядку, в якому розташований цей місяць, відшукати ту ж букву. У лівій нижній частині, в розділі «числа місяця», знайти потрібне число. Перетин рядка, в якому розташоване це число, зі стовпчиком днів тижня, розташованим над знайденою буквою, і дає шуканий день тижня. При цьому слід розрізняти січень та лютий у простих та високосних роках: вони займають різні положення в графі місяців (для простих років вони позначені «Сп» і «Лп», для високосних — «Св» і «Лв»). Високосні роки виділені напівжирним шрифтом. Рік «00» підкреслений, за старим стилем він завжди високосний, а за новим — лише, якщо число століть ділиться на 4 (такі століття виділені напівжирним шрифтом). | Правила У лівій частині таблиці відшукати рядок, що містить число століть потрібного року за старим або новим стилем, а у верхній частині таблиці — стовпчик з двома останніми цифрами номера року. Запам'ятати букву на перетині рядка та стовпчика, це — вруціліто року. У таблиці з правого боку знайти потрібний місяць. У рядку, в якому розташований цей місяць, відшукати ту ж букву. У лівій нижній частині, в розділі «числа місяця», знайти потрібне число. Перетин рядка, в якому розташоване це число, зі стовпчиком днів тижня, розташованим над знайденою буквою, і дає шуканий день тижня. При цьому слід розрізняти січень та лютий у простих та високосних роках: вони займають різні положення в графі місяців (для простих років вони позначені «Сп» і «Лп», для високосних — «Св» і «Лв»). Високосні роки виділені напівжирним шрифтом. Рік «00» підкреслений, за старим стилем він завжди високосний, а за новим — лише, якщо число століть ділиться на 4 (такі століття виділені напівжирним шрифтом). | Правила У лівій частині таблиці відшукати рядок, що містить число століть потрібного року за старим або новим стилем, а у верхній частині таблиці — стовпчик з двома останніми цифрами номера року. Запам'ятати букву на перетині рядка та стовпчика, це — вруціліто року. У таблиці з правого боку знайти потрібний місяць. У рядку, в якому розташований цей місяць, відшукати ту ж букву. У лівій нижній частині, в розділі «числа місяця», знайти потрібне число. Перетин рядка, в якому розташоване це число, зі стовпчиком днів тижня, розташованим над знайденою буквою, і дає шуканий день тижня. При цьому слід розрізняти січень та лютий у простих та високосних роках: вони займають різні положення в графі місяців (для простих років вони позначені «Сп» і «Лп», для високосних — «Св» і «Лв»). Високосні роки виділені напівжирним шрифтом. Рік «00» підкреслений, за старим стилем він завжди високосний, а за новим — лише, якщо число століть ділиться на 4 (такі століття виділені напівжирним шрифтом). | Правила У лівій частині таблиці відшукати рядок, що містить число століть потрібного року за старим або новим стилем, а у верхній частині таблиці — стовпчик з двома останніми цифрами номера року. Запам'ятати букву на перетині рядка та стовпчика, це — вруціліто року. У таблиці з правого боку знайти потрібний місяць. У рядку, в якому розташований цей місяць, відшукати ту ж букву. У лівій нижній частині, в розділі «числа місяця», знайти потрібне число. Перетин рядка, в якому розташоване це число, зі стовпчиком днів тижня, розташованим над знайденою буквою, і дає шуканий день тижня. При цьому слід розрізняти січень та лютий у простих та високосних роках: вони займають різні положення в графі місяців (для простих років вони позначені «Сп» і «Лп», для високосних — «Св» і «Лв»). Високосні роки виділені напівжирним шрифтом. Рік «00» підкреслений, за старим стилем він завжди високосний, а за новим — лише, якщо число століть ділиться на 4 (такі століття виділені напівжирним шрифтом). | 23                 |                    | 24                 | 25                 | 26                 | 27                 |                    | Приклад 1 Визначити, на який день тижня припадає 31 березня 2006 року Ліворуч в колонці нового стилю знаходимо число «20», зверху — число «06». На перетині рядка та стовпчика стоїть буква «Ѕ». Знаходимо цю саму букву в рядку, в якій стоїть позначення «Березень». Внизу під нею розташований стовпчик з днями тижня, що відповідає березню, числа якого ліворуч. Отже, 31 Березня 2006 року припадає на п'ятницю. Приклад 2 Визначити, на який день тижня припадає 1 січня 45 р. до н.е. е. Насамперед знаходимо число року астрономічного рахунку: «-44». Далі представляємо його у вигляді «-100+56». На перетині стовпчика «56» з рядком «-1» знаходимо вруціліто «Е». Рік 45 до н. е. був високосним. Тому в правій частині таблиці «місяці» знаходимо «Св» і навпроти числа «1» в колонці, що відповідає вруціліто «Е», знаходимо день — п'ятницю. Приклад 3 1 січня 1900 ст. ст. Рік високосний, вруціліто «Ѕ» («00» підкреслено). Місяць — «Сч». Субота. Приклад 4 1 січня 1900 н. ст. Рік простий, вруціліто «З» («00» підкреслено). Місяць — «Сп». Понеділок. | Приклад 1 Визначити, на який день тижня припадає 31 березня 2006 року Ліворуч в колонці нового стилю знаходимо число «20», зверху — число «06». На перетині рядка та стовпчика стоїть буква «Ѕ». Знаходимо цю саму букву в рядку, в якій стоїть позначення «Березень». Внизу під нею розташований стовпчик з днями тижня, що відповідає березню, числа якого ліворуч. Отже, 31 Березня 2006 року припадає на п'ятницю. Приклад 2 Визначити, на який день тижня припадає 1 січня 45 р. до н.е. е. Насамперед знаходимо число року астрономічного рахунку: «-44». Далі представляємо його у вигляді «-100+56». На перетині стовпчика «56» з рядком «-1» знаходимо вруціліто «Е». Рік 45 до н. е. був високосним. Тому в правій частині таблиці «місяці» знаходимо «Св» і навпроти числа «1» в колонці, що відповідає вруціліто «Е», знаходимо день — п'ятницю. Приклад 3 1 січня 1900 ст. ст. Рік високосний, вруціліто «Ѕ» («00» підкреслено). Місяць — «Сч». Субота. Приклад 4 1 січня 1900 н. ст. Рік простий, вруціліто «З» («00» підкреслено). Місяць — «Сп». Понеділок. | Приклад 1 Визначити, на який день тижня припадає 31 березня 2006 року Ліворуч в колонці нового стилю знаходимо число «20», зверху — число «06». На перетині рядка та стовпчика стоїть буква «Ѕ». Знаходимо цю саму букву в рядку, в якій стоїть позначення «Березень». Внизу під нею розташований стовпчик з днями тижня, що відповідає березню, числа якого ліворуч. Отже, 31 Березня 2006 року припадає на п'ятницю. Приклад 2 Визначити, на який день тижня припадає 1 січня 45 р. до н.е. е. Насамперед знаходимо число року астрономічного рахунку: «-44». Далі представляємо його у вигляді «-100+56». На перетині стовпчика «56» з рядком «-1» знаходимо вруціліто «Е». Рік 45 до н. е. був високосним. Тому в правій частині таблиці «місяці» знаходимо «Св» і навпроти числа «1» в колонці, що відповідає вруціліто «Е», знаходимо день — п'ятницю. Приклад 3 1 січня 1900 ст. ст. Рік високосний, вруціліто «Ѕ» («00» підкреслено). Місяць — «Сч». Субота. Приклад 4 1 січня 1900 н. ст. Рік простий, вруціліто «З» («00» підкреслено). Місяць — «Сп». Понеділок. | Приклад 1 Визначити, на який день тижня припадає 31 березня 2006 року Ліворуч в колонці нового стилю знаходимо число «20», зверху — число «06». На перетині рядка та стовпчика стоїть буква «Ѕ». Знаходимо цю саму букву в рядку, в якій стоїть позначення «Березень». Внизу під нею розташований стовпчик з днями тижня, що відповідає березню, числа якого ліворуч. Отже, 31 Березня 2006 року припадає на п'ятницю. Приклад 2 Визначити, на який день тижня припадає 1 січня 45 р. до н.е. е. Насамперед знаходимо число року астрономічного рахунку: «-44». Далі представляємо його у вигляді «-100+56». На перетині стовпчика «56» з рядком «-1» знаходимо вруціліто «Е». Рік 45 до н. е. був високосним. Тому в правій частині таблиці «місяці» знаходимо «Св» і навпроти числа «1» в колонці, що відповідає вруціліто «Е», знаходимо день — п'ятницю. Приклад 3 1 січня 1900 ст. ст. Рік високосний, вруціліто «Ѕ» («00» підкреслено). Місяць — «Сч». Субота. Приклад 4 1 січня 1900 н. ст. Рік простий, вруціліто «З» («00» підкреслено). Місяць — «Сп». Понеділок. | Приклад 1 Визначити, на який день тижня припадає 31 березня 2006 року Ліворуч в колонці нового стилю знаходимо число «20», зверху — число «06». На перетині рядка та стовпчика стоїть буква «Ѕ». Знаходимо цю саму букву в рядку, в якій стоїть позначення «Березень». Внизу під нею розташований стовпчик з днями тижня, що відповідає березню, числа якого ліворуч. Отже, 31 Березня 2006 року припадає на п'ятницю. Приклад 2 Визначити, на який день тижня припадає 1 січня 45 р. до н.е. е. Насамперед знаходимо число року астрономічного рахунку: «-44». Далі представляємо його у вигляді «-100+56». На перетині стовпчика «56» з рядком «-1» знаходимо вруціліто «Е». Рік 45 до н. е. був високосним. Тому в правій частині таблиці «місяці» знаходимо «Св» і навпроти числа «1» в колонці, що відповідає вруціліто «Е», знаходимо день — п'ятницю. Приклад 3 1 січня 1900 ст. ст. Рік високосний, вруціліто «Ѕ» («00» підкреслено). Місяць — «Сч». Субота. Приклад 4 1 січня 1900 н. ст. Рік простий, вруціліто «З» («00» підкреслено). Місяць — «Сп». Понеділок. | Приклад 1 Визначити, на який день тижня припадає 31 березня 2006 року Ліворуч в колонці нового стилю знаходимо число «20», зверху — число «06». На перетині рядка та стовпчика стоїть буква «Ѕ». Знаходимо цю саму букву в рядку, в якій стоїть позначення «Березень». Внизу під нею розташований стовпчик з днями тижня, що відповідає березню, числа якого ліворуч. Отже, 31 Березня 2006 року припадає на п'ятницю. Приклад 2 Визначити, на який день тижня припадає 1 січня 45 р. до н.е. е. Насамперед знаходимо число року астрономічного рахунку: «-44». Далі представляємо його у вигляді «-100+56». На перетині стовпчика «56» з рядком «-1» знаходимо вруціліто «Е». Рік 45 до н. е. був високосним. Тому в правій частині таблиці «місяці» знаходимо «Св» і навпроти числа «1» в колонці, що відповідає вруціліто «Е», знаходимо день — п'ятницю. Приклад 3 1 січня 1900 ст. ст. Рік високосний, вруціліто «Ѕ» («00» підкреслено). Місяць — «Сч». Субота. Приклад 4 1 січня 1900 н. ст. Рік простий, вруціліто «З» («00» підкреслено). Місяць — «Сп». Понеділок. |
| Правила У лівій частині таблиці відшукати рядок, що містить число століть потрібного року за старим або новим стилем, а у верхній частині таблиці — стовпчик з двома останніми цифрами номера року. Запам'ятати букву на перетині рядка та стовпчика, це — вруціліто року. У таблиці з правого боку знайти потрібний місяць. У рядку, в якому розташований цей місяць, відшукати ту ж букву. У лівій нижній частині, в розділі «числа місяця», знайти потрібне число. Перетин рядка, в якому розташоване це число, зі стовпчиком днів тижня, розташованим над знайденою буквою, і дає шуканий день тижня. При цьому слід розрізняти січень та лютий у простих та високосних роках: вони займають різні положення в графі місяців (для простих років вони позначені «Сп» і «Лп», для високосних — «Св» і «Лв»). Високосні роки виділені напівжирним шрифтом. Рік «00» підкреслений, за старим стилем він завжди високосний, а за новим — лише, якщо число століть ділиться на 4 (такі століття виділені напівжирним шрифтом). | Правила У лівій частині таблиці відшукати рядок, що містить число століть потрібного року за старим або новим стилем, а у верхній частині таблиці — стовпчик з двома останніми цифрами номера року. Запам'ятати букву на перетині рядка та стовпчика, це — вруціліто року. У таблиці з правого боку знайти потрібний місяць. У рядку, в якому розташований цей місяць, відшукати ту ж букву. У лівій нижній частині, в розділі «числа місяця», знайти потрібне число. Перетин рядка, в якому розташоване це число, зі стовпчиком днів тижня, розташованим над знайденою буквою, і дає шуканий день тижня. При цьому слід розрізняти січень та лютий у простих та високосних роках: вони займають різні положення в графі місяців (для простих років вони позначені «Сп» і «Лп», для високосних — «Св» і «Лв»). Високосні роки виділені напівжирним шрифтом. Рік «00» підкреслений, за старим стилем він завжди високосний, а за новим — лише, якщо число століть ділиться на 4 (такі століття виділені напівжирним шрифтом). | Правила У лівій частині таблиці відшукати рядок, що містить число століть потрібного року за старим або новим стилем, а у верхній частині таблиці — стовпчик з двома останніми цифрами номера року. Запам'ятати букву на перетині рядка та стовпчика, це — вруціліто року. У таблиці з правого боку знайти потрібний місяць. У рядку, в якому розташований цей місяць, відшукати ту ж букву. У лівій нижній частині, в розділі «числа місяця», знайти потрібне число. Перетин рядка, в якому розташоване це число, зі стовпчиком днів тижня, розташованим над знайденою буквою, і дає шуканий день тижня. При цьому слід розрізняти січень та лютий у простих та високосних роках: вони займають різні положення в графі місяців (для простих років вони позначені «Сп» і «Лп», для високосних — «Св» і «Лв»). Високосні роки виділені напівжирним шрифтом. Рік «00» підкреслений, за старим стилем він завжди високосний, а за новим — лише, якщо число століть ділиться на 4 (такі століття виділені напівжирним шрифтом). | Правила У лівій частині таблиці відшукати рядок, що містить число століть потрібного року за старим або новим стилем, а у верхній частині таблиці — стовпчик з двома останніми цифрами номера року. Запам'ятати букву на перетині рядка та стовпчика, це — вруціліто року. У таблиці з правого боку знайти потрібний місяць. У рядку, в якому розташований цей місяць, відшукати ту ж букву. У лівій нижній частині, в розділі «числа місяця», знайти потрібне число. Перетин рядка, в якому розташоване це число, зі стовпчиком днів тижня, розташованим над знайденою буквою, і дає шуканий день тижня. При цьому слід розрізняти січень та лютий у простих та високосних роках: вони займають різні положення в графі місяців (для простих років вони позначені «Сп» і «Лп», для високосних — «Св» і «Лв»). Високосні роки виділені напівжирним шрифтом. Рік «00» підкреслений, за старим стилем він завжди високосний, а за новим — лише, якщо число століть ділиться на 4 (такі століття виділені напівжирним шрифтом). | Правила У лівій частині таблиці відшукати рядок, що містить число століть потрібного року за старим або новим стилем, а у верхній частині таблиці — стовпчик з двома останніми цифрами номера року. Запам'ятати букву на перетині рядка та стовпчика, це — вруціліто року. У таблиці з правого боку знайти потрібний місяць. У рядку, в якому розташований цей місяць, відшукати ту ж букву. У лівій нижній частині, в розділі «числа місяця», знайти потрібне число. Перетин рядка, в якому розташоване це число, зі стовпчиком днів тижня, розташованим над знайденою буквою, і дає шуканий день тижня. При цьому слід розрізняти січень та лютий у простих та високосних роках: вони займають різні положення в графі місяців (для простих років вони позначені «Сп» і «Лп», для високосних — «Св» і «Лв»). Високосні роки виділені напівжирним шрифтом. Рік «00» підкреслений, за старим стилем він завжди високосний, а за новим — лише, якщо число століть ділиться на 4 (такі століття виділені напівжирним шрифтом). | Правила У лівій частині таблиці відшукати рядок, що містить число століть потрібного року за старим або новим стилем, а у верхній частині таблиці — стовпчик з двома останніми цифрами номера року. Запам'ятати букву на перетині рядка та стовпчика, це — вруціліто року. У таблиці з правого боку знайти потрібний місяць. У рядку, в якому розташований цей місяць, відшукати ту ж букву. У лівій нижній частині, в розділі «числа місяця», знайти потрібне число. Перетин рядка, в якому розташоване це число, зі стовпчиком днів тижня, розташованим над знайденою буквою, і дає шуканий день тижня. При цьому слід розрізняти січень та лютий у простих та високосних роках: вони займають різні положення в графі місяців (для простих років вони позначені «Сп» і «Лп», для високосних — «Св» і «Лв»). Високосні роки виділені напівжирним шрифтом. Рік «00» підкреслений, за старим стилем він завжди високосний, а за новим — лише, якщо число століть ділиться на 4 (такі століття виділені напівжирним шрифтом). | Правила У лівій частині таблиці відшукати рядок, що містить число століть потрібного року за старим або новим стилем, а у верхній частині таблиці — стовпчик з двома останніми цифрами номера року. Запам'ятати букву на перетині рядка та стовпчика, це — вруціліто року. У таблиці з правого боку знайти потрібний місяць. У рядку, в якому розташований цей місяць, відшукати ту ж букву. У лівій нижній частині, в розділі «числа місяця», знайти потрібне число. Перетин рядка, в якому розташоване це число, зі стовпчиком днів тижня, розташованим над знайденою буквою, і дає шуканий день тижня. При цьому слід розрізняти січень та лютий у простих та високосних роках: вони займають різні положення в графі місяців (для простих років вони позначені «Сп» і «Лп», для високосних — «Св» і «Лв»). Високосні роки виділені напівжирним шрифтом. Рік «00» підкреслений, за старим стилем він завжди високосний, а за новим — лише, якщо число століть ділиться на 4 (такі століття виділені напівжирним шрифтом). | 28                 | 29                 | 30                 | 31                 |                    | 32                 | 33                 | Приклад 1 Визначити, на який день тижня припадає 31 березня 2006 року Ліворуч в колонці нового стилю знаходимо число «20», зверху — число «06». На перетині рядка та стовпчика стоїть буква «Ѕ». Знаходимо цю саму букву в рядку, в якій стоїть позначення «Березень». Внизу під нею розташований стовпчик з днями тижня, що відповідає березню, числа якого ліворуч. Отже, 31 Березня 2006 року припадає на п'ятницю. Приклад 2 Визначити, на який день тижня припадає 1 січня 45 р. до н.е. е. Насамперед знаходимо число року астрономічного рахунку: «-44». Далі представляємо його у вигляді «-100+56». На перетині стовпчика «56» з рядком «-1» знаходимо вруціліто «Е». Рік 45 до н. е. був високосним. Тому в правій частині таблиці «місяці» знаходимо «Св» і навпроти числа «1» в колонці, що відповідає вруціліто «Е», знаходимо день — п'ятницю. Приклад 3 1 січня 1900 ст. ст. Рік високосний, вруціліто «Ѕ» («00» підкреслено). Місяць — «Сч». Субота. Приклад 4 1 січня 1900 н. ст. Рік простий, вруціліто «З» («00» підкреслено). Місяць — «Сп». Понеділок. | Приклад 1 Визначити, на який день тижня припадає 31 березня 2006 року Ліворуч в колонці нового стилю знаходимо число «20», зверху — число «06». На перетині рядка та стовпчика стоїть буква «Ѕ». Знаходимо цю саму букву в рядку, в якій стоїть позначення «Березень». Внизу під нею розташований стовпчик з днями тижня, що відповідає березню, числа якого ліворуч. Отже, 31 Березня 2006 року припадає на п'ятницю. Приклад 2 Визначити, на який день тижня припадає 1 січня 45 р. до н.е. е. Насамперед знаходимо число року астрономічного рахунку: «-44». Далі представляємо його у вигляді «-100+56». На перетині стовпчика «56» з рядком «-1» знаходимо вруціліто «Е». Рік 45 до н. е. був високосним. Тому в правій частині таблиці «місяці» знаходимо «Св» і навпроти числа «1» в колонці, що відповідає вруціліто «Е», знаходимо день — п'ятницю. Приклад 3 1 січня 1900 ст. ст. Рік високосний, вруціліто «Ѕ» («00» підкреслено). Місяць — «Сч». Субота. Приклад 4 1 січня 1900 н. ст. Рік простий, вруціліто «З» («00» підкреслено). Місяць — «Сп». Понеділок. | Приклад 1 Визначити, на який день тижня припадає 31 березня 2006 року Ліворуч в колонці нового стилю знаходимо число «20», зверху — число «06». На перетині рядка та стовпчика стоїть буква «Ѕ». Знаходимо цю саму букву в рядку, в якій стоїть позначення «Березень». Внизу під нею розташований стовпчик з днями тижня, що відповідає березню, числа якого ліворуч. Отже, 31 Березня 2006 року припадає на п'ятницю. Приклад 2 Визначити, на який день тижня припадає 1 січня 45 р. до н.е. е. Насамперед знаходимо число року астрономічного рахунку: «-44». Далі представляємо його у вигляді «-100+56». На перетині стовпчика «56» з рядком «-1» знаходимо вруціліто «Е». Рік 45 до н. е. був високосним. Тому в правій частині таблиці «місяці» знаходимо «Св» і навпроти числа «1» в колонці, що відповідає вруціліто «Е», знаходимо день — п'ятницю. Приклад 3 1 січня 1900 ст. ст. Рік високосний, вруціліто «Ѕ» («00» підкреслено). Місяць — «Сч». Субота. Приклад 4 1 січня 1900 н. ст. Рік простий, вруціліто «З» («00» підкреслено). Місяць — «Сп». Понеділок. | Приклад 1 Визначити, на який день тижня припадає 31 березня 2006 року Ліворуч в колонці нового стилю знаходимо число «20», зверху — число «06». На перетині рядка та стовпчика стоїть буква «Ѕ». Знаходимо цю саму букву в рядку, в якій стоїть позначення «Березень». Внизу під нею розташований стовпчик з днями тижня, що відповідає березню, числа якого ліворуч. Отже, 31 Березня 2006 року припадає на п'ятницю. Приклад 2 Визначити, на який день тижня припадає 1 січня 45 р. до н.е. е. Насамперед знаходимо число року астрономічного рахунку: «-44». Далі представляємо його у вигляді «-100+56». На перетині стовпчика «56» з рядком «-1» знаходимо вруціліто «Е». Рік 45 до н. е. був високосним. Тому в правій частині таблиці «місяці» знаходимо «Св» і навпроти числа «1» в колонці, що відповідає вруціліто «Е», знаходимо день — п'ятницю. Приклад 3 1 січня 1900 ст. ст. Рік високосний, вруціліто «Ѕ» («00» підкреслено). Місяць — «Сч». Субота. Приклад 4 1 січня 1900 н. ст. Рік простий, вруціліто «З» («00» підкреслено). Місяць — «Сп». Понеділок. | Приклад 1 Визначити, на який день тижня припадає 31 березня 2006 року Ліворуч в колонці нового стилю знаходимо число «20», зверху — число «06». На перетині рядка та стовпчика стоїть буква «Ѕ». Знаходимо цю саму букву в рядку, в якій стоїть позначення «Березень». Внизу під нею розташований стовпчик з днями тижня, що відповідає березню, числа якого ліворуч. Отже, 31 Березня 2006 року припадає на п'ятницю. Приклад 2 Визначити, на який день тижня припадає 1 січня 45 р. до н.е. е. Насамперед знаходимо число року астрономічного рахунку: «-44». Далі представляємо його у вигляді «-100+56». На перетині стовпчика «56» з рядком «-1» знаходимо вруціліто «Е». Рік 45 до н. е. був високосним. Тому в правій частині таблиці «місяці» знаходимо «Св» і навпроти числа «1» в колонці, що відповідає вруціліто «Е», знаходимо день — п'ятницю. Приклад 3 1 січня 1900 ст. ст. Рік високосний, вруціліто «Ѕ» («00» підкреслено). Місяць — «Сч». Субота. Приклад 4 1 січня 1900 н. ст. Рік простий, вруціліто «З» («00» підкреслено). Місяць — «Сп». Понеділок. | Приклад 1 Визначити, на який день тижня припадає 31 березня 2006 року Ліворуч в колонці нового стилю знаходимо число «20», зверху — число «06». На перетині рядка та стовпчика стоїть буква «Ѕ». Знаходимо цю саму букву в рядку, в якій стоїть позначення «Березень». Внизу під нею розташований стовпчик з днями тижня, що відповідає березню, числа якого ліворуч. Отже, 31 Березня 2006 року припадає на п'ятницю. Приклад 2 Визначити, на який день тижня припадає 1 січня 45 р. до н.е. е. Насамперед знаходимо число року астрономічного рахунку: «-44». Далі представляємо його у вигляді «-100+56». На перетині стовпчика «56» з рядком «-1» знаходимо вруціліто «Е». Рік 45 до н. е. був високосним. Тому в правій частині таблиці «місяці» знаходимо «Св» і навпроти числа «1» в колонці, що відповідає вруціліто «Е», знаходимо день — п'ятницю. Приклад 3 1 січня 1900 ст. ст. Рік високосний, вруціліто «Ѕ» («00» підкреслено). Місяць — «Сч». Субота. Приклад 4 1 січня 1900 н. ст. Рік простий, вруціліто «З» («00» підкреслено). Місяць — «Сп». Понеділок. |
| Правила У лівій частині таблиці відшукати рядок, що містить число століть потрібного року за старим або новим стилем, а у верхній частині таблиці — стовпчик з двома останніми цифрами номера року. Запам'ятати букву на перетині рядка та стовпчика, це — вруціліто року. У таблиці з правого боку знайти потрібний місяць. У рядку, в якому розташований цей місяць, відшукати ту ж букву. У лівій нижній частині, в розділі «числа місяця», знайти потрібне число. Перетин рядка, в якому розташоване це число, зі стовпчиком днів тижня, розташованим над знайденою буквою, і дає шуканий день тижня. При цьому слід розрізняти січень та лютий у простих та високосних роках: вони займають різні положення в графі місяців (для простих років вони позначені «Сп» і «Лп», для високосних — «Св» і «Лв»). Високосні роки виділені напівжирним шрифтом. Рік «00» підкреслений, за старим стилем він завжди високосний, а за новим — лише, якщо число століть ділиться на 4 (такі століття виділені напівжирним шрифтом). | Правила У лівій частині таблиці відшукати рядок, що містить число століть потрібного року за старим або новим стилем, а у верхній частині таблиці — стовпчик з двома останніми цифрами номера року. Запам'ятати букву на перетині рядка та стовпчика, це — вруціліто року. У таблиці з правого боку знайти потрібний місяць. У рядку, в якому розташований цей місяць, відшукати ту ж букву. У лівій нижній частині, в розділі «числа місяця», знайти потрібне число. Перетин рядка, в якому розташоване це число, зі стовпчиком днів тижня, розташованим над знайденою буквою, і дає шуканий день тижня. При цьому слід розрізняти січень та лютий у простих та високосних роках: вони займають різні положення в графі місяців (для простих років вони позначені «Сп» і «Лп», для високосних — «Св» і «Лв»). Високосні роки виділені напівжирним шрифтом. Рік «00» підкреслений, за старим стилем він завжди високосний, а за новим — лише, якщо число століть ділиться на 4 (такі століття виділені напівжирним шрифтом). | Правила У лівій частині таблиці відшукати рядок, що містить число століть потрібного року за старим або новим стилем, а у верхній частині таблиці — стовпчик з двома останніми цифрами номера року. Запам'ятати букву на перетині рядка та стовпчика, це — вруціліто року. У таблиці з правого боку знайти потрібний місяць. У рядку, в якому розташований цей місяць, відшукати ту ж букву. У лівій нижній частині, в розділі «числа місяця», знайти потрібне число. Перетин рядка, в якому розташоване це число, зі стовпчиком днів тижня, розташованим над знайденою буквою, і дає шуканий день тижня. При цьому слід розрізняти січень та лютий у простих та високосних роках: вони займають різні положення в графі місяців (для простих років вони позначені «Сп» і «Лп», для високосних — «Св» і «Лв»). Високосні роки виділені напівжирним шрифтом. Рік «00» підкреслений, за старим стилем він завжди високосний, а за новим — лише, якщо число століть ділиться на 4 (такі століття виділені напівжирним шрифтом). | Правила У лівій частині таблиці відшукати рядок, що містить число століть потрібного року за старим або новим стилем, а у верхній частині таблиці — стовпчик з двома останніми цифрами номера року. Запам'ятати букву на перетині рядка та стовпчика, це — вруціліто року. У таблиці з правого боку знайти потрібний місяць. У рядку, в якому розташований цей місяць, відшукати ту ж букву. У лівій нижній частині, в розділі «числа місяця», знайти потрібне число. Перетин рядка, в якому розташоване це число, зі стовпчиком днів тижня, розташованим над знайденою буквою, і дає шуканий день тижня. При цьому слід розрізняти січень та лютий у простих та високосних роках: вони займають різні положення в графі місяців (для простих років вони позначені «Сп» і «Лп», для високосних — «Св» і «Лв»). Високосні роки виділені напівжирним шрифтом. Рік «00» підкреслений, за старим стилем він завжди високосний, а за новим — лише, якщо число століть ділиться на 4 (такі століття виділені напівжирним шрифтом). | Правила У лівій частині таблиці відшукати рядок, що містить число століть потрібного року за старим або новим стилем, а у верхній частині таблиці — стовпчик з двома останніми цифрами номера року. Запам'ятати букву на перетині рядка та стовпчика, це — вруціліто року. У таблиці з правого боку знайти потрібний місяць. У рядку, в якому розташований цей місяць, відшукати ту ж букву. У лівій нижній частині, в розділі «числа місяця», знайти потрібне число. Перетин рядка, в якому розташоване це число, зі стовпчиком днів тижня, розташованим над знайденою буквою, і дає шуканий день тижня. При цьому слід розрізняти січень та лютий у простих та високосних роках: вони займають різні положення в графі місяців (для простих років вони позначені «Сп» і «Лп», для високосних — «Св» і «Лв»). Високосні роки виділені напівжирним шрифтом. Рік «00» підкреслений, за старим стилем він завжди високосний, а за новим — лише, якщо число століть ділиться на 4 (такі століття виділені напівжирним шрифтом). | Правила У лівій частині таблиці відшукати рядок, що містить число століть потрібного року за старим або новим стилем, а у верхній частині таблиці — стовпчик з двома останніми цифрами номера року. Запам'ятати букву на перетині рядка та стовпчика, це — вруціліто року. У таблиці з правого боку знайти потрібний місяць. У рядку, в якому розташований цей місяць, відшукати ту ж букву. У лівій нижній частині, в розділі «числа місяця», знайти потрібне число. Перетин рядка, в якому розташоване це число, зі стовпчиком днів тижня, розташованим над знайденою буквою, і дає шуканий день тижня. При цьому слід розрізняти січень та лютий у простих та високосних роках: вони займають різні положення в графі місяців (для простих років вони позначені «Сп» і «Лп», для високосних — «Св» і «Лв»). Високосні роки виділені напівжирним шрифтом. Рік «00» підкреслений, за старим стилем він завжди високосний, а за новим — лише, якщо число століть ділиться на 4 (такі століття виділені напівжирним шрифтом). | Правила У лівій частині таблиці відшукати рядок, що містить число століть потрібного року за старим або новим стилем, а у верхній частині таблиці — стовпчик з двома останніми цифрами номера року. Запам'ятати букву на перетині рядка та стовпчика, це — вруціліто року. У таблиці з правого боку знайти потрібний місяць. У рядку, в якому розташований цей місяць, відшукати ту ж букву. У лівій нижній частині, в розділі «числа місяця», знайти потрібне число. Перетин рядка, в якому розташоване це число, зі стовпчиком днів тижня, розташованим над знайденою буквою, і дає шуканий день тижня. При цьому слід розрізняти січень та лютий у простих та високосних роках: вони займають різні положення в графі місяців (для простих років вони позначені «Сп» і «Лп», для високосних — «Св» і «Лв»). Високосні роки виділені напівжирним шрифтом. Рік «00» підкреслений, за старим стилем він завжди високосний, а за новим — лише, якщо число століть ділиться на 4 (такі століття виділені напівжирним шрифтом). | 34                 | 35                 |                    | 36                 | 37                 | 38                 | 39                 | Приклад 1 Визначити, на який день тижня припадає 31 березня 2006 року Ліворуч в колонці нового стилю знаходимо число «20», зверху — число «06». На перетині рядка та стовпчика стоїть буква «Ѕ». Знаходимо цю саму букву в рядку, в якій стоїть позначення «Березень». Внизу під нею розташований стовпчик з днями тижня, що відповідає березню, числа якого ліворуч. Отже, 31 Березня 2006 року припадає на п'ятницю. Приклад 2 Визначити, на який день тижня припадає 1 січня 45 р. до н.е. е. Насамперед знаходимо число року астрономічного рахунку: «-44». Далі представляємо його у вигляді «-100+56». На перетині стовпчика «56» з рядком «-1» знаходимо вруціліто «Е». Рік 45 до н. е. був високосним. Тому в правій частині таблиці «місяці» знаходимо «Св» і навпроти числа «1» в колонці, що відповідає вруціліто «Е», знаходимо день — п'ятницю. Приклад 3 1 січня 1900 ст. ст. Рік високосний, вруціліто «Ѕ» («00» підкреслено). Місяць — «Сч». Субота. Приклад 4 1 січня 1900 н. ст. Рік простий, вруціліто «З» («00» підкреслено). Місяць — «Сп». Понеділок. | Приклад 1 Визначити, на який день тижня припадає 31 березня 2006 року Ліворуч в колонці нового стилю знаходимо число «20», зверху — число «06». На перетині рядка та стовпчика стоїть буква «Ѕ». Знаходимо цю саму букву в рядку, в якій стоїть позначення «Березень». Внизу під нею розташований стовпчик з днями тижня, що відповідає березню, числа якого ліворуч. Отже, 31 Березня 2006 року припадає на п'ятницю. Приклад 2 Визначити, на який день тижня припадає 1 січня 45 р. до н.е. е. Насамперед знаходимо число року астрономічного рахунку: «-44». Далі представляємо його у вигляді «-100+56». На перетині стовпчика «56» з рядком «-1» знаходимо вруціліто «Е». Рік 45 до н. е. був високосним. Тому в правій частині таблиці «місяці» знаходимо «Св» і навпроти числа «1» в колонці, що відповідає вруціліто «Е», знаходимо день — п'ятницю. Приклад 3 1 січня 1900 ст. ст. Рік високосний, вруціліто «Ѕ» («00» підкреслено). Місяць — «Сч». Субота. Приклад 4 1 січня 1900 н. ст. Рік простий, вруціліто «З» («00» підкреслено). Місяць — «Сп». Понеділок. | Приклад 1 Визначити, на який день тижня припадає 31 березня 2006 року Ліворуч в колонці нового стилю знаходимо число «20», зверху — число «06». На перетині рядка та стовпчика стоїть буква «Ѕ». Знаходимо цю саму букву в рядку, в якій стоїть позначення «Березень». Внизу під нею розташований стовпчик з днями тижня, що відповідає березню, числа якого ліворуч. Отже, 31 Березня 2006 року припадає на п'ятницю. Приклад 2 Визначити, на який день тижня припадає 1 січня 45 р. до н.е. е. Насамперед знаходимо число року астрономічного рахунку: «-44». Далі представляємо його у вигляді «-100+56». На перетині стовпчика «56» з рядком «-1» знаходимо вруціліто «Е». Рік 45 до н. е. був високосним. Тому в правій частині таблиці «місяці» знаходимо «Св» і навпроти числа «1» в колонці, що відповідає вруціліто «Е», знаходимо день — п'ятницю. Приклад 3 1 січня 1900 ст. ст. Рік високосний, вруціліто «Ѕ» («00» підкреслено). Місяць — «Сч». Субота. Приклад 4 1 січня 1900 н. ст. Рік простий, вруціліто «З» («00» підкреслено). Місяць — «Сп». Понеділок. | Приклад 1 Визначити, на який день тижня припадає 31 березня 2006 року Ліворуч в колонці нового стилю знаходимо число «20», зверху — число «06». На перетині рядка та стовпчика стоїть буква «Ѕ». Знаходимо цю саму букву в рядку, в якій стоїть позначення «Березень». Внизу під нею розташований стовпчик з днями тижня, що відповідає березню, числа якого ліворуч. Отже, 31 Березня 2006 року припадає на п'ятницю. Приклад 2 Визначити, на який день тижня припадає 1 січня 45 р. до н.е. е. Насамперед знаходимо число року астрономічного рахунку: «-44». Далі представляємо його у вигляді «-100+56». На перетині стовпчика «56» з рядком «-1» знаходимо вруціліто «Е». Рік 45 до н. е. був високосним. Тому в правій частині таблиці «місяці» знаходимо «Св» і навпроти числа «1» в колонці, що відповідає вруціліто «Е», знаходимо день — п'ятницю. Приклад 3 1 січня 1900 ст. ст. Рік високосний, вруціліто «Ѕ» («00» підкреслено). Місяць — «Сч». Субота. Приклад 4 1 січня 1900 н. ст. Рік простий, вруціліто «З» («00» підкреслено). Місяць — «Сп». Понеділок. | Приклад 1 Визначити, на який день тижня припадає 31 березня 2006 року Ліворуч в колонці нового стилю знаходимо число «20», зверху — число «06». На перетині рядка та стовпчика стоїть буква «Ѕ». Знаходимо цю саму букву в рядку, в якій стоїть позначення «Березень». Внизу під нею розташований стовпчик з днями тижня, що відповідає березню, числа якого ліворуч. Отже, 31 Березня 2006 року припадає на п'ятницю. Приклад 2 Визначити, на який день тижня припадає 1 січня 45 р. до н.е. е. Насамперед знаходимо число року астрономічного рахунку: «-44». Далі представляємо його у вигляді «-100+56». На перетині стовпчика «56» з рядком «-1» знаходимо вруціліто «Е». Рік 45 до н. е. був високосним. Тому в правій частині таблиці «місяці» знаходимо «Св» і навпроти числа «1» в колонці, що відповідає вруціліто «Е», знаходимо день — п'ятницю. Приклад 3 1 січня 1900 ст. ст. Рік високосний, вруціліто «Ѕ» («00» підкреслено). Місяць — «Сч». Субота. Приклад 4 1 січня 1900 н. ст. Рік простий, вруціліто «З» («00» підкреслено). Місяць — «Сп». Понеділок. | Приклад 1 Визначити, на який день тижня припадає 31 березня 2006 року Ліворуч в колонці нового стилю знаходимо число «20», зверху — число «06». На перетині рядка та стовпчика стоїть буква «Ѕ». Знаходимо цю саму букву в рядку, в якій стоїть позначення «Березень». Внизу під нею розташований стовпчик з днями тижня, що відповідає березню, числа якого ліворуч. Отже, 31 Березня 2006 року припадає на п'ятницю. Приклад 2 Визначити, на який день тижня припадає 1 січня 45 р. до н.е. е. Насамперед знаходимо число року астрономічного рахунку: «-44». Далі представляємо його у вигляді «-100+56». На перетині стовпчика «56» з рядком «-1» знаходимо вруціліто «Е». Рік 45 до н. е. був високосним. Тому в правій частині таблиці «місяці» знаходимо «Св» і навпроти числа «1» в колонці, що відповідає вруціліто «Е», знаходимо день — п'ятницю. Приклад 3 1 січня 1900 ст. ст. Рік високосний, вруціліто «Ѕ» («00» підкреслено). Місяць — «Сч». Субота. Приклад 4 1 січня 1900 н. ст. Рік простий, вруціліто «З» («00» підкреслено). Місяць — «Сп». Понеділок. |
| Правила У лівій частині таблиці відшукати рядок, що містить число століть потрібного року за старим або новим стилем, а у верхній частині таблиці — стовпчик з двома останніми цифрами номера року. Запам'ятати букву на перетині рядка та стовпчика, це — вруціліто року. У таблиці з правого боку знайти потрібний місяць. У рядку, в якому розташований цей місяць, відшукати ту ж букву. У лівій нижній частині, в розділі «числа місяця», знайти потрібне число. Перетин рядка, в якому розташоване це число, зі стовпчиком днів тижня, розташованим над знайденою буквою, і дає шуканий день тижня. При цьому слід розрізняти січень та лютий у простих та високосних роках: вони займають різні положення в графі місяців (для простих років вони позначені «Сп» і «Лп», для високосних — «Св» і «Лв»). Високосні роки виділені напівжирним шрифтом. Рік «00» підкреслений, за старим стилем він завжди високосний, а за новим — лише, якщо число століть ділиться на 4 (такі століття виділені напівжирним шрифтом). | Правила У лівій частині таблиці відшукати рядок, що містить число століть потрібного року за старим або новим стилем, а у верхній частині таблиці — стовпчик з двома останніми цифрами номера року. Запам'ятати букву на перетині рядка та стовпчика, це — вруціліто року. У таблиці з правого боку знайти потрібний місяць. У рядку, в якому розташований цей місяць, відшукати ту ж букву. У лівій нижній частині, в розділі «числа місяця», знайти потрібне число. Перетин рядка, в якому розташоване це число, зі стовпчиком днів тижня, розташованим над знайденою буквою, і дає шуканий день тижня. При цьому слід розрізняти січень та лютий у простих та високосних роках: вони займають різні положення в графі місяців (для простих років вони позначені «Сп» і «Лп», для високосних — «Св» і «Лв»). Високосні роки виділені напівжирним шрифтом. Рік «00» підкреслений, за старим стилем він завжди високосний, а за новим — лише, якщо число століть ділиться на 4 (такі століття виділені напівжирним шрифтом). | Правила У лівій частині таблиці відшукати рядок, що містить число століть потрібного року за старим або новим стилем, а у верхній частині таблиці — стовпчик з двома останніми цифрами номера року. Запам'ятати букву на перетині рядка та стовпчика, це — вруціліто року. У таблиці з правого боку знайти потрібний місяць. У рядку, в якому розташований цей місяць, відшукати ту ж букву. У лівій нижній частині, в розділі «числа місяця», знайти потрібне число. Перетин рядка, в якому розташоване це число, зі стовпчиком днів тижня, розташованим над знайденою буквою, і дає шуканий день тижня. При цьому слід розрізняти січень та лютий у простих та високосних роках: вони займають різні положення в графі місяців (для простих років вони позначені «Сп» і «Лп», для високосних — «Св» і «Лв»). Високосні роки виділені напівжирним шрифтом. Рік «00» підкреслений, за старим стилем він завжди високосний, а за новим — лише, якщо число століть ділиться на 4 (такі століття виділені напівжирним шрифтом). | Правила У лівій частині таблиці відшукати рядок, що містить число століть потрібного року за старим або новим стилем, а у верхній частині таблиці — стовпчик з двома останніми цифрами номера року. Запам'ятати букву на перетині рядка та стовпчика, це — вруціліто року. У таблиці з правого боку знайти потрібний місяць. У рядку, в якому розташований цей місяць, відшукати ту ж букву. У лівій нижній частині, в розділі «числа місяця», знайти потрібне число. Перетин рядка, в якому розташоване це число, зі стовпчиком днів тижня, розташованим над знайденою буквою, і дає шуканий день тижня. При цьому слід розрізняти січень та лютий у простих та високосних роках: вони займають різні положення в графі місяців (для простих років вони позначені «Сп» і «Лп», для високосних — «Св» і «Лв»). Високосні роки виділені напівжирним шрифтом. Рік «00» підкреслений, за старим стилем він завжди високосний, а за новим — лише, якщо число століть ділиться на 4 (такі століття виділені напівжирним шрифтом). | Правила У лівій частині таблиці відшукати рядок, що містить число століть потрібного року за старим або новим стилем, а у верхній частині таблиці — стовпчик з двома останніми цифрами номера року. Запам'ятати букву на перетині рядка та стовпчика, це — вруціліто року. У таблиці з правого боку знайти потрібний місяць. У рядку, в якому розташований цей місяць, відшукати ту ж букву. У лівій нижній частині, в розділі «числа місяця», знайти потрібне число. Перетин рядка, в якому розташоване це число, зі стовпчиком днів тижня, розташованим над знайденою буквою, і дає шуканий день тижня. При цьому слід розрізняти січень та лютий у простих та високосних роках: вони займають різні положення в графі місяців (для простих років вони позначені «Сп» і «Лп», для високосних — «Св» і «Лв»). Високосні роки виділені напівжирним шрифтом. Рік «00» підкреслений, за старим стилем він завжди високосний, а за новим — лише, якщо число століть ділиться на 4 (такі століття виділені напівжирним шрифтом). | Правила У лівій частині таблиці відшукати рядок, що містить число століть потрібного року за старим або новим стилем, а у верхній частині таблиці — стовпчик з двома останніми цифрами номера року. Запам'ятати букву на перетині рядка та стовпчика, це — вруціліто року. У таблиці з правого боку знайти потрібний місяць. У рядку, в якому розташований цей місяць, відшукати ту ж букву. У лівій нижній частині, в розділі «числа місяця», знайти потрібне число. Перетин рядка, в якому розташоване це число, зі стовпчиком днів тижня, розташованим над знайденою буквою, і дає шуканий день тижня. При цьому слід розрізняти січень та лютий у простих та високосних роках: вони займають різні положення в графі місяців (для простих років вони позначені «Сп» і «Лп», для високосних — «Св» і «Лв»). Високосні роки виділені напівжирним шрифтом. Рік «00» підкреслений, за старим стилем він завжди високосний, а за новим — лише, якщо число століть ділиться на 4 (такі століття виділені напівжирним шрифтом). | Правила У лівій частині таблиці відшукати рядок, що містить число століть потрібного року за старим або новим стилем, а у верхній частині таблиці — стовпчик з двома останніми цифрами номера року. Запам'ятати букву на перетині рядка та стовпчика, це — вруціліто року. У таблиці з правого боку знайти потрібний місяць. У рядку, в якому розташований цей місяць, відшукати ту ж букву. У лівій нижній частині, в розділі «числа місяця», знайти потрібне число. Перетин рядка, в якому розташоване це число, зі стовпчиком днів тижня, розташованим над знайденою буквою, і дає шуканий день тижня. При цьому слід розрізняти січень та лютий у простих та високосних роках: вони займають різні положення в графі місяців (для простих років вони позначені «Сп» і «Лп», для високосних — «Св» і «Лв»). Високосні роки виділені напівжирним шрифтом. Рік «00» підкреслений, за старим стилем він завжди високосний, а за новим — лише, якщо число століть ділиться на 4 (такі століття виділені напівжирним шрифтом). |                    | 40                 | 41                 | 42                 | 43                 |                    | 44                 | Приклад 1 Визначити, на який день тижня припадає 31 березня 2006 року Ліворуч в колонці нового стилю знаходимо число «20», зверху — число «06». На перетині рядка та стовпчика стоїть буква «Ѕ». Знаходимо цю саму букву в рядку, в якій стоїть позначення «Березень». Внизу під нею розташований стовпчик з днями тижня, що відповідає березню, числа якого ліворуч. Отже, 31 Березня 2006 року припадає на п'ятницю. Приклад 2 Визначити, на який день тижня припадає 1 січня 45 р. до н.е. е. Насамперед знаходимо число року астрономічного рахунку: «-44». Далі представляємо його у вигляді «-100+56». На перетині стовпчика «56» з рядком «-1» знаходимо вруціліто «Е». Рік 45 до н. е. був високосним. Тому в правій частині таблиці «місяці» знаходимо «Св» і навпроти числа «1» в колонці, що відповідає вруціліто «Е», знаходимо день — п'ятницю. Приклад 3 1 січня 1900 ст. ст. Рік високосний, вруціліто «Ѕ» («00» підкреслено). Місяць — «Сч». Субота. Приклад 4 1 січня 1900 н. ст. Рік простий, вруціліто «З» («00» підкреслено). Місяць — «Сп». Понеділок. | Приклад 1 Визначити, на який день тижня припадає 31 березня 2006 року Ліворуч в колонці нового стилю знаходимо число «20», зверху — число «06». На перетині рядка та стовпчика стоїть буква «Ѕ». Знаходимо цю саму букву в рядку, в якій стоїть позначення «Березень». Внизу під нею розташований стовпчик з днями тижня, що відповідає березню, числа якого ліворуч. Отже, 31 Березня 2006 року припадає на п'ятницю. Приклад 2 Визначити, на який день тижня припадає 1 січня 45 р. до н.е. е. Насамперед знаходимо число року астрономічного рахунку: «-44». Далі представляємо його у вигляді «-100+56». На перетині стовпчика «56» з рядком «-1» знаходимо вруціліто «Е». Рік 45 до н. е. був високосним. Тому в правій частині таблиці «місяці» знаходимо «Св» і навпроти числа «1» в колонці, що відповідає вруціліто «Е», знаходимо день — п'ятницю. Приклад 3 1 січня 1900 ст. ст. Рік високосний, вруціліто «Ѕ» («00» підкреслено). Місяць — «Сч». Субота. Приклад 4 1 січня 1900 н. ст. Рік простий, вруціліто «З» («00» підкреслено). Місяць — «Сп». Понеділок. | Приклад 1 Визначити, на який день тижня припадає 31 березня 2006 року Ліворуч в колонці нового стилю знаходимо число «20», зверху — число «06». На перетині рядка та стовпчика стоїть буква «Ѕ». Знаходимо цю саму букву в рядку, в якій стоїть позначення «Березень». Внизу під нею розташований стовпчик з днями тижня, що відповідає березню, числа якого ліворуч. Отже, 31 Березня 2006 року припадає на п'ятницю. Приклад 2 Визначити, на який день тижня припадає 1 січня 45 р. до н.е. е. Насамперед знаходимо число року астрономічного рахунку: «-44». Далі представляємо його у вигляді «-100+56». На перетині стовпчика «56» з рядком «-1» знаходимо вруціліто «Е». Рік 45 до н. е. був високосним. Тому в правій частині таблиці «місяці» знаходимо «Св» і навпроти числа «1» в колонці, що відповідає вруціліто «Е», знаходимо день — п'ятницю. Приклад 3 1 січня 1900 ст. ст. Рік високосний, вруціліто «Ѕ» («00» підкреслено). Місяць — «Сч». Субота. Приклад 4 1 січня 1900 н. ст. Рік простий, вруціліто «З» («00» підкреслено). Місяць — «Сп». Понеділок. | Приклад 1 Визначити, на який день тижня припадає 31 березня 2006 року Ліворуч в колонці нового стилю знаходимо число «20», зверху — число «06». На перетині рядка та стовпчика стоїть буква «Ѕ». Знаходимо цю саму букву в рядку, в якій стоїть позначення «Березень». Внизу під нею розташований стовпчик з днями тижня, що відповідає березню, числа якого ліворуч. Отже, 31 Березня 2006 року припадає на п'ятницю. Приклад 2 Визначити, на який день тижня припадає 1 січня 45 р. до н.е. е. Насамперед знаходимо число року астрономічного рахунку: «-44». Далі представляємо його у вигляді «-100+56». На перетині стовпчика «56» з рядком «-1» знаходимо вруціліто «Е». Рік 45 до н. е. був високосним. Тому в правій частині таблиці «місяці» знаходимо «Св» і навпроти числа «1» в колонці, що відповідає вруціліто «Е», знаходимо день — п'ятницю. Приклад 3 1 січня 1900 ст. ст. Рік високосний, вруціліто «Ѕ» («00» підкреслено). Місяць — «Сч». Субота. Приклад 4 1 січня 1900 н. ст. Рік простий, вруціліто «З» («00» підкреслено). Місяць — «Сп». Понеділок. | Приклад 1 Визначити, на який день тижня припадає 31 березня 2006 року Ліворуч в колонці нового стилю знаходимо число «20», зверху — число «06». На перетині рядка та стовпчика стоїть буква «Ѕ». Знаходимо цю саму букву в рядку, в якій стоїть позначення «Березень». Внизу під нею розташований стовпчик з днями тижня, що відповідає березню, числа якого ліворуч. Отже, 31 Березня 2006 року припадає на п'ятницю. Приклад 2 Визначити, на який день тижня припадає 1 січня 45 р. до н.е. е. Насамперед знаходимо число року астрономічного рахунку: «-44». Далі представляємо його у вигляді «-100+56». На перетині стовпчика «56» з рядком «-1» знаходимо вруціліто «Е». Рік 45 до н. е. був високосним. Тому в правій частині таблиці «місяці» знаходимо «Св» і навпроти числа «1» в колонці, що відповідає вруціліто «Е», знаходимо день — п'ятницю. Приклад 3 1 січня 1900 ст. ст. Рік високосний, вруціліто «Ѕ» («00» підкреслено). Місяць — «Сч». Субота. Приклад 4 1 січня 1900 н. ст. Рік простий, вруціліто «З» («00» підкреслено). Місяць — «Сп». Понеділок. | Приклад 1 Визначити, на який день тижня припадає 31 березня 2006 року Ліворуч в колонці нового стилю знаходимо число «20», зверху — число «06». На перетині рядка та стовпчика стоїть буква «Ѕ». Знаходимо цю саму букву в рядку, в якій стоїть позначення «Березень». Внизу під нею розташований стовпчик з днями тижня, що відповідає березню, числа якого ліворуч. Отже, 31 Березня 2006 року припадає на п'ятницю. Приклад 2 Визначити, на який день тижня припадає 1 січня 45 р. до н.е. е. Насамперед знаходимо число року астрономічного рахунку: «-44». Далі представляємо його у вигляді «-100+56». На перетині стовпчика «56» з рядком «-1» знаходимо вруціліто «Е». Рік 45 до н. е. був високосним. Тому в правій частині таблиці «місяці» знаходимо «Св» і навпроти числа «1» в колонці, що відповідає вруціліто «Е», знаходимо день — п'ятницю. Приклад 3 1 січня 1900 ст. ст. Рік високосний, вруціліто «Ѕ» («00» підкреслено). Місяць — «Сч». Субота. Приклад 4 1 січня 1900 н. ст. Рік простий, вруціліто «З» («00» підкреслено). Місяць — «Сп». Понеділок. |
| Правила У лівій частині таблиці відшукати рядок, що містить число століть потрібного року за старим або новим стилем, а у верхній частині таблиці — стовпчик з двома останніми цифрами номера року. Запам'ятати букву на перетині рядка та стовпчика, це — вруціліто року. У таблиці з правого боку знайти потрібний місяць. У рядку, в якому розташований цей місяць, відшукати ту ж букву. У лівій нижній частині, в розділі «числа місяця», знайти потрібне число. Перетин рядка, в якому розташоване це число, зі стовпчиком днів тижня, розташованим над знайденою буквою, і дає шуканий день тижня. При цьому слід розрізняти січень та лютий у простих та високосних роках: вони займають різні положення в графі місяців (для простих років вони позначені «Сп» і «Лп», для високосних — «Св» і «Лв»). Високосні роки виділені напівжирним шрифтом. Рік «00» підкреслений, за старим стилем він завжди високосний, а за новим — лише, якщо число століть ділиться на 4 (такі століття виділені напівжирним шрифтом). | Правила У лівій частині таблиці відшукати рядок, що містить число століть потрібного року за старим або новим стилем, а у верхній частині таблиці — стовпчик з двома останніми цифрами номера року. Запам'ятати букву на перетині рядка та стовпчика, це — вруціліто року. У таблиці з правого боку знайти потрібний місяць. У рядку, в якому розташований цей місяць, відшукати ту ж букву. У лівій нижній частині, в розділі «числа місяця», знайти потрібне число. Перетин рядка, в якому розташоване це число, зі стовпчиком днів тижня, розташованим над знайденою буквою, і дає шуканий день тижня. При цьому слід розрізняти січень та лютий у простих та високосних роках: вони займають різні положення в графі місяців (для простих років вони позначені «Сп» і «Лп», для високосних — «Св» і «Лв»). Високосні роки виділені напівжирним шрифтом. Рік «00» підкреслений, за старим стилем він завжди високосний, а за новим — лише, якщо число століть ділиться на 4 (такі століття виділені напівжирним шрифтом). | Правила У лівій частині таблиці відшукати рядок, що містить число століть потрібного року за старим або новим стилем, а у верхній частині таблиці — стовпчик з двома останніми цифрами номера року. Запам'ятати букву на перетині рядка та стовпчика, це — вруціліто року. У таблиці з правого боку знайти потрібний місяць. У рядку, в якому розташований цей місяць, відшукати ту ж букву. У лівій нижній частині, в розділі «числа місяця», знайти потрібне число. Перетин рядка, в якому розташоване це число, зі стовпчиком днів тижня, розташованим над знайденою буквою, і дає шуканий день тижня. При цьому слід розрізняти січень та лютий у простих та високосних роках: вони займають різні положення в графі місяців (для простих років вони позначені «Сп» і «Лп», для високосних — «Св» і «Лв»). Високосні роки виділені напівжирним шрифтом. Рік «00» підкреслений, за старим стилем він завжди високосний, а за новим — лише, якщо число століть ділиться на 4 (такі століття виділені напівжирним шрифтом). | Правила У лівій частині таблиці відшукати рядок, що містить число століть потрібного року за старим або новим стилем, а у верхній частині таблиці — стовпчик з двома останніми цифрами номера року. Запам'ятати букву на перетині рядка та стовпчика, це — вруціліто року. У таблиці з правого боку знайти потрібний місяць. У рядку, в якому розташований цей місяць, відшукати ту ж букву. У лівій нижній частині, в розділі «числа місяця», знайти потрібне число. Перетин рядка, в якому розташоване це число, зі стовпчиком днів тижня, розташованим над знайденою буквою, і дає шуканий день тижня. При цьому слід розрізняти січень та лютий у простих та високосних роках: вони займають різні положення в графі місяців (для простих років вони позначені «Сп» і «Лп», для високосних — «Св» і «Лв»). Високосні роки виділені напівжирним шрифтом. Рік «00» підкреслений, за старим стилем він завжди високосний, а за новим — лише, якщо число століть ділиться на 4 (такі століття виділені напівжирним шрифтом). | Правила У лівій частині таблиці відшукати рядок, що містить число століть потрібного року за старим або новим стилем, а у верхній частині таблиці — стовпчик з двома останніми цифрами номера року. Запам'ятати букву на перетині рядка та стовпчика, це — вруціліто року. У таблиці з правого боку знайти потрібний місяць. У рядку, в якому розташований цей місяць, відшукати ту ж букву. У лівій нижній частині, в розділі «числа місяця», знайти потрібне число. Перетин рядка, в якому розташоване це число, зі стовпчиком днів тижня, розташованим над знайденою буквою, і дає шуканий день тижня. При цьому слід розрізняти січень та лютий у простих та високосних роках: вони займають різні положення в графі місяців (для простих років вони позначені «Сп» і «Лп», для високосних — «Св» і «Лв»). Високосні роки виділені напівжирним шрифтом. Рік «00» підкреслений, за старим стилем він завжди високосний, а за новим — лише, якщо число століть ділиться на 4 (такі століття виділені напівжирним шрифтом). | Правила У лівій частині таблиці відшукати рядок, що містить число століть потрібного року за старим або новим стилем, а у верхній частині таблиці — стовпчик з двома останніми цифрами номера року. Запам'ятати букву на перетині рядка та стовпчика, це — вруціліто року. У таблиці з правого боку знайти потрібний місяць. У рядку, в якому розташований цей місяць, відшукати ту ж букву. У лівій нижній частині, в розділі «числа місяця», знайти потрібне число. Перетин рядка, в якому розташоване це число, зі стовпчиком днів тижня, розташованим над знайденою буквою, і дає шуканий день тижня. При цьому слід розрізняти січень та лютий у простих та високосних роках: вони займають різні положення в графі місяців (для простих років вони позначені «Сп» і «Лп», для високосних — «Св» і «Лв»). Високосні роки виділені напівжирним шрифтом. Рік «00» підкреслений, за старим стилем він завжди високосний, а за новим — лише, якщо число століть ділиться на 4 (такі століття виділені напівжирним шрифтом). | Правила У лівій частині таблиці відшукати рядок, що містить число століть потрібного року за старим або новим стилем, а у верхній частині таблиці — стовпчик з двома останніми цифрами номера року. Запам'ятати букву на перетині рядка та стовпчика, це — вруціліто року. У таблиці з правого боку знайти потрібний місяць. У рядку, в якому розташований цей місяць, відшукати ту ж букву. У лівій нижній частині, в розділі «числа місяця», знайти потрібне число. Перетин рядка, в якому розташоване це число, зі стовпчиком днів тижня, розташованим над знайденою буквою, і дає шуканий день тижня. При цьому слід розрізняти січень та лютий у простих та високосних роках: вони займають різні положення в графі місяців (для простих років вони позначені «Сп» і «Лп», для високосних — «Св» і «Лв»). Високосні роки виділені напівжирним шрифтом. Рік «00» підкреслений, за старим стилем він завжди високосний, а за новим — лише, якщо число століть ділиться на 4 (такі століття виділені напівжирним шрифтом). | 45                 | 46                 | 47                 |                    | 48                 | 49                 | 50                 | Приклад 1 Визначити, на який день тижня припадає 31 березня 2006 року Ліворуч в колонці нового стилю знаходимо число «20», зверху — число «06». На перетині рядка та стовпчика стоїть буква «Ѕ». Знаходимо цю саму букву в рядку, в якій стоїть позначення «Березень». Внизу під нею розташований стовпчик з днями тижня, що відповідає березню, числа якого ліворуч. Отже, 31 Березня 2006 року припадає на п'ятницю. Приклад 2 Визначити, на який день тижня припадає 1 січня 45 р. до н.е. е. Насамперед знаходимо число року астрономічного рахунку: «-44». Далі представляємо його у вигляді «-100+56». На перетині стовпчика «56» з рядком «-1» знаходимо вруціліто «Е». Рік 45 до н. е. був високосним. Тому в правій частині таблиці «місяці» знаходимо «Св» і навпроти числа «1» в колонці, що відповідає вруціліто «Е», знаходимо день — п'ятницю. Приклад 3 1 січня 1900 ст. ст. Рік високосний, вруціліто «Ѕ» («00» підкреслено). Місяць — «Сч». Субота. Приклад 4 1 січня 1900 н. ст. Рік простий, вруціліто «З» («00» підкреслено). Місяць — «Сп». Понеділок. | Приклад 1 Визначити, на який день тижня припадає 31 березня 2006 року Ліворуч в колонці нового стилю знаходимо число «20», зверху — число «06». На перетині рядка та стовпчика стоїть буква «Ѕ». Знаходимо цю саму букву в рядку, в якій стоїть позначення «Березень». Внизу під нею розташований стовпчик з днями тижня, що відповідає березню, числа якого ліворуч. Отже, 31 Березня 2006 року припадає на п'ятницю. Приклад 2 Визначити, на який день тижня припадає 1 січня 45 р. до н.е. е. Насамперед знаходимо число року астрономічного рахунку: «-44». Далі представляємо його у вигляді «-100+56». На перетині стовпчика «56» з рядком «-1» знаходимо вруціліто «Е». Рік 45 до н. е. був високосним. Тому в правій частині таблиці «місяці» знаходимо «Св» і навпроти числа «1» в колонці, що відповідає вруціліто «Е», знаходимо день — п'ятницю. Приклад 3 1 січня 1900 ст. ст. Рік високосний, вруціліто «Ѕ» («00» підкреслено). Місяць — «Сч». Субота. Приклад 4 1 січня 1900 н. ст. Рік простий, вруціліто «З» («00» підкреслено). Місяць — «Сп». Понеділок. | Приклад 1 Визначити, на який день тижня припадає 31 березня 2006 року Ліворуч в колонці нового стилю знаходимо число «20», зверху — число «06». На перетині рядка та стовпчика стоїть буква «Ѕ». Знаходимо цю саму букву в рядку, в якій стоїть позначення «Березень». Внизу під нею розташований стовпчик з днями тижня, що відповідає березню, числа якого ліворуч. Отже, 31 Березня 2006 року припадає на п'ятницю. Приклад 2 Визначити, на який день тижня припадає 1 січня 45 р. до н.е. е. Насамперед знаходимо число року астрономічного рахунку: «-44». Далі представляємо його у вигляді «-100+56». На перетині стовпчика «56» з рядком «-1» знаходимо вруціліто «Е». Рік 45 до н. е. був високосним. Тому в правій частині таблиці «місяці» знаходимо «Св» і навпроти числа «1» в колонці, що відповідає вруціліто «Е», знаходимо день — п'ятницю. Приклад 3 1 січня 1900 ст. ст. Рік високосний, вруціліто «Ѕ» («00» підкреслено). Місяць — «Сч». Субота. Приклад 4 1 січня 1900 н. ст. Рік простий, вруціліто «З» («00» підкреслено). Місяць — «Сп». Понеділок. | Приклад 1 Визначити, на який день тижня припадає 31 березня 2006 року Ліворуч в колонці нового стилю знаходимо число «20», зверху — число «06». На перетині рядка та стовпчика стоїть буква «Ѕ». Знаходимо цю саму букву в рядку, в якій стоїть позначення «Березень». Внизу під нею розташований стовпчик з днями тижня, що відповідає березню, числа якого ліворуч. Отже, 31 Березня 2006 року припадає на п'ятницю. Приклад 2 Визначити, на який день тижня припадає 1 січня 45 р. до н.е. е. Насамперед знаходимо число року астрономічного рахунку: «-44». Далі представляємо його у вигляді «-100+56». На перетині стовпчика «56» з рядком «-1» знаходимо вруціліто «Е». Рік 45 до н. е. був високосним. Тому в правій частині таблиці «місяці» знаходимо «Св» і навпроти числа «1» в колонці, що відповідає вруціліто «Е», знаходимо день — п'ятницю. Приклад 3 1 січня 1900 ст. ст. Рік високосний, вруціліто «Ѕ» («00» підкреслено). Місяць — «Сч». Субота. Приклад 4 1 січня 1900 н. ст. Рік простий, вруціліто «З» («00» підкреслено). Місяць — «Сп». Понеділок. | Приклад 1 Визначити, на який день тижня припадає 31 березня 2006 року Ліворуч в колонці нового стилю знаходимо число «20», зверху — число «06». На перетині рядка та стовпчика стоїть буква «Ѕ». Знаходимо цю саму букву в рядку, в якій стоїть позначення «Березень». Внизу під нею розташований стовпчик з днями тижня, що відповідає березню, числа якого ліворуч. Отже, 31 Березня 2006 року припадає на п'ятницю. Приклад 2 Визначити, на який день тижня припадає 1 січня 45 р. до н.е. е. Насамперед знаходимо число року астрономічного рахунку: «-44». Далі представляємо його у вигляді «-100+56». На перетині стовпчика «56» з рядком «-1» знаходимо вруціліто «Е». Рік 45 до н. е. був високосним. Тому в правій частині таблиці «місяці» знаходимо «Св» і навпроти числа «1» в колонці, що відповідає вруціліто «Е», знаходимо день — п'ятницю. Приклад 3 1 січня 1900 ст. ст. Рік високосний, вруціліто «Ѕ» («00» підкреслено). Місяць — «Сч». Субота. Приклад 4 1 січня 1900 н. ст. Рік простий, вруціліто «З» («00» підкреслено). Місяць — «Сп». Понеділок. | Приклад 1 Визначити, на який день тижня припадає 31 березня 2006 року Ліворуч в колонці нового стилю знаходимо число «20», зверху — число «06». На перетині рядка та стовпчика стоїть буква «Ѕ». Знаходимо цю саму букву в рядку, в якій стоїть позначення «Березень». Внизу під нею розташований стовпчик з днями тижня, що відповідає березню, числа якого ліворуч. Отже, 31 Березня 2006 року припадає на п'ятницю. Приклад 2 Визначити, на який день тижня припадає 1 січня 45 р. до н.е. е. Насамперед знаходимо число року астрономічного рахунку: «-44». Далі представляємо його у вигляді «-100+56». На перетині стовпчика «56» з рядком «-1» знаходимо вруціліто «Е». Рік 45 до н. е. був високосним. Тому в правій частині таблиці «місяці» знаходимо «Св» і навпроти числа «1» в колонці, що відповідає вруціліто «Е», знаходимо день — п'ятницю. Приклад 3 1 січня 1900 ст. ст. Рік високосний, вруціліто «Ѕ» («00» підкреслено). Місяць — «Сч». Субота. Приклад 4 1 січня 1900 н. ст. Рік простий, вруціліто «З» («00» підкреслено). Місяць — «Сп». Понеділок. |
| Правила У лівій частині таблиці відшукати рядок, що містить число століть потрібного року за старим або новим стилем, а у верхній частині таблиці — стовпчик з двома останніми цифрами номера року. Запам'ятати букву на перетині рядка та стовпчика, це — вруціліто року. У таблиці з правого боку знайти потрібний місяць. У рядку, в якому розташований цей місяць, відшукати ту ж букву. У лівій нижній частині, в розділі «числа місяця», знайти потрібне число. Перетин рядка, в якому розташоване це число, зі стовпчиком днів тижня, розташованим над знайденою буквою, і дає шуканий день тижня. При цьому слід розрізняти січень та лютий у простих та високосних роках: вони займають різні положення в графі місяців (для простих років вони позначені «Сп» і «Лп», для високосних — «Св» і «Лв»). Високосні роки виділені напівжирним шрифтом. Рік «00» підкреслений, за старим стилем він завжди високосний, а за новим — лише, якщо число століть ділиться на 4 (такі століття виділені напівжирним шрифтом). | Правила У лівій частині таблиці відшукати рядок, що містить число століть потрібного року за старим або новим стилем, а у верхній частині таблиці — стовпчик з двома останніми цифрами номера року. Запам'ятати букву на перетині рядка та стовпчика, це — вруціліто року. У таблиці з правого боку знайти потрібний місяць. У рядку, в якому розташований цей місяць, відшукати ту ж букву. У лівій нижній частині, в розділі «числа місяця», знайти потрібне число. Перетин рядка, в якому розташоване це число, зі стовпчиком днів тижня, розташованим над знайденою буквою, і дає шуканий день тижня. При цьому слід розрізняти січень та лютий у простих та високосних роках: вони займають різні положення в графі місяців (для простих років вони позначені «Сп» і «Лп», для високосних — «Св» і «Лв»). Високосні роки виділені напівжирним шрифтом. Рік «00» підкреслений, за старим стилем він завжди високосний, а за новим — лише, якщо число століть ділиться на 4 (такі століття виділені напівжирним шрифтом). | Правила У лівій частині таблиці відшукати рядок, що містить число століть потрібного року за старим або новим стилем, а у верхній частині таблиці — стовпчик з двома останніми цифрами номера року. Запам'ятати букву на перетині рядка та стовпчика, це — вруціліто року. У таблиці з правого боку знайти потрібний місяць. У рядку, в якому розташований цей місяць, відшукати ту ж букву. У лівій нижній частині, в розділі «числа місяця», знайти потрібне число. Перетин рядка, в якому розташоване це число, зі стовпчиком днів тижня, розташованим над знайденою буквою, і дає шуканий день тижня. При цьому слід розрізняти січень та лютий у простих та високосних роках: вони займають різні положення в графі місяців (для простих років вони позначені «Сп» і «Лп», для високосних — «Св» і «Лв»). Високосні роки виділені напівжирним шрифтом. Рік «00» підкреслений, за старим стилем він завжди високосний, а за новим — лише, якщо число століть ділиться на 4 (такі століття виділені напівжирним шрифтом). | Правила У лівій частині таблиці відшукати рядок, що містить число століть потрібного року за старим або новим стилем, а у верхній частині таблиці — стовпчик з двома останніми цифрами номера року. Запам'ятати букву на перетині рядка та стовпчика, це — вруціліто року. У таблиці з правого боку знайти потрібний місяць. У рядку, в якому розташований цей місяць, відшукати ту ж букву. У лівій нижній частині, в розділі «числа місяця», знайти потрібне число. Перетин рядка, в якому розташоване це число, зі стовпчиком днів тижня, розташованим над знайденою буквою, і дає шуканий день тижня. При цьому слід розрізняти січень та лютий у простих та високосних роках: вони займають різні положення в графі місяців (для простих років вони позначені «Сп» і «Лп», для високосних — «Св» і «Лв»). Високосні роки виділені напівжирним шрифтом. Рік «00» підкреслений, за старим стилем він завжди високосний, а за новим — лише, якщо число століть ділиться на 4 (такі століття виділені напівжирним шрифтом). | Правила У лівій частині таблиці відшукати рядок, що містить число століть потрібного року за старим або новим стилем, а у верхній частині таблиці — стовпчик з двома останніми цифрами номера року. Запам'ятати букву на перетині рядка та стовпчика, це — вруціліто року. У таблиці з правого боку знайти потрібний місяць. У рядку, в якому розташований цей місяць, відшукати ту ж букву. У лівій нижній частині, в розділі «числа місяця», знайти потрібне число. Перетин рядка, в якому розташоване це число, зі стовпчиком днів тижня, розташованим над знайденою буквою, і дає шуканий день тижня. При цьому слід розрізняти січень та лютий у простих та високосних роках: вони займають різні положення в графі місяців (для простих років вони позначені «Сп» і «Лп», для високосних — «Св» і «Лв»). Високосні роки виділені напівжирним шрифтом. Рік «00» підкреслений, за старим стилем він завжди високосний, а за новим — лише, якщо число століть ділиться на 4 (такі століття виділені напівжирним шрифтом). | Правила У лівій частині таблиці відшукати рядок, що містить число століть потрібного року за старим або новим стилем, а у верхній частині таблиці — стовпчик з двома останніми цифрами номера року. Запам'ятати букву на перетині рядка та стовпчика, це — вруціліто року. У таблиці з правого боку знайти потрібний місяць. У рядку, в якому розташований цей місяць, відшукати ту ж букву. У лівій нижній частині, в розділі «числа місяця», знайти потрібне число. Перетин рядка, в якому розташоване це число, зі стовпчиком днів тижня, розташованим над знайденою буквою, і дає шуканий день тижня. При цьому слід розрізняти січень та лютий у простих та високосних роках: вони займають різні положення в графі місяців (для простих років вони позначені «Сп» і «Лп», для високосних — «Св» і «Лв»). Високосні роки виділені напівжирним шрифтом. Рік «00» підкреслений, за старим стилем він завжди високосний, а за новим — лише, якщо число століть ділиться на 4 (такі століття виділені напівжирним шрифтом). | Правила У лівій частині таблиці відшукати рядок, що містить число століть потрібного року за старим або новим стилем, а у верхній частині таблиці — стовпчик з двома останніми цифрами номера року. Запам'ятати букву на перетині рядка та стовпчика, це — вруціліто року. У таблиці з правого боку знайти потрібний місяць. У рядку, в якому розташований цей місяць, відшукати ту ж букву. У лівій нижній частині, в розділі «числа місяця», знайти потрібне число. Перетин рядка, в якому розташоване це число, зі стовпчиком днів тижня, розташованим над знайденою буквою, і дає шуканий день тижня. При цьому слід розрізняти січень та лютий у простих та високосних роках: вони займають різні положення в графі місяців (для простих років вони позначені «Сп» і «Лп», для високосних — «Св» і «Лв»). Високосні роки виділені напівжирним шрифтом. Рік «00» підкреслений, за старим стилем він завжди високосний, а за новим — лише, якщо число століть ділиться на 4 (такі століття виділені напівжирним шрифтом). | 51                 |                    | 52                 | 53                 | 54                 | 55                 |                    | Приклад 1 Визначити, на який день тижня припадає 31 березня 2006 року Ліворуч в колонці нового стилю знаходимо число «20», зверху — число «06». На перетині рядка та стовпчика стоїть буква «Ѕ». Знаходимо цю саму букву в рядку, в якій стоїть позначення «Березень». Внизу під нею розташований стовпчик з днями тижня, що відповідає березню, числа якого ліворуч. Отже, 31 Березня 2006 року припадає на п'ятницю. Приклад 2 Визначити, на який день тижня припадає 1 січня 45 р. до н.е. е. Насамперед знаходимо число року астрономічного рахунку: «-44». Далі представляємо його у вигляді «-100+56». На перетині стовпчика «56» з рядком «-1» знаходимо вруціліто «Е». Рік 45 до н. е. був високосним. Тому в правій частині таблиці «місяці» знаходимо «Св» і навпроти числа «1» в колонці, що відповідає вруціліто «Е», знаходимо день — п'ятницю. Приклад 3 1 січня 1900 ст. ст. Рік високосний, вруціліто «Ѕ» («00» підкреслено). Місяць — «Сч». Субота. Приклад 4 1 січня 1900 н. ст. Рік простий, вруціліто «З» («00» підкреслено). Місяць — «Сп». Понеділок. | Приклад 1 Визначити, на який день тижня припадає 31 березня 2006 року Ліворуч в колонці нового стилю знаходимо число «20», зверху — число «06». На перетині рядка та стовпчика стоїть буква «Ѕ». Знаходимо цю саму букву в рядку, в якій стоїть позначення «Березень». Внизу під нею розташований стовпчик з днями тижня, що відповідає березню, числа якого ліворуч. Отже, 31 Березня 2006 року припадає на п'ятницю. Приклад 2 Визначити, на який день тижня припадає 1 січня 45 р. до н.е. е. Насамперед знаходимо число року астрономічного рахунку: «-44». Далі представляємо його у вигляді «-100+56». На перетині стовпчика «56» з рядком «-1» знаходимо вруціліто «Е». Рік 45 до н. е. був високосним. Тому в правій частині таблиці «місяці» знаходимо «Св» і навпроти числа «1» в колонці, що відповідає вруціліто «Е», знаходимо день — п'ятницю. Приклад 3 1 січня 1900 ст. ст. Рік високосний, вруціліто «Ѕ» («00» підкреслено). Місяць — «Сч». Субота. Приклад 4 1 січня 1900 н. ст. Рік простий, вруціліто «З» («00» підкреслено). Місяць — «Сп». Понеділок. | Приклад 1 Визначити, на який день тижня припадає 31 березня 2006 року Ліворуч в колонці нового стилю знаходимо число «20», зверху — число «06». На перетині рядка та стовпчика стоїть буква «Ѕ». Знаходимо цю саму букву в рядку, в якій стоїть позначення «Березень». Внизу під нею розташований стовпчик з днями тижня, що відповідає березню, числа якого ліворуч. Отже, 31 Березня 2006 року припадає на п'ятницю. Приклад 2 Визначити, на який день тижня припадає 1 січня 45 р. до н.е. е. Насамперед знаходимо число року астрономічного рахунку: «-44». Далі представляємо його у вигляді «-100+56». На перетині стовпчика «56» з рядком «-1» знаходимо вруціліто «Е». Рік 45 до н. е. був високосним. Тому в правій частині таблиці «місяці» знаходимо «Св» і навпроти числа «1» в колонці, що відповідає вруціліто «Е», знаходимо день — п'ятницю. Приклад 3 1 січня 1900 ст. ст. Рік високосний, вруціліто «Ѕ» («00» підкреслено). Місяць — «Сч». Субота. Приклад 4 1 січня 1900 н. ст. Рік простий, вруціліто «З» («00» підкреслено). Місяць — «Сп». Понеділок. | Приклад 1 Визначити, на який день тижня припадає 31 березня 2006 року Ліворуч в колонці нового стилю знаходимо число «20», зверху — число «06». На перетині рядка та стовпчика стоїть буква «Ѕ». Знаходимо цю саму букву в рядку, в якій стоїть позначення «Березень». Внизу під нею розташований стовпчик з днями тижня, що відповідає березню, числа якого ліворуч. Отже, 31 Березня 2006 року припадає на п'ятницю. Приклад 2 Визначити, на який день тижня припадає 1 січня 45 р. до н.е. е. Насамперед знаходимо число року астрономічного рахунку: «-44». Далі представляємо його у вигляді «-100+56». На перетині стовпчика «56» з рядком «-1» знаходимо вруціліто «Е». Рік 45 до н. е. був високосним. Тому в правій частині таблиці «місяці» знаходимо «Св» і навпроти числа «1» в колонці, що відповідає вруціліто «Е», знаходимо день — п'ятницю. Приклад 3 1 січня 1900 ст. ст. Рік високосний, вруціліто «Ѕ» («00» підкреслено). Місяць — «Сч». Субота. Приклад 4 1 січня 1900 н. ст. Рік простий, вруціліто «З» («00» підкреслено). Місяць — «Сп». Понеділок. | Приклад 1 Визначити, на який день тижня припадає 31 березня 2006 року Ліворуч в колонці нового стилю знаходимо число «20», зверху — число «06». На перетині рядка та стовпчика стоїть буква «Ѕ». Знаходимо цю саму букву в рядку, в якій стоїть позначення «Березень». Внизу під нею розташований стовпчик з днями тижня, що відповідає березню, числа якого ліворуч. Отже, 31 Березня 2006 року припадає на п'ятницю. Приклад 2 Визначити, на який день тижня припадає 1 січня 45 р. до н.е. е. Насамперед знаходимо число року астрономічного рахунку: «-44». Далі представляємо його у вигляді «-100+56». На перетині стовпчика «56» з рядком «-1» знаходимо вруціліто «Е». Рік 45 до н. е. був високосним. Тому в правій частині таблиці «місяці» знаходимо «Св» і навпроти числа «1» в колонці, що відповідає вруціліто «Е», знаходимо день — п'ятницю. Приклад 3 1 січня 1900 ст. ст. Рік високосний, вруціліто «Ѕ» («00» підкреслено). Місяць — «Сч». Субота. Приклад 4 1 січня 1900 н. ст. Рік простий, вруціліто «З» («00» підкреслено). Місяць — «Сп». Понеділок. | Приклад 1 Визначити, на який день тижня припадає 31 березня 2006 року Ліворуч в колонці нового стилю знаходимо число «20», зверху — число «06». На перетині рядка та стовпчика стоїть буква «Ѕ». Знаходимо цю саму букву в рядку, в якій стоїть позначення «Березень». Внизу під нею розташований стовпчик з днями тижня, що відповідає березню, числа якого ліворуч. Отже, 31 Березня 2006 року припадає на п'ятницю. Приклад 2 Визначити, на який день тижня припадає 1 січня 45 р. до н.е. е. Насамперед знаходимо число року астрономічного рахунку: «-44». Далі представляємо його у вигляді «-100+56». На перетині стовпчика «56» з рядком «-1» знаходимо вруціліто «Е». Рік 45 до н. е. був високосним. Тому в правій частині таблиці «місяці» знаходимо «Св» і навпроти числа «1» в колонці, що відповідає вруціліто «Е», знаходимо день — п'ятницю. Приклад 3 1 січня 1900 ст. ст. Рік високосний, вруціліто «Ѕ» («00» підкреслено). Місяць — «Сч». Субота. Приклад 4 1 січня 1900 н. ст. Рік простий, вруціліто «З» («00» підкреслено). Місяць — «Сп». Понеділок. |
| Правила У лівій частині таблиці відшукати рядок, що містить число століть потрібного року за старим або новим стилем, а у верхній частині таблиці — стовпчик з двома останніми цифрами номера року. Запам'ятати букву на перетині рядка та стовпчика, це — вруціліто року. У таблиці з правого боку знайти потрібний місяць. У рядку, в якому розташований цей місяць, відшукати ту ж букву. У лівій нижній частині, в розділі «числа місяця», знайти потрібне число. Перетин рядка, в якому розташоване це число, зі стовпчиком днів тижня, розташованим над знайденою буквою, і дає шуканий день тижня. При цьому слід розрізняти січень та лютий у простих та високосних роках: вони займають різні положення в графі місяців (для простих років вони позначені «Сп» і «Лп», для високосних — «Св» і «Лв»). Високосні роки виділені напівжирним шрифтом. Рік «00» підкреслений, за старим стилем він завжди високосний, а за новим — лише, якщо число століть ділиться на 4 (такі століття виділені напівжирним шрифтом). | Правила У лівій частині таблиці відшукати рядок, що містить число століть потрібного року за старим або новим стилем, а у верхній частині таблиці — стовпчик з двома останніми цифрами номера року. Запам'ятати букву на перетині рядка та стовпчика, це — вруціліто року. У таблиці з правого боку знайти потрібний місяць. У рядку, в якому розташований цей місяць, відшукати ту ж букву. У лівій нижній частині, в розділі «числа місяця», знайти потрібне число. Перетин рядка, в якому розташоване це число, зі стовпчиком днів тижня, розташованим над знайденою буквою, і дає шуканий день тижня. При цьому слід розрізняти січень та лютий у простих та високосних роках: вони займають різні положення в графі місяців (для простих років вони позначені «Сп» і «Лп», для високосних — «Св» і «Лв»). Високосні роки виділені напівжирним шрифтом. Рік «00» підкреслений, за старим стилем він завжди високосний, а за новим — лише, якщо число століть ділиться на 4 (такі століття виділені напівжирним шрифтом). | Правила У лівій частині таблиці відшукати рядок, що містить число століть потрібного року за старим або новим стилем, а у верхній частині таблиці — стовпчик з двома останніми цифрами номера року. Запам'ятати букву на перетині рядка та стовпчика, це — вруціліто року. У таблиці з правого боку знайти потрібний місяць. У рядку, в якому розташований цей місяць, відшукати ту ж букву. У лівій нижній частині, в розділі «числа місяця», знайти потрібне число. Перетин рядка, в якому розташоване це число, зі стовпчиком днів тижня, розташованим над знайденою буквою, і дає шуканий день тижня. При цьому слід розрізняти січень та лютий у простих та високосних роках: вони займають різні положення в графі місяців (для простих років вони позначені «Сп» і «Лп», для високосних — «Св» і «Лв»). Високосні роки виділені напівжирним шрифтом. Рік «00» підкреслений, за старим стилем він завжди високосний, а за новим — лише, якщо число століть ділиться на 4 (такі століття виділені напівжирним шрифтом). | Правила У лівій частині таблиці відшукати рядок, що містить число століть потрібного року за старим або новим стилем, а у верхній частині таблиці — стовпчик з двома останніми цифрами номера року. Запам'ятати букву на перетині рядка та стовпчика, це — вруціліто року. У таблиці з правого боку знайти потрібний місяць. У рядку, в якому розташований цей місяць, відшукати ту ж букву. У лівій нижній частині, в розділі «числа місяця», знайти потрібне число. Перетин рядка, в якому розташоване це число, зі стовпчиком днів тижня, розташованим над знайденою буквою, і дає шуканий день тижня. При цьому слід розрізняти січень та лютий у простих та високосних роках: вони займають різні положення в графі місяців (для простих років вони позначені «Сп» і «Лп», для високосних — «Св» і «Лв»). Високосні роки виділені напівжирним шрифтом. Рік «00» підкреслений, за старим стилем він завжди високосний, а за новим — лише, якщо число століть ділиться на 4 (такі століття виділені напівжирним шрифтом). | Правила У лівій частині таблиці відшукати рядок, що містить число століть потрібного року за старим або новим стилем, а у верхній частині таблиці — стовпчик з двома останніми цифрами номера року. Запам'ятати букву на перетині рядка та стовпчика, це — вруціліто року. У таблиці з правого боку знайти потрібний місяць. У рядку, в якому розташований цей місяць, відшукати ту ж букву. У лівій нижній частині, в розділі «числа місяця», знайти потрібне число. Перетин рядка, в якому розташоване це число, зі стовпчиком днів тижня, розташованим над знайденою буквою, і дає шуканий день тижня. При цьому слід розрізняти січень та лютий у простих та високосних роках: вони займають різні положення в графі місяців (для простих років вони позначені «Сп» і «Лп», для високосних — «Св» і «Лв»). Високосні роки виділені напівжирним шрифтом. Рік «00» підкреслений, за старим стилем він завжди високосний, а за новим — лише, якщо число століть ділиться на 4 (такі століття виділені напівжирним шрифтом). | Правила У лівій частині таблиці відшукати рядок, що містить число століть потрібного року за старим або новим стилем, а у верхній частині таблиці — стовпчик з двома останніми цифрами номера року. Запам'ятати букву на перетині рядка та стовпчика, це — вруціліто року. У таблиці з правого боку знайти потрібний місяць. У рядку, в якому розташований цей місяць, відшукати ту ж букву. У лівій нижній частині, в розділі «числа місяця», знайти потрібне число. Перетин рядка, в якому розташоване це число, зі стовпчиком днів тижня, розташованим над знайденою буквою, і дає шуканий день тижня. При цьому слід розрізняти січень та лютий у простих та високосних роках: вони займають різні положення в графі місяців (для простих років вони позначені «Сп» і «Лп», для високосних — «Св» і «Лв»). Високосні роки виділені напівжирним шрифтом. Рік «00» підкреслений, за старим стилем він завжди високосний, а за новим — лише, якщо число століть ділиться на 4 (такі століття виділені напівжирним шрифтом). | Правила У лівій частині таблиці відшукати рядок, що містить число століть потрібного року за старим або новим стилем, а у верхній частині таблиці — стовпчик з двома останніми цифрами номера року. Запам'ятати букву на перетині рядка та стовпчика, це — вруціліто року. У таблиці з правого боку знайти потрібний місяць. У рядку, в якому розташований цей місяць, відшукати ту ж букву. У лівій нижній частині, в розділі «числа місяця», знайти потрібне число. Перетин рядка, в якому розташоване це число, зі стовпчиком днів тижня, розташованим над знайденою буквою, і дає шуканий день тижня. При цьому слід розрізняти січень та лютий у простих та високосних роках: вони займають різні положення в графі місяців (для простих років вони позначені «Сп» і «Лп», для високосних — «Св» і «Лв»). Високосні роки виділені напівжирним шрифтом. Рік «00» підкреслений, за старим стилем він завжди високосний, а за новим — лише, якщо число століть ділиться на 4 (такі століття виділені напівжирним шрифтом). | 56                 | 57                 | 58                 | 59                 |                    | 60                 | 61                 | Приклад 1 Визначити, на який день тижня припадає 31 березня 2006 року Ліворуч в колонці нового стилю знаходимо число «20», зверху — число «06». На перетині рядка та стовпчика стоїть буква «Ѕ». Знаходимо цю саму букву в рядку, в якій стоїть позначення «Березень». Внизу під нею розташований стовпчик з днями тижня, що відповідає березню, числа якого ліворуч. Отже, 31 Березня 2006 року припадає на п'ятницю. Приклад 2 Визначити, на який день тижня припадає 1 січня 45 р. до н.е. е. Насамперед знаходимо число року астрономічного рахунку: «-44». Далі представляємо його у вигляді «-100+56». На перетині стовпчика «56» з рядком «-1» знаходимо вруціліто «Е». Рік 45 до н. е. був високосним. Тому в правій частині таблиці «місяці» знаходимо «Св» і навпроти числа «1» в колонці, що відповідає вруціліто «Е», знаходимо день — п'ятницю. Приклад 3 1 січня 1900 ст. ст. Рік високосний, вруціліто «Ѕ» («00» підкреслено). Місяць — «Сч». Субота. Приклад 4 1 січня 1900 н. ст. Рік простий, вруціліто «З» («00» підкреслено). Місяць — «Сп». Понеділок. | Приклад 1 Визначити, на який день тижня припадає 31 березня 2006 року Ліворуч в колонці нового стилю знаходимо число «20», зверху — число «06». На перетині рядка та стовпчика стоїть буква «Ѕ». Знаходимо цю саму букву в рядку, в якій стоїть позначення «Березень». Внизу під нею розташований стовпчик з днями тижня, що відповідає березню, числа якого ліворуч. Отже, 31 Березня 2006 року припадає на п'ятницю. Приклад 2 Визначити, на який день тижня припадає 1 січня 45 р. до н.е. е. Насамперед знаходимо число року астрономічного рахунку: «-44». Далі представляємо його у вигляді «-100+56». На перетині стовпчика «56» з рядком «-1» знаходимо вруціліто «Е». Рік 45 до н. е. був високосним. Тому в правій частині таблиці «місяці» знаходимо «Св» і навпроти числа «1» в колонці, що відповідає вруціліто «Е», знаходимо день — п'ятницю. Приклад 3 1 січня 1900 ст. ст. Рік високосний, вруціліто «Ѕ» («00» підкреслено). Місяць — «Сч». Субота. Приклад 4 1 січня 1900 н. ст. Рік простий, вруціліто «З» («00» підкреслено). Місяць — «Сп». Понеділок. | Приклад 1 Визначити, на який день тижня припадає 31 березня 2006 року Ліворуч в колонці нового стилю знаходимо число «20», зверху — число «06». На перетині рядка та стовпчика стоїть буква «Ѕ». Знаходимо цю саму букву в рядку, в якій стоїть позначення «Березень». Внизу під нею розташований стовпчик з днями тижня, що відповідає березню, числа якого ліворуч. Отже, 31 Березня 2006 року припадає на п'ятницю. Приклад 2 Визначити, на який день тижня припадає 1 січня 45 р. до н.е. е. Насамперед знаходимо число року астрономічного рахунку: «-44». Далі представляємо його у вигляді «-100+56». На перетині стовпчика «56» з рядком «-1» знаходимо вруціліто «Е». Рік 45 до н. е. був високосним. Тому в правій частині таблиці «місяці» знаходимо «Св» і навпроти числа «1» в колонці, що відповідає вруціліто «Е», знаходимо день — п'ятницю. Приклад 3 1 січня 1900 ст. ст. Рік високосний, вруціліто «Ѕ» («00» підкреслено). Місяць — «Сч». Субота. Приклад 4 1 січня 1900 н. ст. Рік простий, вруціліто «З» («00» підкреслено). Місяць — «Сп». Понеділок. | Приклад 1 Визначити, на який день тижня припадає 31 березня 2006 року Ліворуч в колонці нового стилю знаходимо число «20», зверху — число «06». На перетині рядка та стовпчика стоїть буква «Ѕ». Знаходимо цю саму букву в рядку, в якій стоїть позначення «Березень». Внизу під нею розташований стовпчик з днями тижня, що відповідає березню, числа якого ліворуч. Отже, 31 Березня 2006 року припадає на п'ятницю. Приклад 2 Визначити, на який день тижня припадає 1 січня 45 р. до н.е. е. Насамперед знаходимо число року астрономічного рахунку: «-44». Далі представляємо його у вигляді «-100+56». На перетині стовпчика «56» з рядком «-1» знаходимо вруціліто «Е». Рік 45 до н. е. був високосним. Тому в правій частині таблиці «місяці» знаходимо «Св» і навпроти числа «1» в колонці, що відповідає вруціліто «Е», знаходимо день — п'ятницю. Приклад 3 1 січня 1900 ст. ст. Рік високосний, вруціліто «Ѕ» («00» підкреслено). Місяць — «Сч». Субота. Приклад 4 1 січня 1900 н. ст. Рік простий, вруціліто «З» («00» підкреслено). Місяць — «Сп». Понеділок. | Приклад 1 Визначити, на який день тижня припадає 31 березня 2006 року Ліворуч в колонці нового стилю знаходимо число «20», зверху — число «06». На перетині рядка та стовпчика стоїть буква «Ѕ». Знаходимо цю саму букву в рядку, в якій стоїть позначення «Березень». Внизу під нею розташований стовпчик з днями тижня, що відповідає березню, числа якого ліворуч. Отже, 31 Березня 2006 року припадає на п'ятницю. Приклад 2 Визначити, на який день тижня припадає 1 січня 45 р. до н.е. е. Насамперед знаходимо число року астрономічного рахунку: «-44». Далі представляємо його у вигляді «-100+56». На перетині стовпчика «56» з рядком «-1» знаходимо вруціліто «Е». Рік 45 до н. е. був високосним. Тому в правій частині таблиці «місяці» знаходимо «Св» і навпроти числа «1» в колонці, що відповідає вруціліто «Е», знаходимо день — п'ятницю. Приклад 3 1 січня 1900 ст. ст. Рік високосний, вруціліто «Ѕ» («00» підкреслено). Місяць — «Сч». Субота. Приклад 4 1 січня 1900 н. ст. Рік простий, вруціліто «З» («00» підкреслено). Місяць — «Сп». Понеділок. | Приклад 1 Визначити, на який день тижня припадає 31 березня 2006 року Ліворуч в колонці нового стилю знаходимо число «20», зверху — число «06». На перетині рядка та стовпчика стоїть буква «Ѕ». Знаходимо цю саму букву в рядку, в якій стоїть позначення «Березень». Внизу під нею розташований стовпчик з днями тижня, що відповідає березню, числа якого ліворуч. Отже, 31 Березня 2006 року припадає на п'ятницю. Приклад 2 Визначити, на який день тижня припадає 1 січня 45 р. до н.е. е. Насамперед знаходимо число року астрономічного рахунку: «-44». Далі представляємо його у вигляді «-100+56». На перетині стовпчика «56» з рядком «-1» знаходимо вруціліто «Е». Рік 45 до н. е. був високосним. Тому в правій частині таблиці «місяці» знаходимо «Св» і навпроти числа «1» в колонці, що відповідає вруціліто «Е», знаходимо день — п'ятницю. Приклад 3 1 січня 1900 ст. ст. Рік високосний, вруціліто «Ѕ» («00» підкреслено). Місяць — «Сч». Субота. Приклад 4 1 січня 1900 н. ст. Рік простий, вруціліто «З» («00» підкреслено). Місяць — «Сп». Понеділок. |
| Правила У лівій частині таблиці відшукати рядок, що містить число століть потрібного року за старим або новим стилем, а у верхній частині таблиці — стовпчик з двома останніми цифрами номера року. Запам'ятати букву на перетині рядка та стовпчика, це — вруціліто року. У таблиці з правого боку знайти потрібний місяць. У рядку, в якому розташований цей місяць, відшукати ту ж букву. У лівій нижній частині, в розділі «числа місяця», знайти потрібне число. Перетин рядка, в якому розташоване це число, зі стовпчиком днів тижня, розташованим над знайденою буквою, і дає шуканий день тижня. При цьому слід розрізняти січень та лютий у простих та високосних роках: вони займають різні положення в графі місяців (для простих років вони позначені «Сп» і «Лп», для високосних — «Св» і «Лв»). Високосні роки виділені напівжирним шрифтом. Рік «00» підкреслений, за старим стилем він завжди високосний, а за новим — лише, якщо число століть ділиться на 4 (такі століття виділені напівжирним шрифтом). | Правила У лівій частині таблиці відшукати рядок, що містить число століть потрібного року за старим або новим стилем, а у верхній частині таблиці — стовпчик з двома останніми цифрами номера року. Запам'ятати букву на перетині рядка та стовпчика, це — вруціліто року. У таблиці з правого боку знайти потрібний місяць. У рядку, в якому розташований цей місяць, відшукати ту ж букву. У лівій нижній частині, в розділі «числа місяця», знайти потрібне число. Перетин рядка, в якому розташоване це число, зі стовпчиком днів тижня, розташованим над знайденою буквою, і дає шуканий день тижня. При цьому слід розрізняти січень та лютий у простих та високосних роках: вони займають різні положення в графі місяців (для простих років вони позначені «Сп» і «Лп», для високосних — «Св» і «Лв»). Високосні роки виділені напівжирним шрифтом. Рік «00» підкреслений, за старим стилем він завжди високосний, а за новим — лише, якщо число століть ділиться на 4 (такі століття виділені напівжирним шрифтом). | Правила У лівій частині таблиці відшукати рядок, що містить число століть потрібного року за старим або новим стилем, а у верхній частині таблиці — стовпчик з двома останніми цифрами номера року. Запам'ятати букву на перетині рядка та стовпчика, це — вруціліто року. У таблиці з правого боку знайти потрібний місяць. У рядку, в якому розташований цей місяць, відшукати ту ж букву. У лівій нижній частині, в розділі «числа місяця», знайти потрібне число. Перетин рядка, в якому розташоване це число, зі стовпчиком днів тижня, розташованим над знайденою буквою, і дає шуканий день тижня. При цьому слід розрізняти січень та лютий у простих та високосних роках: вони займають різні положення в графі місяців (для простих років вони позначені «Сп» і «Лп», для високосних — «Св» і «Лв»). Високосні роки виділені напівжирним шрифтом. Рік «00» підкреслений, за старим стилем він завжди високосний, а за новим — лише, якщо число століть ділиться на 4 (такі століття виділені напівжирним шрифтом). | Правила У лівій частині таблиці відшукати рядок, що містить число століть потрібного року за старим або новим стилем, а у верхній частині таблиці — стовпчик з двома останніми цифрами номера року. Запам'ятати букву на перетині рядка та стовпчика, це — вруціліто року. У таблиці з правого боку знайти потрібний місяць. У рядку, в якому розташований цей місяць, відшукати ту ж букву. У лівій нижній частині, в розділі «числа місяця», знайти потрібне число. Перетин рядка, в якому розташоване це число, зі стовпчиком днів тижня, розташованим над знайденою буквою, і дає шуканий день тижня. При цьому слід розрізняти січень та лютий у простих та високосних роках: вони займають різні положення в графі місяців (для простих років вони позначені «Сп» і «Лп», для високосних — «Св» і «Лв»). Високосні роки виділені напівжирним шрифтом. Рік «00» підкреслений, за старим стилем він завжди високосний, а за новим — лише, якщо число століть ділиться на 4 (такі століття виділені напівжирним шрифтом). | Правила У лівій частині таблиці відшукати рядок, що містить число століть потрібного року за старим або новим стилем, а у верхній частині таблиці — стовпчик з двома останніми цифрами номера року. Запам'ятати букву на перетині рядка та стовпчика, це — вруціліто року. У таблиці з правого боку знайти потрібний місяць. У рядку, в якому розташований цей місяць, відшукати ту ж букву. У лівій нижній частині, в розділі «числа місяця», знайти потрібне число. Перетин рядка, в якому розташоване це число, зі стовпчиком днів тижня, розташованим над знайденою буквою, і дає шуканий день тижня. При цьому слід розрізняти січень та лютий у простих та високосних роках: вони займають різні положення в графі місяців (для простих років вони позначені «Сп» і «Лп», для високосних — «Св» і «Лв»). Високосні роки виділені напівжирним шрифтом. Рік «00» підкреслений, за старим стилем він завжди високосний, а за новим — лише, якщо число століть ділиться на 4 (такі століття виділені напівжирним шрифтом). | Правила У лівій частині таблиці відшукати рядок, що містить число століть потрібного року за старим або новим стилем, а у верхній частині таблиці — стовпчик з двома останніми цифрами номера року. Запам'ятати букву на перетині рядка та стовпчика, це — вруціліто року. У таблиці з правого боку знайти потрібний місяць. У рядку, в якому розташований цей місяць, відшукати ту ж букву. У лівій нижній частині, в розділі «числа місяця», знайти потрібне число. Перетин рядка, в якому розташоване це число, зі стовпчиком днів тижня, розташованим над знайденою буквою, і дає шуканий день тижня. При цьому слід розрізняти січень та лютий у простих та високосних роках: вони займають різні положення в графі місяців (для простих років вони позначені «Сп» і «Лп», для високосних — «Св» і «Лв»). Високосні роки виділені напівжирним шрифтом. Рік «00» підкреслений, за старим стилем він завжди високосний, а за новим — лише, якщо число століть ділиться на 4 (такі століття виділені напівжирним шрифтом). | Правила У лівій частині таблиці відшукати рядок, що містить число століть потрібного року за старим або новим стилем, а у верхній частині таблиці — стовпчик з двома останніми цифрами номера року. Запам'ятати букву на перетині рядка та стовпчика, це — вруціліто року. У таблиці з правого боку знайти потрібний місяць. У рядку, в якому розташований цей місяць, відшукати ту ж букву. У лівій нижній частині, в розділі «числа місяця», знайти потрібне число. Перетин рядка, в якому розташоване це число, зі стовпчиком днів тижня, розташованим над знайденою буквою, і дає шуканий день тижня. При цьому слід розрізняти січень та лютий у простих та високосних роках: вони займають різні положення в графі місяців (для простих років вони позначені «Сп» і «Лп», для високосних — «Св» і «Лв»). Високосні роки виділені напівжирним шрифтом. Рік «00» підкреслений, за старим стилем він завжди високосний, а за новим — лише, якщо число століть ділиться на 4 (такі століття виділені напівжирним шрифтом). | 62                 | 63                 |                    | 64                 | 65                 | 66                 | 67                 | Приклад 1 Визначити, на який день тижня припадає 31 березня 2006 року Ліворуч в колонці нового стилю знаходимо число «20», зверху — число «06». На перетині рядка та стовпчика стоїть буква «Ѕ». Знаходимо цю саму букву в рядку, в якій стоїть позначення «Березень». Внизу під нею розташований стовпчик з днями тижня, що відповідає березню, числа якого ліворуч. Отже, 31 Березня 2006 року припадає на п'ятницю. Приклад 2 Визначити, на який день тижня припадає 1 січня 45 р. до н.е. е. Насамперед знаходимо число року астрономічного рахунку: «-44». Далі представляємо його у вигляді «-100+56». На перетині стовпчика «56» з рядком «-1» знаходимо вруціліто «Е». Рік 45 до н. е. був високосним. Тому в правій частині таблиці «місяці» знаходимо «Св» і навпроти числа «1» в колонці, що відповідає вруціліто «Е», знаходимо день — п'ятницю. Приклад 3 1 січня 1900 ст. ст. Рік високосний, вруціліто «Ѕ» («00» підкреслено). Місяць — «Сч». Субота. Приклад 4 1 січня 1900 н. ст. Рік простий, вруціліто «З» («00» підкреслено). Місяць — «Сп». Понеділок. | Приклад 1 Визначити, на який день тижня припадає 31 березня 2006 року Ліворуч в колонці нового стилю знаходимо число «20», зверху — число «06». На перетині рядка та стовпчика стоїть буква «Ѕ». Знаходимо цю саму букву в рядку, в якій стоїть позначення «Березень». Внизу під нею розташований стовпчик з днями тижня, що відповідає березню, числа якого ліворуч. Отже, 31 Березня 2006 року припадає на п'ятницю. Приклад 2 Визначити, на який день тижня припадає 1 січня 45 р. до н.е. е. Насамперед знаходимо число року астрономічного рахунку: «-44». Далі представляємо його у вигляді «-100+56». На перетині стовпчика «56» з рядком «-1» знаходимо вруціліто «Е». Рік 45 до н. е. був високосним. Тому в правій частині таблиці «місяці» знаходимо «Св» і навпроти числа «1» в колонці, що відповідає вруціліто «Е», знаходимо день — п'ятницю. Приклад 3 1 січня 1900 ст. ст. Рік високосний, вруціліто «Ѕ» («00» підкреслено). Місяць — «Сч». Субота. Приклад 4 1 січня 1900 н. ст. Рік простий, вруціліто «З» («00» підкреслено). Місяць — «Сп». Понеділок. | Приклад 1 Визначити, на який день тижня припадає 31 березня 2006 року Ліворуч в колонці нового стилю знаходимо число «20», зверху — число «06». На перетині рядка та стовпчика стоїть буква «Ѕ». Знаходимо цю саму букву в рядку, в якій стоїть позначення «Березень». Внизу під нею розташований стовпчик з днями тижня, що відповідає березню, числа якого ліворуч. Отже, 31 Березня 2006 року припадає на п'ятницю. Приклад 2 Визначити, на який день тижня припадає 1 січня 45 р. до н.е. е. Насамперед знаходимо число року астрономічного рахунку: «-44». Далі представляємо його у вигляді «-100+56». На перетині стовпчика «56» з рядком «-1» знаходимо вруціліто «Е». Рік 45 до н. е. був високосним. Тому в правій частині таблиці «місяці» знаходимо «Св» і навпроти числа «1» в колонці, що відповідає вруціліто «Е», знаходимо день — п'ятницю. Приклад 3 1 січня 1900 ст. ст. Рік високосний, вруціліто «Ѕ» («00» підкреслено). Місяць — «Сч». Субота. Приклад 4 1 січня 1900 н. ст. Рік простий, вруціліто «З» («00» підкреслено). Місяць — «Сп». Понеділок. | Приклад 1 Визначити, на який день тижня припадає 31 березня 2006 року Ліворуч в колонці нового стилю знаходимо число «20», зверху — число «06». На перетині рядка та стовпчика стоїть буква «Ѕ». Знаходимо цю саму букву в рядку, в якій стоїть позначення «Березень». Внизу під нею розташований стовпчик з днями тижня, що відповідає березню, числа якого ліворуч. Отже, 31 Березня 2006 року припадає на п'ятницю. Приклад 2 Визначити, на який день тижня припадає 1 січня 45 р. до н.е. е. Насамперед знаходимо число року астрономічного рахунку: «-44». Далі представляємо його у вигляді «-100+56». На перетині стовпчика «56» з рядком «-1» знаходимо вруціліто «Е». Рік 45 до н. е. був високосним. Тому в правій частині таблиці «місяці» знаходимо «Св» і навпроти числа «1» в колонці, що відповідає вруціліто «Е», знаходимо день — п'ятницю. Приклад 3 1 січня 1900 ст. ст. Рік високосний, вруціліто «Ѕ» («00» підкреслено). Місяць — «Сч». Субота. Приклад 4 1 січня 1900 н. ст. Рік простий, вруціліто «З» («00» підкреслено). Місяць — «Сп». Понеділок. | Приклад 1 Визначити, на який день тижня припадає 31 березня 2006 року Ліворуч в колонці нового стилю знаходимо число «20», зверху — число «06». На перетині рядка та стовпчика стоїть буква «Ѕ». Знаходимо цю саму букву в рядку, в якій стоїть позначення «Березень». Внизу під нею розташований стовпчик з днями тижня, що відповідає березню, числа якого ліворуч. Отже, 31 Березня 2006 року припадає на п'ятницю. Приклад 2 Визначити, на який день тижня припадає 1 січня 45 р. до н.е. е. Насамперед знаходимо число року астрономічного рахунку: «-44». Далі представляємо його у вигляді «-100+56». На перетині стовпчика «56» з рядком «-1» знаходимо вруціліто «Е». Рік 45 до н. е. був високосним. Тому в правій частині таблиці «місяці» знаходимо «Св» і навпроти числа «1» в колонці, що відповідає вруціліто «Е», знаходимо день — п'ятницю. Приклад 3 1 січня 1900 ст. ст. Рік високосний, вруціліто «Ѕ» («00» підкреслено). Місяць — «Сч». Субота. Приклад 4 1 січня 1900 н. ст. Рік простий, вруціліто «З» («00» підкреслено). Місяць — «Сп». Понеділок. | Приклад 1 Визначити, на який день тижня припадає 31 березня 2006 року Ліворуч в колонці нового стилю знаходимо число «20», зверху — число «06». На перетині рядка та стовпчика стоїть буква «Ѕ». Знаходимо цю саму букву в рядку, в якій стоїть позначення «Березень». Внизу під нею розташований стовпчик з днями тижня, що відповідає березню, числа якого ліворуч. Отже, 31 Березня 2006 року припадає на п'ятницю. Приклад 2 Визначити, на який день тижня припадає 1 січня 45 р. до н.е. е. Насамперед знаходимо число року астрономічного рахунку: «-44». Далі представляємо його у вигляді «-100+56». На перетині стовпчика «56» з рядком «-1» знаходимо вруціліто «Е». Рік 45 до н. е. був високосним. Тому в правій частині таблиці «місяці» знаходимо «Св» і навпроти числа «1» в колонці, що відповідає вруціліто «Е», знаходимо день — п'ятницю. Приклад 3 1 січня 1900 ст. ст. Рік високосний, вруціліто «Ѕ» («00» підкреслено). Місяць — «Сч». Субота. Приклад 4 1 січня 1900 н. ст. Рік простий, вруціліто «З» («00» підкреслено). Місяць — «Сп». Понеділок. |
| Правила У лівій частині таблиці відшукати рядок, що містить число століть потрібного року за старим або новим стилем, а у верхній частині таблиці — стовпчик з двома останніми цифрами номера року. Запам'ятати букву на перетині рядка та стовпчика, це — вруціліто року. У таблиці з правого боку знайти потрібний місяць. У рядку, в якому розташований цей місяць, відшукати ту ж букву. У лівій нижній частині, в розділі «числа місяця», знайти потрібне число. Перетин рядка, в якому розташоване це число, зі стовпчиком днів тижня, розташованим над знайденою буквою, і дає шуканий день тижня. При цьому слід розрізняти січень та лютий у простих та високосних роках: вони займають різні положення в графі місяців (для простих років вони позначені «Сп» і «Лп», для високосних — «Св» і «Лв»). Високосні роки виділені напівжирним шрифтом. Рік «00» підкреслений, за старим стилем він завжди високосний, а за новим — лише, якщо число століть ділиться на 4 (такі століття виділені напівжирним шрифтом). | Правила У лівій частині таблиці відшукати рядок, що містить число століть потрібного року за старим або новим стилем, а у верхній частині таблиці — стовпчик з двома останніми цифрами номера року. Запам'ятати букву на перетині рядка та стовпчика, це — вруціліто року. У таблиці з правого боку знайти потрібний місяць. У рядку, в якому розташований цей місяць, відшукати ту ж букву. У лівій нижній частині, в розділі «числа місяця», знайти потрібне число. Перетин рядка, в якому розташоване це число, зі стовпчиком днів тижня, розташованим над знайденою буквою, і дає шуканий день тижня. При цьому слід розрізняти січень та лютий у простих та високосних роках: вони займають різні положення в графі місяців (для простих років вони позначені «Сп» і «Лп», для високосних — «Св» і «Лв»). Високосні роки виділені напівжирним шрифтом. Рік «00» підкреслений, за старим стилем він завжди високосний, а за новим — лише, якщо число століть ділиться на 4 (такі століття виділені напівжирним шрифтом). | Правила У лівій частині таблиці відшукати рядок, що містить число століть потрібного року за старим або новим стилем, а у верхній частині таблиці — стовпчик з двома останніми цифрами номера року. Запам'ятати букву на перетині рядка та стовпчика, це — вруціліто року. У таблиці з правого боку знайти потрібний місяць. У рядку, в якому розташований цей місяць, відшукати ту ж букву. У лівій нижній частині, в розділі «числа місяця», знайти потрібне число. Перетин рядка, в якому розташоване це число, зі стовпчиком днів тижня, розташованим над знайденою буквою, і дає шуканий день тижня. При цьому слід розрізняти січень та лютий у простих та високосних роках: вони займають різні положення в графі місяців (для простих років вони позначені «Сп» і «Лп», для високосних — «Св» і «Лв»). Високосні роки виділені напівжирним шрифтом. Рік «00» підкреслений, за старим стилем він завжди високосний, а за новим — лише, якщо число століть ділиться на 4 (такі століття виділені напівжирним шрифтом). | Правила У лівій частині таблиці відшукати рядок, що містить число століть потрібного року за старим або новим стилем, а у верхній частині таблиці — стовпчик з двома останніми цифрами номера року. Запам'ятати букву на перетині рядка та стовпчика, це — вруціліто року. У таблиці з правого боку знайти потрібний місяць. У рядку, в якому розташований цей місяць, відшукати ту ж букву. У лівій нижній частині, в розділі «числа місяця», знайти потрібне число. Перетин рядка, в якому розташоване це число, зі стовпчиком днів тижня, розташованим над знайденою буквою, і дає шуканий день тижня. При цьому слід розрізняти січень та лютий у простих та високосних роках: вони займають різні положення в графі місяців (для простих років вони позначені «Сп» і «Лп», для високосних — «Св» і «Лв»). Високосні роки виділені напівжирним шрифтом. Рік «00» підкреслений, за старим стилем він завжди високосний, а за новим — лише, якщо число століть ділиться на 4 (такі століття виділені напівжирним шрифтом). | Правила У лівій частині таблиці відшукати рядок, що містить число століть потрібного року за старим або новим стилем, а у верхній частині таблиці — стовпчик з двома останніми цифрами номера року. Запам'ятати букву на перетині рядка та стовпчика, це — вруціліто року. У таблиці з правого боку знайти потрібний місяць. У рядку, в якому розташований цей місяць, відшукати ту ж букву. У лівій нижній частині, в розділі «числа місяця», знайти потрібне число. Перетин рядка, в якому розташоване це число, зі стовпчиком днів тижня, розташованим над знайденою буквою, і дає шуканий день тижня. При цьому слід розрізняти січень та лютий у простих та високосних роках: вони займають різні положення в графі місяців (для простих років вони позначені «Сп» і «Лп», для високосних — «Св» і «Лв»). Високосні роки виділені напівжирним шрифтом. Рік «00» підкреслений, за старим стилем він завжди високосний, а за новим — лише, якщо число століть ділиться на 4 (такі століття виділені напівжирним шрифтом). | Правила У лівій частині таблиці відшукати рядок, що містить число століть потрібного року за старим або новим стилем, а у верхній частині таблиці — стовпчик з двома останніми цифрами номера року. Запам'ятати букву на перетині рядка та стовпчика, це — вруціліто року. У таблиці з правого боку знайти потрібний місяць. У рядку, в якому розташований цей місяць, відшукати ту ж букву. У лівій нижній частині, в розділі «числа місяця», знайти потрібне число. Перетин рядка, в якому розташоване це число, зі стовпчиком днів тижня, розташованим над знайденою буквою, і дає шуканий день тижня. При цьому слід розрізняти січень та лютий у простих та високосних роках: вони займають різні положення в графі місяців (для простих років вони позначені «Сп» і «Лп», для високосних — «Св» і «Лв»). Високосні роки виділені напівжирним шрифтом. Рік «00» підкреслений, за старим стилем він завжди високосний, а за новим — лише, якщо число століть ділиться на 4 (такі століття виділені напівжирним шрифтом). | Правила У лівій частині таблиці відшукати рядок, що містить число століть потрібного року за старим або новим стилем, а у верхній частині таблиці — стовпчик з двома останніми цифрами номера року. Запам'ятати букву на перетині рядка та стовпчика, це — вруціліто року. У таблиці з правого боку знайти потрібний місяць. У рядку, в якому розташований цей місяць, відшукати ту ж букву. У лівій нижній частині, в розділі «числа місяця», знайти потрібне число. Перетин рядка, в якому розташоване це число, зі стовпчиком днів тижня, розташованим над знайденою буквою, і дає шуканий день тижня. При цьому слід розрізняти січень та лютий у простих та високосних роках: вони займають різні положення в графі місяців (для простих років вони позначені «Сп» і «Лп», для високосних — «Св» і «Лв»). Високосні роки виділені напівжирним шрифтом. Рік «00» підкреслений, за старим стилем він завжди високосний, а за новим — лише, якщо число століть ділиться на 4 (такі століття виділені напівжирним шрифтом). |                    | 68                 | 69                 | 70                 | 71                 |                    | 72                 | Приклад 1 Визначити, на який день тижня припадає 31 березня 2006 року Ліворуч в колонці нового стилю знаходимо число «20», зверху — число «06». На перетині рядка та стовпчика стоїть буква «Ѕ». Знаходимо цю саму букву в рядку, в якій стоїть позначення «Березень». Внизу під нею розташований стовпчик з днями тижня, що відповідає березню, числа якого ліворуч. Отже, 31 Березня 2006 року припадає на п'ятницю. Приклад 2 Визначити, на який день тижня припадає 1 січня 45 р. до н.е. е. Насамперед знаходимо число року астрономічного рахунку: «-44». Далі представляємо його у вигляді «-100+56». На перетині стовпчика «56» з рядком «-1» знаходимо вруціліто «Е». Рік 45 до н. е. був високосним. Тому в правій частині таблиці «місяці» знаходимо «Св» і навпроти числа «1» в колонці, що відповідає вруціліто «Е», знаходимо день — п'ятницю. Приклад 3 1 січня 1900 ст. ст. Рік високосний, вруціліто «Ѕ» («00» підкреслено). Місяць — «Сч». Субота. Приклад 4 1 січня 1900 н. ст. Рік простий, вруціліто «З» («00» підкреслено). Місяць — «Сп». Понеділок. | Приклад 1 Визначити, на який день тижня припадає 31 березня 2006 року Ліворуч в колонці нового стилю знаходимо число «20», зверху — число «06». На перетині рядка та стовпчика стоїть буква «Ѕ». Знаходимо цю саму букву в рядку, в якій стоїть позначення «Березень». Внизу під нею розташований стовпчик з днями тижня, що відповідає березню, числа якого ліворуч. Отже, 31 Березня 2006 року припадає на п'ятницю. Приклад 2 Визначити, на який день тижня припадає 1 січня 45 р. до н.е. е. Насамперед знаходимо число року астрономічного рахунку: «-44». Далі представляємо його у вигляді «-100+56». На перетині стовпчика «56» з рядком «-1» знаходимо вруціліто «Е». Рік 45 до н. е. був високосним. Тому в правій частині таблиці «місяці» знаходимо «Св» і навпроти числа «1» в колонці, що відповідає вруціліто «Е», знаходимо день — п'ятницю. Приклад 3 1 січня 1900 ст. ст. Рік високосний, вруціліто «Ѕ» («00» підкреслено). Місяць — «Сч». Субота. Приклад 4 1 січня 1900 н. ст. Рік простий, вруціліто «З» («00» підкреслено). Місяць — «Сп». Понеділок. | Приклад 1 Визначити, на який день тижня припадає 31 березня 2006 року Ліворуч в колонці нового стилю знаходимо число «20», зверху — число «06». На перетині рядка та стовпчика стоїть буква «Ѕ». Знаходимо цю саму букву в рядку, в якій стоїть позначення «Березень». Внизу під нею розташований стовпчик з днями тижня, що відповідає березню, числа якого ліворуч. Отже, 31 Березня 2006 року припадає на п'ятницю. Приклад 2 Визначити, на який день тижня припадає 1 січня 45 р. до н.е. е. Насамперед знаходимо число року астрономічного рахунку: «-44». Далі представляємо його у вигляді «-100+56». На перетині стовпчика «56» з рядком «-1» знаходимо вруціліто «Е». Рік 45 до н. е. був високосним. Тому в правій частині таблиці «місяці» знаходимо «Св» і навпроти числа «1» в колонці, що відповідає вруціліто «Е», знаходимо день — п'ятницю. Приклад 3 1 січня 1900 ст. ст. Рік високосний, вруціліто «Ѕ» («00» підкреслено). Місяць — «Сч». Субота. Приклад 4 1 січня 1900 н. ст. Рік простий, вруціліто «З» («00» підкреслено). Місяць — «Сп». Понеділок. | Приклад 1 Визначити, на який день тижня припадає 31 березня 2006 року Ліворуч в колонці нового стилю знаходимо число «20», зверху — число «06». На перетині рядка та стовпчика стоїть буква «Ѕ». Знаходимо цю саму букву в рядку, в якій стоїть позначення «Березень». Внизу під нею розташований стовпчик з днями тижня, що відповідає березню, числа якого ліворуч. Отже, 31 Березня 2006 року припадає на п'ятницю. Приклад 2 Визначити, на який день тижня припадає 1 січня 45 р. до н.е. е. Насамперед знаходимо число року астрономічного рахунку: «-44». Далі представляємо його у вигляді «-100+56». На перетині стовпчика «56» з рядком «-1» знаходимо вруціліто «Е». Рік 45 до н. е. був високосним. Тому в правій частині таблиці «місяці» знаходимо «Св» і навпроти числа «1» в колонці, що відповідає вруціліто «Е», знаходимо день — п'ятницю. Приклад 3 1 січня 1900 ст. ст. Рік високосний, вруціліто «Ѕ» («00» підкреслено). Місяць — «Сч». Субота. Приклад 4 1 січня 1900 н. ст. Рік простий, вруціліто «З» («00» підкреслено). Місяць — «Сп». Понеділок. | Приклад 1 Визначити, на який день тижня припадає 31 березня 2006 року Ліворуч в колонці нового стилю знаходимо число «20», зверху — число «06». На перетині рядка та стовпчика стоїть буква «Ѕ». Знаходимо цю саму букву в рядку, в якій стоїть позначення «Березень». Внизу під нею розташований стовпчик з днями тижня, що відповідає березню, числа якого ліворуч. Отже, 31 Березня 2006 року припадає на п'ятницю. Приклад 2 Визначити, на який день тижня припадає 1 січня 45 р. до н.е. е. Насамперед знаходимо число року астрономічного рахунку: «-44». Далі представляємо його у вигляді «-100+56». На перетині стовпчика «56» з рядком «-1» знаходимо вруціліто «Е». Рік 45 до н. е. був високосним. Тому в правій частині таблиці «місяці» знаходимо «Св» і навпроти числа «1» в колонці, що відповідає вруціліто «Е», знаходимо день — п'ятницю. Приклад 3 1 січня 1900 ст. ст. Рік високосний, вруціліто «Ѕ» («00» підкреслено). Місяць — «Сч». Субота. Приклад 4 1 січня 1900 н. ст. Рік простий, вруціліто «З» («00» підкреслено). Місяць — «Сп». Понеділок. | Приклад 1 Визначити, на який день тижня припадає 31 березня 2006 року Ліворуч в колонці нового стилю знаходимо число «20», зверху — число «06». На перетині рядка та стовпчика стоїть буква «Ѕ». Знаходимо цю саму букву в рядку, в якій стоїть позначення «Березень». Внизу під нею розташований стовпчик з днями тижня, що відповідає березню, числа якого ліворуч. Отже, 31 Березня 2006 року припадає на п'ятницю. Приклад 2 Визначити, на який день тижня припадає 1 січня 45 р. до н.е. е. Насамперед знаходимо число року астрономічного рахунку: «-44». Далі представляємо його у вигляді «-100+56». На перетині стовпчика «56» з рядком «-1» знаходимо вруціліто «Е». Рік 45 до н. е. був високосним. Тому в правій частині таблиці «місяці» знаходимо «Св» і навпроти числа «1» в колонці, що відповідає вруціліто «Е», знаходимо день — п'ятницю. Приклад 3 1 січня 1900 ст. ст. Рік високосний, вруціліто «Ѕ» («00» підкреслено). Місяць — «Сч». Субота. Приклад 4 1 січня 1900 н. ст. Рік простий, вруціліто «З» («00» підкреслено). Місяць — «Сп». Понеділок. |
| Правила У лівій частині таблиці відшукати рядок, що містить число століть потрібного року за старим або новим стилем, а у верхній частині таблиці — стовпчик з двома останніми цифрами номера року. Запам'ятати букву на перетині рядка та стовпчика, це — вруціліто року. У таблиці з правого боку знайти потрібний місяць. У рядку, в якому розташований цей місяць, відшукати ту ж букву. У лівій нижній частині, в розділі «числа місяця», знайти потрібне число. Перетин рядка, в якому розташоване це число, зі стовпчиком днів тижня, розташованим над знайденою буквою, і дає шуканий день тижня. При цьому слід розрізняти січень та лютий у простих та високосних роках: вони займають різні положення в графі місяців (для простих років вони позначені «Сп» і «Лп», для високосних — «Св» і «Лв»). Високосні роки виділені напівжирним шрифтом. Рік «00» підкреслений, за старим стилем він завжди високосний, а за новим — лише, якщо число століть ділиться на 4 (такі століття виділені напівжирним шрифтом). | Правила У лівій частині таблиці відшукати рядок, що містить число століть потрібного року за старим або новим стилем, а у верхній частині таблиці — стовпчик з двома останніми цифрами номера року. Запам'ятати букву на перетині рядка та стовпчика, це — вруціліто року. У таблиці з правого боку знайти потрібний місяць. У рядку, в якому розташований цей місяць, відшукати ту ж букву. У лівій нижній частині, в розділі «числа місяця», знайти потрібне число. Перетин рядка, в якому розташоване це число, зі стовпчиком днів тижня, розташованим над знайденою буквою, і дає шуканий день тижня. При цьому слід розрізняти січень та лютий у простих та високосних роках: вони займають різні положення в графі місяців (для простих років вони позначені «Сп» і «Лп», для високосних — «Св» і «Лв»). Високосні роки виділені напівжирним шрифтом. Рік «00» підкреслений, за старим стилем він завжди високосний, а за новим — лише, якщо число століть ділиться на 4 (такі століття виділені напівжирним шрифтом). | Правила У лівій частині таблиці відшукати рядок, що містить число століть потрібного року за старим або новим стилем, а у верхній частині таблиці — стовпчик з двома останніми цифрами номера року. Запам'ятати букву на перетині рядка та стовпчика, це — вруціліто року. У таблиці з правого боку знайти потрібний місяць. У рядку, в якому розташований цей місяць, відшукати ту ж букву. У лівій нижній частині, в розділі «числа місяця», знайти потрібне число. Перетин рядка, в якому розташоване це число, зі стовпчиком днів тижня, розташованим над знайденою буквою, і дає шуканий день тижня. При цьому слід розрізняти січень та лютий у простих та високосних роках: вони займають різні положення в графі місяців (для простих років вони позначені «Сп» і «Лп», для високосних — «Св» і «Лв»). Високосні роки виділені напівжирним шрифтом. Рік «00» підкреслений, за старим стилем він завжди високосний, а за новим — лише, якщо число століть ділиться на 4 (такі століття виділені напівжирним шрифтом). | Правила У лівій частині таблиці відшукати рядок, що містить число століть потрібного року за старим або новим стилем, а у верхній частині таблиці — стовпчик з двома останніми цифрами номера року. Запам'ятати букву на перетині рядка та стовпчика, це — вруціліто року. У таблиці з правого боку знайти потрібний місяць. У рядку, в якому розташований цей місяць, відшукати ту ж букву. У лівій нижній частині, в розділі «числа місяця», знайти потрібне число. Перетин рядка, в якому розташоване це число, зі стовпчиком днів тижня, розташованим над знайденою буквою, і дає шуканий день тижня. При цьому слід розрізняти січень та лютий у простих та високосних роках: вони займають різні положення в графі місяців (для простих років вони позначені «Сп» і «Лп», для високосних — «Св» і «Лв»). Високосні роки виділені напівжирним шрифтом. Рік «00» підкреслений, за старим стилем він завжди високосний, а за новим — лише, якщо число століть ділиться на 4 (такі століття виділені напівжирним шрифтом). | Правила У лівій частині таблиці відшукати рядок, що містить число століть потрібного року за старим або новим стилем, а у верхній частині таблиці — стовпчик з двома останніми цифрами номера року. Запам'ятати букву на перетині рядка та стовпчика, це — вруціліто року. У таблиці з правого боку знайти потрібний місяць. У рядку, в якому розташований цей місяць, відшукати ту ж букву. У лівій нижній частині, в розділі «числа місяця», знайти потрібне число. Перетин рядка, в якому розташоване це число, зі стовпчиком днів тижня, розташованим над знайденою буквою, і дає шуканий день тижня. При цьому слід розрізняти січень та лютий у простих та високосних роках: вони займають різні положення в графі місяців (для простих років вони позначені «Сп» і «Лп», для високосних — «Св» і «Лв»). Високосні роки виділені напівжирним шрифтом. Рік «00» підкреслений, за старим стилем він завжди високосний, а за новим — лише, якщо число століть ділиться на 4 (такі століття виділені напівжирним шрифтом). | Правила У лівій частині таблиці відшукати рядок, що містить число століть потрібного року за старим або новим стилем, а у верхній частині таблиці — стовпчик з двома останніми цифрами номера року. Запам'ятати букву на перетині рядка та стовпчика, це — вруціліто року. У таблиці з правого боку знайти потрібний місяць. У рядку, в якому розташований цей місяць, відшукати ту ж букву. У лівій нижній частині, в розділі «числа місяця», знайти потрібне число. Перетин рядка, в якому розташоване це число, зі стовпчиком днів тижня, розташованим над знайденою буквою, і дає шуканий день тижня. При цьому слід розрізняти січень та лютий у простих та високосних роках: вони займають різні положення в графі місяців (для простих років вони позначені «Сп» і «Лп», для високосних — «Св» і «Лв»). Високосні роки виділені напівжирним шрифтом. Рік «00» підкреслений, за старим стилем він завжди високосний, а за новим — лише, якщо число століть ділиться на 4 (такі століття виділені напівжирним шрифтом). | Правила У лівій частині таблиці відшукати рядок, що містить число століть потрібного року за старим або новим стилем, а у верхній частині таблиці — стовпчик з двома останніми цифрами номера року. Запам'ятати букву на перетині рядка та стовпчика, це — вруціліто року. У таблиці з правого боку знайти потрібний місяць. У рядку, в якому розташований цей місяць, відшукати ту ж букву. У лівій нижній частині, в розділі «числа місяця», знайти потрібне число. Перетин рядка, в якому розташоване це число, зі стовпчиком днів тижня, розташованим над знайденою буквою, і дає шуканий день тижня. При цьому слід розрізняти січень та лютий у простих та високосних роках: вони займають різні положення в графі місяців (для простих років вони позначені «Сп» і «Лп», для високосних — «Св» і «Лв»). Високосні роки виділені напівжирним шрифтом. Рік «00» підкреслений, за старим стилем він завжди високосний, а за новим — лише, якщо число століть ділиться на 4 (такі століття виділені напівжирним шрифтом). | 73                 | 74                 | 75                 |                    | 76                 | 77                 | 78                 | Приклад 1 Визначити, на який день тижня припадає 31 березня 2006 року Ліворуч в колонці нового стилю знаходимо число «20», зверху — число «06». На перетині рядка та стовпчика стоїть буква «Ѕ». Знаходимо цю саму букву в рядку, в якій стоїть позначення «Березень». Внизу під нею розташований стовпчик з днями тижня, що відповідає березню, числа якого ліворуч. Отже, 31 Березня 2006 року припадає на п'ятницю. Приклад 2 Визначити, на який день тижня припадає 1 січня 45 р. до н.е. е. Насамперед знаходимо число року астрономічного рахунку: «-44». Далі представляємо його у вигляді «-100+56». На перетині стовпчика «56» з рядком «-1» знаходимо вруціліто «Е». Рік 45 до н. е. був високосним. Тому в правій частині таблиці «місяці» знаходимо «Св» і навпроти числа «1» в колонці, що відповідає вруціліто «Е», знаходимо день — п'ятницю. Приклад 3 1 січня 1900 ст. ст. Рік високосний, вруціліто «Ѕ» («00» підкреслено). Місяць — «Сч». Субота. Приклад 4 1 січня 1900 н. ст. Рік простий, вруціліто «З» («00» підкреслено). Місяць — «Сп». Понеділок. | Приклад 1 Визначити, на який день тижня припадає 31 березня 2006 року Ліворуч в колонці нового стилю знаходимо число «20», зверху — число «06». На перетині рядка та стовпчика стоїть буква «Ѕ». Знаходимо цю саму букву в рядку, в якій стоїть позначення «Березень». Внизу під нею розташований стовпчик з днями тижня, що відповідає березню, числа якого ліворуч. Отже, 31 Березня 2006 року припадає на п'ятницю. Приклад 2 Визначити, на який день тижня припадає 1 січня 45 р. до н.е. е. Насамперед знаходимо число року астрономічного рахунку: «-44». Далі представляємо його у вигляді «-100+56». На перетині стовпчика «56» з рядком «-1» знаходимо вруціліто «Е». Рік 45 до н. е. був високосним. Тому в правій частині таблиці «місяці» знаходимо «Св» і навпроти числа «1» в колонці, що відповідає вруціліто «Е», знаходимо день — п'ятницю. Приклад 3 1 січня 1900 ст. ст. Рік високосний, вруціліто «Ѕ» («00» підкреслено). Місяць — «Сч». Субота. Приклад 4 1 січня 1900 н. ст. Рік простий, вруціліто «З» («00» підкреслено). Місяць — «Сп». Понеділок. | Приклад 1 Визначити, на який день тижня припадає 31 березня 2006 року Ліворуч в колонці нового стилю знаходимо число «20», зверху — число «06». На перетині рядка та стовпчика стоїть буква «Ѕ». Знаходимо цю саму букву в рядку, в якій стоїть позначення «Березень». Внизу під нею розташований стовпчик з днями тижня, що відповідає березню, числа якого ліворуч. Отже, 31 Березня 2006 року припадає на п'ятницю. Приклад 2 Визначити, на який день тижня припадає 1 січня 45 р. до н.е. е. Насамперед знаходимо число року астрономічного рахунку: «-44». Далі представляємо його у вигляді «-100+56». На перетині стовпчика «56» з рядком «-1» знаходимо вруціліто «Е». Рік 45 до н. е. був високосним. Тому в правій частині таблиці «місяці» знаходимо «Св» і навпроти числа «1» в колонці, що відповідає вруціліто «Е», знаходимо день — п'ятницю. Приклад 3 1 січня 1900 ст. ст. Рік високосний, вруціліто «Ѕ» («00» підкреслено). Місяць — «Сч». Субота. Приклад 4 1 січня 1900 н. ст. Рік простий, вруціліто «З» («00» підкреслено). Місяць — «Сп». Понеділок. | Приклад 1 Визначити, на який день тижня припадає 31 березня 2006 року Ліворуч в колонці нового стилю знаходимо число «20», зверху — число «06». На перетині рядка та стовпчика стоїть буква «Ѕ». Знаходимо цю саму букву в рядку, в якій стоїть позначення «Березень». Внизу під нею розташований стовпчик з днями тижня, що відповідає березню, числа якого ліворуч. Отже, 31 Березня 2006 року припадає на п'ятницю. Приклад 2 Визначити, на який день тижня припадає 1 січня 45 р. до н.е. е. Насамперед знаходимо число року астрономічного рахунку: «-44». Далі представляємо його у вигляді «-100+56». На перетині стовпчика «56» з рядком «-1» знаходимо вруціліто «Е». Рік 45 до н. е. був високосним. Тому в правій частині таблиці «місяці» знаходимо «Св» і навпроти числа «1» в колонці, що відповідає вруціліто «Е», знаходимо день — п'ятницю. Приклад 3 1 січня 1900 ст. ст. Рік високосний, вруціліто «Ѕ» («00» підкреслено). Місяць — «Сч». Субота. Приклад 4 1 січня 1900 н. ст. Рік простий, вруціліто «З» («00» підкреслено). Місяць — «Сп». Понеділок. | Приклад 1 Визначити, на який день тижня припадає 31 березня 2006 року Ліворуч в колонці нового стилю знаходимо число «20», зверху — число «06». На перетині рядка та стовпчика стоїть буква «Ѕ». Знаходимо цю саму букву в рядку, в якій стоїть позначення «Березень». Внизу під нею розташований стовпчик з днями тижня, що відповідає березню, числа якого ліворуч. Отже, 31 Березня 2006 року припадає на п'ятницю. Приклад 2 Визначити, на який день тижня припадає 1 січня 45 р. до н.е. е. Насамперед знаходимо число року астрономічного рахунку: «-44». Далі представляємо його у вигляді «-100+56». На перетині стовпчика «56» з рядком «-1» знаходимо вруціліто «Е». Рік 45 до н. е. був високосним. Тому в правій частині таблиці «місяці» знаходимо «Св» і навпроти числа «1» в колонці, що відповідає вруціліто «Е», знаходимо день — п'ятницю. Приклад 3 1 січня 1900 ст. ст. Рік високосний, вруціліто «Ѕ» («00» підкреслено). Місяць — «Сч». Субота. Приклад 4 1 січня 1900 н. ст. Рік простий, вруціліто «З» («00» підкреслено). Місяць — «Сп». Понеділок. | Приклад 1 Визначити, на який день тижня припадає 31 березня 2006 року Ліворуч в колонці нового стилю знаходимо число «20», зверху — число «06». На перетині рядка та стовпчика стоїть буква «Ѕ». Знаходимо цю саму букву в рядку, в якій стоїть позначення «Березень». Внизу під нею розташований стовпчик з днями тижня, що відповідає березню, числа якого ліворуч. Отже, 31 Березня 2006 року припадає на п'ятницю. Приклад 2 Визначити, на який день тижня припадає 1 січня 45 р. до н.е. е. Насамперед знаходимо число року астрономічного рахунку: «-44». Далі представляємо його у вигляді «-100+56». На перетині стовпчика «56» з рядком «-1» знаходимо вруціліто «Е». Рік 45 до н. е. був високосним. Тому в правій частині таблиці «місяці» знаходимо «Св» і навпроти числа «1» в колонці, що відповідає вруціліто «Е», знаходимо день — п'ятницю. Приклад 3 1 січня 1900 ст. ст. Рік високосний, вруціліто «Ѕ» («00» підкреслено). Місяць — «Сч». Субота. Приклад 4 1 січня 1900 н. ст. Рік простий, вруціліто «З» («00» підкреслено). Місяць — «Сп». Понеділок. |
| Правила У лівій частині таблиці відшукати рядок, що містить число століть потрібного року за старим або новим стилем, а у верхній частині таблиці — стовпчик з двома останніми цифрами номера року. Запам'ятати букву на перетині рядка та стовпчика, це — вруціліто року. У таблиці з правого боку знайти потрібний місяць. У рядку, в якому розташований цей місяць, відшукати ту ж букву. У лівій нижній частині, в розділі «числа місяця», знайти потрібне число. Перетин рядка, в якому розташоване це число, зі стовпчиком днів тижня, розташованим над знайденою буквою, і дає шуканий день тижня. При цьому слід розрізняти січень та лютий у простих та високосних роках: вони займають різні положення в графі місяців (для простих років вони позначені «Сп» і «Лп», для високосних — «Св» і «Лв»). Високосні роки виділені напівжирним шрифтом. Рік «00» підкреслений, за старим стилем він завжди високосний, а за новим — лише, якщо число століть ділиться на 4 (такі століття виділені напівжирним шрифтом). | Правила У лівій частині таблиці відшукати рядок, що містить число століть потрібного року за старим або новим стилем, а у верхній частині таблиці — стовпчик з двома останніми цифрами номера року. Запам'ятати букву на перетині рядка та стовпчика, це — вруціліто року. У таблиці з правого боку знайти потрібний місяць. У рядку, в якому розташований цей місяць, відшукати ту ж букву. У лівій нижній частині, в розділі «числа місяця», знайти потрібне число. Перетин рядка, в якому розташоване це число, зі стовпчиком днів тижня, розташованим над знайденою буквою, і дає шуканий день тижня. При цьому слід розрізняти січень та лютий у простих та високосних роках: вони займають різні положення в графі місяців (для простих років вони позначені «Сп» і «Лп», для високосних — «Св» і «Лв»). Високосні роки виділені напівжирним шрифтом. Рік «00» підкреслений, за старим стилем він завжди високосний, а за новим — лише, якщо число століть ділиться на 4 (такі століття виділені напівжирним шрифтом). | Правила У лівій частині таблиці відшукати рядок, що містить число століть потрібного року за старим або новим стилем, а у верхній частині таблиці — стовпчик з двома останніми цифрами номера року. Запам'ятати букву на перетині рядка та стовпчика, це — вруціліто року. У таблиці з правого боку знайти потрібний місяць. У рядку, в якому розташований цей місяць, відшукати ту ж букву. У лівій нижній частині, в розділі «числа місяця», знайти потрібне число. Перетин рядка, в якому розташоване це число, зі стовпчиком днів тижня, розташованим над знайденою буквою, і дає шуканий день тижня. При цьому слід розрізняти січень та лютий у простих та високосних роках: вони займають різні положення в графі місяців (для простих років вони позначені «Сп» і «Лп», для високосних — «Св» і «Лв»). Високосні роки виділені напівжирним шрифтом. Рік «00» підкреслений, за старим стилем він завжди високосний, а за новим — лише, якщо число століть ділиться на 4 (такі століття виділені напівжирним шрифтом). | Правила У лівій частині таблиці відшукати рядок, що містить число століть потрібного року за старим або новим стилем, а у верхній частині таблиці — стовпчик з двома останніми цифрами номера року. Запам'ятати букву на перетині рядка та стовпчика, це — вруціліто року. У таблиці з правого боку знайти потрібний місяць. У рядку, в якому розташований цей місяць, відшукати ту ж букву. У лівій нижній частині, в розділі «числа місяця», знайти потрібне число. Перетин рядка, в якому розташоване це число, зі стовпчиком днів тижня, розташованим над знайденою буквою, і дає шуканий день тижня. При цьому слід розрізняти січень та лютий у простих та високосних роках: вони займають різні положення в графі місяців (для простих років вони позначені «Сп» і «Лп», для високосних — «Св» і «Лв»). Високосні роки виділені напівжирним шрифтом. Рік «00» підкреслений, за старим стилем він завжди високосний, а за новим — лише, якщо число століть ділиться на 4 (такі століття виділені напівжирним шрифтом). | Правила У лівій частині таблиці відшукати рядок, що містить число століть потрібного року за старим або новим стилем, а у верхній частині таблиці — стовпчик з двома останніми цифрами номера року. Запам'ятати букву на перетині рядка та стовпчика, це — вруціліто року. У таблиці з правого боку знайти потрібний місяць. У рядку, в якому розташований цей місяць, відшукати ту ж букву. У лівій нижній частині, в розділі «числа місяця», знайти потрібне число. Перетин рядка, в якому розташоване це число, зі стовпчиком днів тижня, розташованим над знайденою буквою, і дає шуканий день тижня. При цьому слід розрізняти січень та лютий у простих та високосних роках: вони займають різні положення в графі місяців (для простих років вони позначені «Сп» і «Лп», для високосних — «Св» і «Лв»). Високосні роки виділені напівжирним шрифтом. Рік «00» підкреслений, за старим стилем він завжди високосний, а за новим — лише, якщо число століть ділиться на 4 (такі століття виділені напівжирним шрифтом). | Правила У лівій частині таблиці відшукати рядок, що містить число століть потрібного року за старим або новим стилем, а у верхній частині таблиці — стовпчик з двома останніми цифрами номера року. Запам'ятати букву на перетині рядка та стовпчика, це — вруціліто року. У таблиці з правого боку знайти потрібний місяць. У рядку, в якому розташований цей місяць, відшукати ту ж букву. У лівій нижній частині, в розділі «числа місяця», знайти потрібне число. Перетин рядка, в якому розташоване це число, зі стовпчиком днів тижня, розташованим над знайденою буквою, і дає шуканий день тижня. При цьому слід розрізняти січень та лютий у простих та високосних роках: вони займають різні положення в графі місяців (для простих років вони позначені «Сп» і «Лп», для високосних — «Св» і «Лв»). Високосні роки виділені напівжирним шрифтом. Рік «00» підкреслений, за старим стилем він завжди високосний, а за новим — лише, якщо число століть ділиться на 4 (такі століття виділені напівжирним шрифтом). | Правила У лівій частині таблиці відшукати рядок, що містить число століть потрібного року за старим або новим стилем, а у верхній частині таблиці — стовпчик з двома останніми цифрами номера року. Запам'ятати букву на перетині рядка та стовпчика, це — вруціліто року. У таблиці з правого боку знайти потрібний місяць. У рядку, в якому розташований цей місяць, відшукати ту ж букву. У лівій нижній частині, в розділі «числа місяця», знайти потрібне число. Перетин рядка, в якому розташоване це число, зі стовпчиком днів тижня, розташованим над знайденою буквою, і дає шуканий день тижня. При цьому слід розрізняти січень та лютий у простих та високосних роках: вони займають різні положення в графі місяців (для простих років вони позначені «Сп» і «Лп», для високосних — «Св» і «Лв»). Високосні роки виділені напівжирним шрифтом. Рік «00» підкреслений, за старим стилем він завжди високосний, а за новим — лише, якщо число століть ділиться на 4 (такі століття виділені напівжирним шрифтом). | 79                 |                    | 80                 | 81                 | 82                 | 83                 |                    | Приклад 1 Визначити, на який день тижня припадає 31 березня 2006 року Ліворуч в колонці нового стилю знаходимо число «20», зверху — число «06». На перетині рядка та стовпчика стоїть буква «Ѕ». Знаходимо цю саму букву в рядку, в якій стоїть позначення «Березень». Внизу під нею розташований стовпчик з днями тижня, що відповідає березню, числа якого ліворуч. Отже, 31 Березня 2006 року припадає на п'ятницю. Приклад 2 Визначити, на який день тижня припадає 1 січня 45 р. до н.е. е. Насамперед знаходимо число року астрономічного рахунку: «-44». Далі представляємо його у вигляді «-100+56». На перетині стовпчика «56» з рядком «-1» знаходимо вруціліто «Е». Рік 45 до н. е. був високосним. Тому в правій частині таблиці «місяці» знаходимо «Св» і навпроти числа «1» в колонці, що відповідає вруціліто «Е», знаходимо день — п'ятницю. Приклад 3 1 січня 1900 ст. ст. Рік високосний, вруціліто «Ѕ» («00» підкреслено). Місяць — «Сч». Субота. Приклад 4 1 січня 1900 н. ст. Рік простий, вруціліто «З» («00» підкреслено). Місяць — «Сп». Понеділок. | Приклад 1 Визначити, на який день тижня припадає 31 березня 2006 року Ліворуч в колонці нового стилю знаходимо число «20», зверху — число «06». На перетині рядка та стовпчика стоїть буква «Ѕ». Знаходимо цю саму букву в рядку, в якій стоїть позначення «Березень». Внизу під нею розташований стовпчик з днями тижня, що відповідає березню, числа якого ліворуч. Отже, 31 Березня 2006 року припадає на п'ятницю. Приклад 2 Визначити, на який день тижня припадає 1 січня 45 р. до н.е. е. Насамперед знаходимо число року астрономічного рахунку: «-44». Далі представляємо його у вигляді «-100+56». На перетині стовпчика «56» з рядком «-1» знаходимо вруціліто «Е». Рік 45 до н. е. був високосним. Тому в правій частині таблиці «місяці» знаходимо «Св» і навпроти числа «1» в колонці, що відповідає вруціліто «Е», знаходимо день — п'ятницю. Приклад 3 1 січня 1900 ст. ст. Рік високосний, вруціліто «Ѕ» («00» підкреслено). Місяць — «Сч». Субота. Приклад 4 1 січня 1900 н. ст. Рік простий, вруціліто «З» («00» підкреслено). Місяць — «Сп». Понеділок. | Приклад 1 Визначити, на який день тижня припадає 31 березня 2006 року Ліворуч в колонці нового стилю знаходимо число «20», зверху — число «06». На перетині рядка та стовпчика стоїть буква «Ѕ». Знаходимо цю саму букву в рядку, в якій стоїть позначення «Березень». Внизу під нею розташований стовпчик з днями тижня, що відповідає березню, числа якого ліворуч. Отже, 31 Березня 2006 року припадає на п'ятницю. Приклад 2 Визначити, на який день тижня припадає 1 січня 45 р. до н.е. е. Насамперед знаходимо число року астрономічного рахунку: «-44». Далі представляємо його у вигляді «-100+56». На перетині стовпчика «56» з рядком «-1» знаходимо вруціліто «Е». Рік 45 до н. е. був високосним. Тому в правій частині таблиці «місяці» знаходимо «Св» і навпроти числа «1» в колонці, що відповідає вруціліто «Е», знаходимо день — п'ятницю. Приклад 3 1 січня 1900 ст. ст. Рік високосний, вруціліто «Ѕ» («00» підкреслено). Місяць — «Сч». Субота. Приклад 4 1 січня 1900 н. ст. Рік простий, вруціліто «З» («00» підкреслено). Місяць — «Сп». Понеділок. | Приклад 1 Визначити, на який день тижня припадає 31 березня 2006 року Ліворуч в колонці нового стилю знаходимо число «20», зверху — число «06». На перетині рядка та стовпчика стоїть буква «Ѕ». Знаходимо цю саму букву в рядку, в якій стоїть позначення «Березень». Внизу під нею розташований стовпчик з днями тижня, що відповідає березню, числа якого ліворуч. Отже, 31 Березня 2006 року припадає на п'ятницю. Приклад 2 Визначити, на який день тижня припадає 1 січня 45 р. до н.е. е. Насамперед знаходимо число року астрономічного рахунку: «-44». Далі представляємо його у вигляді «-100+56». На перетині стовпчика «56» з рядком «-1» знаходимо вруціліто «Е». Рік 45 до н. е. був високосним. Тому в правій частині таблиці «місяці» знаходимо «Св» і навпроти числа «1» в колонці, що відповідає вруціліто «Е», знаходимо день — п'ятницю. Приклад 3 1 січня 1900 ст. ст. Рік високосний, вруціліто «Ѕ» («00» підкреслено). Місяць — «Сч». Субота. Приклад 4 1 січня 1900 н. ст. Рік простий, вруціліто «З» («00» підкреслено). Місяць — «Сп». Понеділок. | Приклад 1 Визначити, на який день тижня припадає 31 березня 2006 року Ліворуч в колонці нового стилю знаходимо число «20», зверху — число «06». На перетині рядка та стовпчика стоїть буква «Ѕ». Знаходимо цю саму букву в рядку, в якій стоїть позначення «Березень». Внизу під нею розташований стовпчик з днями тижня, що відповідає березню, числа якого ліворуч. Отже, 31 Березня 2006 року припадає на п'ятницю. Приклад 2 Визначити, на який день тижня припадає 1 січня 45 р. до н.е. е. Насамперед знаходимо число року астрономічного рахунку: «-44». Далі представляємо його у вигляді «-100+56». На перетині стовпчика «56» з рядком «-1» знаходимо вруціліто «Е». Рік 45 до н. е. був високосним. Тому в правій частині таблиці «місяці» знаходимо «Св» і навпроти числа «1» в колонці, що відповідає вруціліто «Е», знаходимо день — п'ятницю. Приклад 3 1 січня 1900 ст. ст. Рік високосний, вруціліто «Ѕ» («00» підкреслено). Місяць — «Сч». Субота. Приклад 4 1 січня 1900 н. ст. Рік простий, вруціліто «З» («00» підкреслено). Місяць — «Сп». Понеділок. | Приклад 1 Визначити, на який день тижня припадає 31 березня 2006 року Ліворуч в колонці нового стилю знаходимо число «20», зверху — число «06». На перетині рядка та стовпчика стоїть буква «Ѕ». Знаходимо цю саму букву в рядку, в якій стоїть позначення «Березень». Внизу під нею розташований стовпчик з днями тижня, що відповідає березню, числа якого ліворуч. Отже, 31 Березня 2006 року припадає на п'ятницю. Приклад 2 Визначити, на який день тижня припадає 1 січня 45 р. до н.е. е. Насамперед знаходимо число року астрономічного рахунку: «-44». Далі представляємо його у вигляді «-100+56». На перетині стовпчика «56» з рядком «-1» знаходимо вруціліто «Е». Рік 45 до н. е. був високосним. Тому в правій частині таблиці «місяці» знаходимо «Св» і навпроти числа «1» в колонці, що відповідає вруціліто «Е», знаходимо день — п'ятницю. Приклад 3 1 січня 1900 ст. ст. Рік високосний, вруціліто «Ѕ» («00» підкреслено). Місяць — «Сч». Субота. Приклад 4 1 січня 1900 н. ст. Рік простий, вруціліто «З» («00» підкреслено). Місяць — «Сп». Понеділок. |
| Правила У лівій частині таблиці відшукати рядок, що містить число століть потрібного року за старим або новим стилем, а у верхній частині таблиці — стовпчик з двома останніми цифрами номера року. Запам'ятати букву на перетині рядка та стовпчика, це — вруціліто року. У таблиці з правого боку знайти потрібний місяць. У рядку, в якому розташований цей місяць, відшукати ту ж букву. У лівій нижній частині, в розділі «числа місяця», знайти потрібне число. Перетин рядка, в якому розташоване це число, зі стовпчиком днів тижня, розташованим над знайденою буквою, і дає шуканий день тижня. При цьому слід розрізняти січень та лютий у простих та високосних роках: вони займають різні положення в графі місяців (для простих років вони позначені «Сп» і «Лп», для високосних — «Св» і «Лв»). Високосні роки виділені напівжирним шрифтом. Рік «00» підкреслений, за старим стилем він завжди високосний, а за новим — лише, якщо число століть ділиться на 4 (такі століття виділені напівжирним шрифтом). | Правила У лівій частині таблиці відшукати рядок, що містить число століть потрібного року за старим або новим стилем, а у верхній частині таблиці — стовпчик з двома останніми цифрами номера року. Запам'ятати букву на перетині рядка та стовпчика, це — вруціліто року. У таблиці з правого боку знайти потрібний місяць. У рядку, в якому розташований цей місяць, відшукати ту ж букву. У лівій нижній частині, в розділі «числа місяця», знайти потрібне число. Перетин рядка, в якому розташоване це число, зі стовпчиком днів тижня, розташованим над знайденою буквою, і дає шуканий день тижня. При цьому слід розрізняти січень та лютий у простих та високосних роках: вони займають різні положення в графі місяців (для простих років вони позначені «Сп» і «Лп», для високосних — «Св» і «Лв»). Високосні роки виділені напівжирним шрифтом. Рік «00» підкреслений, за старим стилем він завжди високосний, а за новим — лише, якщо число століть ділиться на 4 (такі століття виділені напівжирним шрифтом). | Правила У лівій частині таблиці відшукати рядок, що містить число століть потрібного року за старим або новим стилем, а у верхній частині таблиці — стовпчик з двома останніми цифрами номера року. Запам'ятати букву на перетині рядка та стовпчика, це — вруціліто року. У таблиці з правого боку знайти потрібний місяць. У рядку, в якому розташований цей місяць, відшукати ту ж букву. У лівій нижній частині, в розділі «числа місяця», знайти потрібне число. Перетин рядка, в якому розташоване це число, зі стовпчиком днів тижня, розташованим над знайденою буквою, і дає шуканий день тижня. При цьому слід розрізняти січень та лютий у простих та високосних роках: вони займають різні положення в графі місяців (для простих років вони позначені «Сп» і «Лп», для високосних — «Св» і «Лв»). Високосні роки виділені напівжирним шрифтом. Рік «00» підкреслений, за старим стилем він завжди високосний, а за новим — лише, якщо число століть ділиться на 4 (такі століття виділені напівжирним шрифтом). | Правила У лівій частині таблиці відшукати рядок, що містить число століть потрібного року за старим або новим стилем, а у верхній частині таблиці — стовпчик з двома останніми цифрами номера року. Запам'ятати букву на перетині рядка та стовпчика, це — вруціліто року. У таблиці з правого боку знайти потрібний місяць. У рядку, в якому розташований цей місяць, відшукати ту ж букву. У лівій нижній частині, в розділі «числа місяця», знайти потрібне число. Перетин рядка, в якому розташоване це число, зі стовпчиком днів тижня, розташованим над знайденою буквою, і дає шуканий день тижня. При цьому слід розрізняти січень та лютий у простих та високосних роках: вони займають різні положення в графі місяців (для простих років вони позначені «Сп» і «Лп», для високосних — «Св» і «Лв»). Високосні роки виділені напівжирним шрифтом. Рік «00» підкреслений, за старим стилем він завжди високосний, а за новим — лише, якщо число століть ділиться на 4 (такі століття виділені напівжирним шрифтом). | Правила У лівій частині таблиці відшукати рядок, що містить число століть потрібного року за старим або новим стилем, а у верхній частині таблиці — стовпчик з двома останніми цифрами номера року. Запам'ятати букву на перетині рядка та стовпчика, це — вруціліто року. У таблиці з правого боку знайти потрібний місяць. У рядку, в якому розташований цей місяць, відшукати ту ж букву. У лівій нижній частині, в розділі «числа місяця», знайти потрібне число. Перетин рядка, в якому розташоване це число, зі стовпчиком днів тижня, розташованим над знайденою буквою, і дає шуканий день тижня. При цьому слід розрізняти січень та лютий у простих та високосних роках: вони займають різні положення в графі місяців (для простих років вони позначені «Сп» і «Лп», для високосних — «Св» і «Лв»). Високосні роки виділені напівжирним шрифтом. Рік «00» підкреслений, за старим стилем він завжди високосний, а за новим — лише, якщо число століть ділиться на 4 (такі століття виділені напівжирним шрифтом). | Правила У лівій частині таблиці відшукати рядок, що містить число століть потрібного року за старим або новим стилем, а у верхній частині таблиці — стовпчик з двома останніми цифрами номера року. Запам'ятати букву на перетині рядка та стовпчика, це — вруціліто року. У таблиці з правого боку знайти потрібний місяць. У рядку, в якому розташований цей місяць, відшукати ту ж букву. У лівій нижній частині, в розділі «числа місяця», знайти потрібне число. Перетин рядка, в якому розташоване це число, зі стовпчиком днів тижня, розташованим над знайденою буквою, і дає шуканий день тижня. При цьому слід розрізняти січень та лютий у простих та високосних роках: вони займають різні положення в графі місяців (для простих років вони позначені «Сп» і «Лп», для високосних — «Св» і «Лв»). Високосні роки виділені напівжирним шрифтом. Рік «00» підкреслений, за старим стилем він завжди високосний, а за новим — лише, якщо число століть ділиться на 4 (такі століття виділені напівжирним шрифтом). | Правила У лівій частині таблиці відшукати рядок, що містить число століть потрібного року за старим або новим стилем, а у верхній частині таблиці — стовпчик з двома останніми цифрами номера року. Запам'ятати букву на перетині рядка та стовпчика, це — вруціліто року. У таблиці з правого боку знайти потрібний місяць. У рядку, в якому розташований цей місяць, відшукати ту ж букву. У лівій нижній частині, в розділі «числа місяця», знайти потрібне число. Перетин рядка, в якому розташоване це число, зі стовпчиком днів тижня, розташованим над знайденою буквою, і дає шуканий день тижня. При цьому слід розрізняти січень та лютий у простих та високосних роках: вони займають різні положення в графі місяців (для простих років вони позначені «Сп» і «Лп», для високосних — «Св» і «Лв»). Високосні роки виділені напівжирним шрифтом. Рік «00» підкреслений, за старим стилем він завжди високосний, а за новим — лише, якщо число століть ділиться на 4 (такі століття виділені напівжирним шрифтом). | 84                 | 85                 | 86                 | 87                 |                    | 88                 | 89                 | Приклад 1 Визначити, на який день тижня припадає 31 березня 2006 року Ліворуч в колонці нового стилю знаходимо число «20», зверху — число «06». На перетині рядка та стовпчика стоїть буква «Ѕ». Знаходимо цю саму букву в рядку, в якій стоїть позначення «Березень». Внизу під нею розташований стовпчик з днями тижня, що відповідає березню, числа якого ліворуч. Отже, 31 Березня 2006 року припадає на п'ятницю. Приклад 2 Визначити, на який день тижня припадає 1 січня 45 р. до н.е. е. Насамперед знаходимо число року астрономічного рахунку: «-44». Далі представляємо його у вигляді «-100+56». На перетині стовпчика «56» з рядком «-1» знаходимо вруціліто «Е». Рік 45 до н. е. був високосним. Тому в правій частині таблиці «місяці» знаходимо «Св» і навпроти числа «1» в колонці, що відповідає вруціліто «Е», знаходимо день — п'ятницю. Приклад 3 1 січня 1900 ст. ст. Рік високосний, вруціліто «Ѕ» («00» підкреслено). Місяць — «Сч». Субота. Приклад 4 1 січня 1900 н. ст. Рік простий, вруціліто «З» («00» підкреслено). Місяць — «Сп». Понеділок. | Приклад 1 Визначити, на який день тижня припадає 31 березня 2006 року Ліворуч в колонці нового стилю знаходимо число «20», зверху — число «06». На перетині рядка та стовпчика стоїть буква «Ѕ». Знаходимо цю саму букву в рядку, в якій стоїть позначення «Березень». Внизу під нею розташований стовпчик з днями тижня, що відповідає березню, числа якого ліворуч. Отже, 31 Березня 2006 року припадає на п'ятницю. Приклад 2 Визначити, на який день тижня припадає 1 січня 45 р. до н.е. е. Насамперед знаходимо число року астрономічного рахунку: «-44». Далі представляємо його у вигляді «-100+56». На перетині стовпчика «56» з рядком «-1» знаходимо вруціліто «Е». Рік 45 до н. е. був високосним. Тому в правій частині таблиці «місяці» знаходимо «Св» і навпроти числа «1» в колонці, що відповідає вруціліто «Е», знаходимо день — п'ятницю. Приклад 3 1 січня 1900 ст. ст. Рік високосний, вруціліто «Ѕ» («00» підкреслено). Місяць — «Сч». Субота. Приклад 4 1 січня 1900 н. ст. Рік простий, вруціліто «З» («00» підкреслено). Місяць — «Сп». Понеділок. | Приклад 1 Визначити, на який день тижня припадає 31 березня 2006 року Ліворуч в колонці нового стилю знаходимо число «20», зверху — число «06». На перетині рядка та стовпчика стоїть буква «Ѕ». Знаходимо цю саму букву в рядку, в якій стоїть позначення «Березень». Внизу під нею розташований стовпчик з днями тижня, що відповідає березню, числа якого ліворуч. Отже, 31 Березня 2006 року припадає на п'ятницю. Приклад 2 Визначити, на який день тижня припадає 1 січня 45 р. до н.е. е. Насамперед знаходимо число року астрономічного рахунку: «-44». Далі представляємо його у вигляді «-100+56». На перетині стовпчика «56» з рядком «-1» знаходимо вруціліто «Е». Рік 45 до н. е. був високосним. Тому в правій частині таблиці «місяці» знаходимо «Св» і навпроти числа «1» в колонці, що відповідає вруціліто «Е», знаходимо день — п'ятницю. Приклад 3 1 січня 1900 ст. ст. Рік високосний, вруціліто «Ѕ» («00» підкреслено). Місяць — «Сч». Субота. Приклад 4 1 січня 1900 н. ст. Рік простий, вруціліто «З» («00» підкреслено). Місяць — «Сп». Понеділок. | Приклад 1 Визначити, на який день тижня припадає 31 березня 2006 року Ліворуч в колонці нового стилю знаходимо число «20», зверху — число «06». На перетині рядка та стовпчика стоїть буква «Ѕ». Знаходимо цю саму букву в рядку, в якій стоїть позначення «Березень». Внизу під нею розташований стовпчик з днями тижня, що відповідає березню, числа якого ліворуч. Отже, 31 Березня 2006 року припадає на п'ятницю. Приклад 2 Визначити, на який день тижня припадає 1 січня 45 р. до н.е. е. Насамперед знаходимо число року астрономічного рахунку: «-44». Далі представляємо його у вигляді «-100+56». На перетині стовпчика «56» з рядком «-1» знаходимо вруціліто «Е». Рік 45 до н. е. був високосним. Тому в правій частині таблиці «місяці» знаходимо «Св» і навпроти числа «1» в колонці, що відповідає вруціліто «Е», знаходимо день — п'ятницю. Приклад 3 1 січня 1900 ст. ст. Рік високосний, вруціліто «Ѕ» («00» підкреслено). Місяць — «Сч». Субота. Приклад 4 1 січня 1900 н. ст. Рік простий, вруціліто «З» («00» підкреслено). Місяць — «Сп». Понеділок. | Приклад 1 Визначити, на який день тижня припадає 31 березня 2006 року Ліворуч в колонці нового стилю знаходимо число «20», зверху — число «06». На перетині рядка та стовпчика стоїть буква «Ѕ». Знаходимо цю саму букву в рядку, в якій стоїть позначення «Березень». Внизу під нею розташований стовпчик з днями тижня, що відповідає березню, числа якого ліворуч. Отже, 31 Березня 2006 року припадає на п'ятницю. Приклад 2 Визначити, на який день тижня припадає 1 січня 45 р. до н.е. е. Насамперед знаходимо число року астрономічного рахунку: «-44». Далі представляємо його у вигляді «-100+56». На перетині стовпчика «56» з рядком «-1» знаходимо вруціліто «Е». Рік 45 до н. е. був високосним. Тому в правій частині таблиці «місяці» знаходимо «Св» і навпроти числа «1» в колонці, що відповідає вруціліто «Е», знаходимо день — п'ятницю. Приклад 3 1 січня 1900 ст. ст. Рік високосний, вруціліто «Ѕ» («00» підкреслено). Місяць — «Сч». Субота. Приклад 4 1 січня 1900 н. ст. Рік простий, вруціліто «З» («00» підкреслено). Місяць — «Сп». Понеділок. | Приклад 1 Визначити, на який день тижня припадає 31 березня 2006 року Ліворуч в колонці нового стилю знаходимо число «20», зверху — число «06». На перетині рядка та стовпчика стоїть буква «Ѕ». Знаходимо цю саму букву в рядку, в якій стоїть позначення «Березень». Внизу під нею розташований стовпчик з днями тижня, що відповідає березню, числа якого ліворуч. Отже, 31 Березня 2006 року припадає на п'ятницю. Приклад 2 Визначити, на який день тижня припадає 1 січня 45 р. до н.е. е. Насамперед знаходимо число року астрономічного рахунку: «-44». Далі представляємо його у вигляді «-100+56». На перетині стовпчика «56» з рядком «-1» знаходимо вруціліто «Е». Рік 45 до н. е. був високосним. Тому в правій частині таблиці «місяці» знаходимо «Св» і навпроти числа «1» в колонці, що відповідає вруціліто «Е», знаходимо день — п'ятницю. Приклад 3 1 січня 1900 ст. ст. Рік високосний, вруціліто «Ѕ» («00» підкреслено). Місяць — «Сч». Субота. Приклад 4 1 січня 1900 н. ст. Рік простий, вруціліто «З» («00» підкреслено). Місяць — «Сп». Понеділок. |
| Правила У лівій частині таблиці відшукати рядок, що містить число століть потрібного року за старим або новим стилем, а у верхній частині таблиці — стовпчик з двома останніми цифрами номера року. Запам'ятати букву на перетині рядка та стовпчика, це — вруціліто року. У таблиці з правого боку знайти потрібний місяць. У рядку, в якому розташований цей місяць, відшукати ту ж букву. У лівій нижній частині, в розділі «числа місяця», знайти потрібне число. Перетин рядка, в якому розташоване це число, зі стовпчиком днів тижня, розташованим над знайденою буквою, і дає шуканий день тижня. При цьому слід розрізняти січень та лютий у простих та високосних роках: вони займають різні положення в графі місяців (для простих років вони позначені «Сп» і «Лп», для високосних — «Св» і «Лв»). Високосні роки виділені напівжирним шрифтом. Рік «00» підкреслений, за старим стилем він завжди високосний, а за новим — лише, якщо число століть ділиться на 4 (такі століття виділені напівжирним шрифтом). | Правила У лівій частині таблиці відшукати рядок, що містить число століть потрібного року за старим або новим стилем, а у верхній частині таблиці — стовпчик з двома останніми цифрами номера року. Запам'ятати букву на перетині рядка та стовпчика, це — вруціліто року. У таблиці з правого боку знайти потрібний місяць. У рядку, в якому розташований цей місяць, відшукати ту ж букву. У лівій нижній частині, в розділі «числа місяця», знайти потрібне число. Перетин рядка, в якому розташоване це число, зі стовпчиком днів тижня, розташованим над знайденою буквою, і дає шуканий день тижня. При цьому слід розрізняти січень та лютий у простих та високосних роках: вони займають різні положення в графі місяців (для простих років вони позначені «Сп» і «Лп», для високосних — «Св» і «Лв»). Високосні роки виділені напівжирним шрифтом. Рік «00» підкреслений, за старим стилем він завжди високосний, а за новим — лише, якщо число століть ділиться на 4 (такі століття виділені напівжирним шрифтом). | Правила У лівій частині таблиці відшукати рядок, що містить число століть потрібного року за старим або новим стилем, а у верхній частині таблиці — стовпчик з двома останніми цифрами номера року. Запам'ятати букву на перетині рядка та стовпчика, це — вруціліто року. У таблиці з правого боку знайти потрібний місяць. У рядку, в якому розташований цей місяць, відшукати ту ж букву. У лівій нижній частині, в розділі «числа місяця», знайти потрібне число. Перетин рядка, в якому розташоване це число, зі стовпчиком днів тижня, розташованим над знайденою буквою, і дає шуканий день тижня. При цьому слід розрізняти січень та лютий у простих та високосних роках: вони займають різні положення в графі місяців (для простих років вони позначені «Сп» і «Лп», для високосних — «Св» і «Лв»). Високосні роки виділені напівжирним шрифтом. Рік «00» підкреслений, за старим стилем він завжди високосний, а за новим — лише, якщо число століть ділиться на 4 (такі століття виділені напівжирним шрифтом). | Правила У лівій частині таблиці відшукати рядок, що містить число століть потрібного року за старим або новим стилем, а у верхній частині таблиці — стовпчик з двома останніми цифрами номера року. Запам'ятати букву на перетині рядка та стовпчика, це — вруціліто року. У таблиці з правого боку знайти потрібний місяць. У рядку, в якому розташований цей місяць, відшукати ту ж букву. У лівій нижній частині, в розділі «числа місяця», знайти потрібне число. Перетин рядка, в якому розташоване це число, зі стовпчиком днів тижня, розташованим над знайденою буквою, і дає шуканий день тижня. При цьому слід розрізняти січень та лютий у простих та високосних роках: вони займають різні положення в графі місяців (для простих років вони позначені «Сп» і «Лп», для високосних — «Св» і «Лв»). Високосні роки виділені напівжирним шрифтом. Рік «00» підкреслений, за старим стилем він завжди високосний, а за новим — лише, якщо число століть ділиться на 4 (такі століття виділені напівжирним шрифтом). | Правила У лівій частині таблиці відшукати рядок, що містить число століть потрібного року за старим або новим стилем, а у верхній частині таблиці — стовпчик з двома останніми цифрами номера року. Запам'ятати букву на перетині рядка та стовпчика, це — вруціліто року. У таблиці з правого боку знайти потрібний місяць. У рядку, в якому розташований цей місяць, відшукати ту ж букву. У лівій нижній частині, в розділі «числа місяця», знайти потрібне число. Перетин рядка, в якому розташоване це число, зі стовпчиком днів тижня, розташованим над знайденою буквою, і дає шуканий день тижня. При цьому слід розрізняти січень та лютий у простих та високосних роках: вони займають різні положення в графі місяців (для простих років вони позначені «Сп» і «Лп», для високосних — «Св» і «Лв»). Високосні роки виділені напівжирним шрифтом. Рік «00» підкреслений, за старим стилем він завжди високосний, а за новим — лише, якщо число століть ділиться на 4 (такі століття виділені напівжирним шрифтом). | Правила У лівій частині таблиці відшукати рядок, що містить число століть потрібного року за старим або новим стилем, а у верхній частині таблиці — стовпчик з двома останніми цифрами номера року. Запам'ятати букву на перетині рядка та стовпчика, це — вруціліто року. У таблиці з правого боку знайти потрібний місяць. У рядку, в якому розташований цей місяць, відшукати ту ж букву. У лівій нижній частині, в розділі «числа місяця», знайти потрібне число. Перетин рядка, в якому розташоване це число, зі стовпчиком днів тижня, розташованим над знайденою буквою, і дає шуканий день тижня. При цьому слід розрізняти січень та лютий у простих та високосних роках: вони займають різні положення в графі місяців (для простих років вони позначені «Сп» і «Лп», для високосних — «Св» і «Лв»). Високосні роки виділені напівжирним шрифтом. Рік «00» підкреслений, за старим стилем він завжди високосний, а за новим — лише, якщо число століть ділиться на 4 (такі століття виділені напівжирним шрифтом). | Правила У лівій частині таблиці відшукати рядок, що містить число століть потрібного року за старим або новим стилем, а у верхній частині таблиці — стовпчик з двома останніми цифрами номера року. Запам'ятати букву на перетині рядка та стовпчика, це — вруціліто року. У таблиці з правого боку знайти потрібний місяць. У рядку, в якому розташований цей місяць, відшукати ту ж букву. У лівій нижній частині, в розділі «числа місяця», знайти потрібне число. Перетин рядка, в якому розташоване це число, зі стовпчиком днів тижня, розташованим над знайденою буквою, і дає шуканий день тижня. При цьому слід розрізняти січень та лютий у простих та високосних роках: вони займають різні положення в графі місяців (для простих років вони позначені «Сп» і «Лп», для високосних — «Св» і «Лв»). Високосні роки виділені напівжирним шрифтом. Рік «00» підкреслений, за старим стилем він завжди високосний, а за новим — лише, якщо число століть ділиться на 4 (такі століття виділені напівжирним шрифтом). | 90                 | 91                 |                    | 92                 | 93                 | 94                 | 95                 | Приклад 1 Визначити, на який день тижня припадає 31 березня 2006 року Ліворуч в колонці нового стилю знаходимо число «20», зверху — число «06». На перетині рядка та стовпчика стоїть буква «Ѕ». Знаходимо цю саму букву в рядку, в якій стоїть позначення «Березень». Внизу під нею розташований стовпчик з днями тижня, що відповідає березню, числа якого ліворуч. Отже, 31 Березня 2006 року припадає на п'ятницю. Приклад 2 Визначити, на який день тижня припадає 1 січня 45 р. до н.е. е. Насамперед знаходимо число року астрономічного рахунку: «-44». Далі представляємо його у вигляді «-100+56». На перетині стовпчика «56» з рядком «-1» знаходимо вруціліто «Е». Рік 45 до н. е. був високосним. Тому в правій частині таблиці «місяці» знаходимо «Св» і навпроти числа «1» в колонці, що відповідає вруціліто «Е», знаходимо день — п'ятницю. Приклад 3 1 січня 1900 ст. ст. Рік високосний, вруціліто «Ѕ» («00» підкреслено). Місяць — «Сч». Субота. Приклад 4 1 січня 1900 н. ст. Рік простий, вруціліто «З» («00» підкреслено). Місяць — «Сп». Понеділок. | Приклад 1 Визначити, на який день тижня припадає 31 березня 2006 року Ліворуч в колонці нового стилю знаходимо число «20», зверху — число «06». На перетині рядка та стовпчика стоїть буква «Ѕ». Знаходимо цю саму букву в рядку, в якій стоїть позначення «Березень». Внизу під нею розташований стовпчик з днями тижня, що відповідає березню, числа якого ліворуч. Отже, 31 Березня 2006 року припадає на п'ятницю. Приклад 2 Визначити, на який день тижня припадає 1 січня 45 р. до н.е. е. Насамперед знаходимо число року астрономічного рахунку: «-44». Далі представляємо його у вигляді «-100+56». На перетині стовпчика «56» з рядком «-1» знаходимо вруціліто «Е». Рік 45 до н. е. був високосним. Тому в правій частині таблиці «місяці» знаходимо «Св» і навпроти числа «1» в колонці, що відповідає вруціліто «Е», знаходимо день — п'ятницю. Приклад 3 1 січня 1900 ст. ст. Рік високосний, вруціліто «Ѕ» («00» підкреслено). Місяць — «Сч». Субота. Приклад 4 1 січня 1900 н. ст. Рік простий, вруціліто «З» («00» підкреслено). Місяць — «Сп». Понеділок. | Приклад 1 Визначити, на який день тижня припадає 31 березня 2006 року Ліворуч в колонці нового стилю знаходимо число «20», зверху — число «06». На перетині рядка та стовпчика стоїть буква «Ѕ». Знаходимо цю саму букву в рядку, в якій стоїть позначення «Березень». Внизу під нею розташований стовпчик з днями тижня, що відповідає березню, числа якого ліворуч. Отже, 31 Березня 2006 року припадає на п'ятницю. Приклад 2 Визначити, на який день тижня припадає 1 січня 45 р. до н.е. е. Насамперед знаходимо число року астрономічного рахунку: «-44». Далі представляємо його у вигляді «-100+56». На перетині стовпчика «56» з рядком «-1» знаходимо вруціліто «Е». Рік 45 до н. е. був високосним. Тому в правій частині таблиці «місяці» знаходимо «Св» і навпроти числа «1» в колонці, що відповідає вруціліто «Е», знаходимо день — п'ятницю. Приклад 3 1 січня 1900 ст. ст. Рік високосний, вруціліто «Ѕ» («00» підкреслено). Місяць — «Сч». Субота. Приклад 4 1 січня 1900 н. ст. Рік простий, вруціліто «З» («00» підкреслено). Місяць — «Сп». Понеділок. | Приклад 1 Визначити, на який день тижня припадає 31 березня 2006 року Ліворуч в колонці нового стилю знаходимо число «20», зверху — число «06». На перетині рядка та стовпчика стоїть буква «Ѕ». Знаходимо цю саму букву в рядку, в якій стоїть позначення «Березень». Внизу під нею розташований стовпчик з днями тижня, що відповідає березню, числа якого ліворуч. Отже, 31 Березня 2006 року припадає на п'ятницю. Приклад 2 Визначити, на який день тижня припадає 1 січня 45 р. до н.е. е. Насамперед знаходимо число року астрономічного рахунку: «-44». Далі представляємо його у вигляді «-100+56». На перетині стовпчика «56» з рядком «-1» знаходимо вруціліто «Е». Рік 45 до н. е. був високосним. Тому в правій частині таблиці «місяці» знаходимо «Св» і навпроти числа «1» в колонці, що відповідає вруціліто «Е», знаходимо день — п'ятницю. Приклад 3 1 січня 1900 ст. ст. Рік високосний, вруціліто «Ѕ» («00» підкреслено). Місяць — «Сч». Субота. Приклад 4 1 січня 1900 н. ст. Рік простий, вруціліто «З» («00» підкреслено). Місяць — «Сп». Понеділок. | Приклад 1 Визначити, на який день тижня припадає 31 березня 2006 року Ліворуч в колонці нового стилю знаходимо число «20», зверху — число «06». На перетині рядка та стовпчика стоїть буква «Ѕ». Знаходимо цю саму букву в рядку, в якій стоїть позначення «Березень». Внизу під нею розташований стовпчик з днями тижня, що відповідає березню, числа якого ліворуч. Отже, 31 Березня 2006 року припадає на п'ятницю. Приклад 2 Визначити, на який день тижня припадає 1 січня 45 р. до н.е. е. Насамперед знаходимо число року астрономічного рахунку: «-44». Далі представляємо його у вигляді «-100+56». На перетині стовпчика «56» з рядком «-1» знаходимо вруціліто «Е». Рік 45 до н. е. був високосним. Тому в правій частині таблиці «місяці» знаходимо «Св» і навпроти числа «1» в колонці, що відповідає вруціліто «Е», знаходимо день — п'ятницю. Приклад 3 1 січня 1900 ст. ст. Рік високосний, вруціліто «Ѕ» («00» підкреслено). Місяць — «Сч». Субота. Приклад 4 1 січня 1900 н. ст. Рік простий, вруціліто «З» («00» підкреслено). Місяць — «Сп». Понеділок. | Приклад 1 Визначити, на який день тижня припадає 31 березня 2006 року Ліворуч в колонці нового стилю знаходимо число «20», зверху — число «06». На перетині рядка та стовпчика стоїть буква «Ѕ». Знаходимо цю саму букву в рядку, в якій стоїть позначення «Березень». Внизу під нею розташований стовпчик з днями тижня, що відповідає березню, числа якого ліворуч. Отже, 31 Березня 2006 року припадає на п'ятницю. Приклад 2 Визначити, на який день тижня припадає 1 січня 45 р. до н.е. е. Насамперед знаходимо число року астрономічного рахунку: «-44». Далі представляємо його у вигляді «-100+56». На перетині стовпчика «56» з рядком «-1» знаходимо вруціліто «Е». Рік 45 до н. е. був високосним. Тому в правій частині таблиці «місяці» знаходимо «Св» і навпроти числа «1» в колонці, що відповідає вруціліто «Е», знаходимо день — п'ятницю. Приклад 3 1 січня 1900 ст. ст. Рік високосний, вруціліто «Ѕ» («00» підкреслено). Місяць — «Сч». Субота. Приклад 4 1 січня 1900 н. ст. Рік простий, вруціліто «З» («00» підкреслено). Місяць — «Сп». Понеділок. |
| Правила У лівій частині таблиці відшукати рядок, що містить число століть потрібного року за старим або новим стилем, а у верхній частині таблиці — стовпчик з двома останніми цифрами номера року. Запам'ятати букву на перетині рядка та стовпчика, це — вруціліто року. У таблиці з правого боку знайти потрібний місяць. У рядку, в якому розташований цей місяць, відшукати ту ж букву. У лівій нижній частині, в розділі «числа місяця», знайти потрібне число. Перетин рядка, в якому розташоване це число, зі стовпчиком днів тижня, розташованим над знайденою буквою, і дає шуканий день тижня. При цьому слід розрізняти січень та лютий у простих та високосних роках: вони займають різні положення в графі місяців (для простих років вони позначені «Сп» і «Лп», для високосних — «Св» і «Лв»). Високосні роки виділені напівжирним шрифтом. Рік «00» підкреслений, за старим стилем він завжди високосний, а за новим — лише, якщо число століть ділиться на 4 (такі століття виділені напівжирним шрифтом). | Правила У лівій частині таблиці відшукати рядок, що містить число століть потрібного року за старим або новим стилем, а у верхній частині таблиці — стовпчик з двома останніми цифрами номера року. Запам'ятати букву на перетині рядка та стовпчика, це — вруціліто року. У таблиці з правого боку знайти потрібний місяць. У рядку, в якому розташований цей місяць, відшукати ту ж букву. У лівій нижній частині, в розділі «числа місяця», знайти потрібне число. Перетин рядка, в якому розташоване це число, зі стовпчиком днів тижня, розташованим над знайденою буквою, і дає шуканий день тижня. При цьому слід розрізняти січень та лютий у простих та високосних роках: вони займають різні положення в графі місяців (для простих років вони позначені «Сп» і «Лп», для високосних — «Св» і «Лв»). Високосні роки виділені напівжирним шрифтом. Рік «00» підкреслений, за старим стилем він завжди високосний, а за новим — лише, якщо число століть ділиться на 4 (такі століття виділені напівжирним шрифтом). | Правила У лівій частині таблиці відшукати рядок, що містить число століть потрібного року за старим або новим стилем, а у верхній частині таблиці — стовпчик з двома останніми цифрами номера року. Запам'ятати букву на перетині рядка та стовпчика, це — вруціліто року. У таблиці з правого боку знайти потрібний місяць. У рядку, в якому розташований цей місяць, відшукати ту ж букву. У лівій нижній частині, в розділі «числа місяця», знайти потрібне число. Перетин рядка, в якому розташоване це число, зі стовпчиком днів тижня, розташованим над знайденою буквою, і дає шуканий день тижня. При цьому слід розрізняти січень та лютий у простих та високосних роках: вони займають різні положення в графі місяців (для простих років вони позначені «Сп» і «Лп», для високосних — «Св» і «Лв»). Високосні роки виділені напівжирним шрифтом. Рік «00» підкреслений, за старим стилем він завжди високосний, а за новим — лише, якщо число століть ділиться на 4 (такі століття виділені напівжирним шрифтом). | Правила У лівій частині таблиці відшукати рядок, що містить число століть потрібного року за старим або новим стилем, а у верхній частині таблиці — стовпчик з двома останніми цифрами номера року. Запам'ятати букву на перетині рядка та стовпчика, це — вруціліто року. У таблиці з правого боку знайти потрібний місяць. У рядку, в якому розташований цей місяць, відшукати ту ж букву. У лівій нижній частині, в розділі «числа місяця», знайти потрібне число. Перетин рядка, в якому розташоване це число, зі стовпчиком днів тижня, розташованим над знайденою буквою, і дає шуканий день тижня. При цьому слід розрізняти січень та лютий у простих та високосних роках: вони займають різні положення в графі місяців (для простих років вони позначені «Сп» і «Лп», для високосних — «Св» і «Лв»). Високосні роки виділені напівжирним шрифтом. Рік «00» підкреслений, за старим стилем він завжди високосний, а за новим — лише, якщо число століть ділиться на 4 (такі століття виділені напівжирним шрифтом). | Правила У лівій частині таблиці відшукати рядок, що містить число століть потрібного року за старим або новим стилем, а у верхній частині таблиці — стовпчик з двома останніми цифрами номера року. Запам'ятати букву на перетині рядка та стовпчика, це — вруціліто року. У таблиці з правого боку знайти потрібний місяць. У рядку, в якому розташований цей місяць, відшукати ту ж букву. У лівій нижній частині, в розділі «числа місяця», знайти потрібне число. Перетин рядка, в якому розташоване це число, зі стовпчиком днів тижня, розташованим над знайденою буквою, і дає шуканий день тижня. При цьому слід розрізняти січень та лютий у простих та високосних роках: вони займають різні положення в графі місяців (для простих років вони позначені «Сп» і «Лп», для високосних — «Св» і «Лв»). Високосні роки виділені напівжирним шрифтом. Рік «00» підкреслений, за старим стилем він завжди високосний, а за новим — лише, якщо число століть ділиться на 4 (такі століття виділені напівжирним шрифтом). | Правила У лівій частині таблиці відшукати рядок, що містить число століть потрібного року за старим або новим стилем, а у верхній частині таблиці — стовпчик з двома останніми цифрами номера року. Запам'ятати букву на перетині рядка та стовпчика, це — вруціліто року. У таблиці з правого боку знайти потрібний місяць. У рядку, в якому розташований цей місяць, відшукати ту ж букву. У лівій нижній частині, в розділі «числа місяця», знайти потрібне число. Перетин рядка, в якому розташоване це число, зі стовпчиком днів тижня, розташованим над знайденою буквою, і дає шуканий день тижня. При цьому слід розрізняти січень та лютий у простих та високосних роках: вони займають різні положення в графі місяців (для простих років вони позначені «Сп» і «Лп», для високосних — «Св» і «Лв»). Високосні роки виділені напівжирним шрифтом. Рік «00» підкреслений, за старим стилем він завжди високосний, а за новим — лише, якщо число століть ділиться на 4 (такі століття виділені напівжирним шрифтом). | Правила У лівій частині таблиці відшукати рядок, що містить число століть потрібного року за старим або новим стилем, а у верхній частині таблиці — стовпчик з двома останніми цифрами номера року. Запам'ятати букву на перетині рядка та стовпчика, це — вруціліто року. У таблиці з правого боку знайти потрібний місяць. У рядку, в якому розташований цей місяць, відшукати ту ж букву. У лівій нижній частині, в розділі «числа місяця», знайти потрібне число. Перетин рядка, в якому розташоване це число, зі стовпчиком днів тижня, розташованим над знайденою буквою, і дає шуканий день тижня. При цьому слід розрізняти січень та лютий у простих та високосних роках: вони займають різні положення в графі місяців (для простих років вони позначені «Сп» і «Лп», для високосних — «Св» і «Лв»). Високосні роки виділені напівжирним шрифтом. Рік «00» підкреслений, за старим стилем він завжди високосний, а за новим — лише, якщо число століть ділиться на 4 (такі століття виділені напівжирним шрифтом). |                    | 96                 | 97                 | 98                 | 99                 |                    |                    | Приклад 1 Визначити, на який день тижня припадає 31 березня 2006 року Ліворуч в колонці нового стилю знаходимо число «20», зверху — число «06». На перетині рядка та стовпчика стоїть буква «Ѕ». Знаходимо цю саму букву в рядку, в якій стоїть позначення «Березень». Внизу під нею розташований стовпчик з днями тижня, що відповідає березню, числа якого ліворуч. Отже, 31 Березня 2006 року припадає на п'ятницю. Приклад 2 Визначити, на який день тижня припадає 1 січня 45 р. до н.е. е. Насамперед знаходимо число року астрономічного рахунку: «-44». Далі представляємо його у вигляді «-100+56». На перетині стовпчика «56» з рядком «-1» знаходимо вруціліто «Е». Рік 45 до н. е. був високосним. Тому в правій частині таблиці «місяці» знаходимо «Св» і навпроти числа «1» в колонці, що відповідає вруціліто «Е», знаходимо день — п'ятницю. Приклад 3 1 січня 1900 ст. ст. Рік високосний, вруціліто «Ѕ» («00» підкреслено). Місяць — «Сч». Субота. Приклад 4 1 січня 1900 н. ст. Рік простий, вруціліто «З» («00» підкреслено). Місяць — «Сп». Понеділок. | Приклад 1 Визначити, на який день тижня припадає 31 березня 2006 року Ліворуч в колонці нового стилю знаходимо число «20», зверху — число «06». На перетині рядка та стовпчика стоїть буква «Ѕ». Знаходимо цю саму букву в рядку, в якій стоїть позначення «Березень». Внизу під нею розташований стовпчик з днями тижня, що відповідає березню, числа якого ліворуч. Отже, 31 Березня 2006 року припадає на п'ятницю. Приклад 2 Визначити, на який день тижня припадає 1 січня 45 р. до н.е. е. Насамперед знаходимо число року астрономічного рахунку: «-44». Далі представляємо його у вигляді «-100+56». На перетині стовпчика «56» з рядком «-1» знаходимо вруціліто «Е». Рік 45 до н. е. був високосним. Тому в правій частині таблиці «місяці» знаходимо «Св» і навпроти числа «1» в колонці, що відповідає вруціліто «Е», знаходимо день — п'ятницю. Приклад 3 1 січня 1900 ст. ст. Рік високосний, вруціліто «Ѕ» («00» підкреслено). Місяць — «Сч». Субота. Приклад 4 1 січня 1900 н. ст. Рік простий, вруціліто «З» («00» підкреслено). Місяць — «Сп». Понеділок. | Приклад 1 Визначити, на який день тижня припадає 31 березня 2006 року Ліворуч в колонці нового стилю знаходимо число «20», зверху — число «06». На перетині рядка та стовпчика стоїть буква «Ѕ». Знаходимо цю саму букву в рядку, в якій стоїть позначення «Березень». Внизу під нею розташований стовпчик з днями тижня, що відповідає березню, числа якого ліворуч. Отже, 31 Березня 2006 року припадає на п'ятницю. Приклад 2 Визначити, на який день тижня припадає 1 січня 45 р. до н.е. е. Насамперед знаходимо число року астрономічного рахунку: «-44». Далі представляємо його у вигляді «-100+56». На перетині стовпчика «56» з рядком «-1» знаходимо вруціліто «Е». Рік 45 до н. е. був високосним. Тому в правій частині таблиці «місяці» знаходимо «Св» і навпроти числа «1» в колонці, що відповідає вруціліто «Е», знаходимо день — п'ятницю. Приклад 3 1 січня 1900 ст. ст. Рік високосний, вруціліто «Ѕ» («00» підкреслено). Місяць — «Сч». Субота. Приклад 4 1 січня 1900 н. ст. Рік простий, вруціліто «З» («00» підкреслено). Місяць — «Сп». Понеділок. | Приклад 1 Визначити, на який день тижня припадає 31 березня 2006 року Ліворуч в колонці нового стилю знаходимо число «20», зверху — число «06». На перетині рядка та стовпчика стоїть буква «Ѕ». Знаходимо цю саму букву в рядку, в якій стоїть позначення «Березень». Внизу під нею розташований стовпчик з днями тижня, що відповідає березню, числа якого ліворуч. Отже, 31 Березня 2006 року припадає на п'ятницю. Приклад 2 Визначити, на який день тижня припадає 1 січня 45 р. до н.е. е. Насамперед знаходимо число року астрономічного рахунку: «-44». Далі представляємо його у вигляді «-100+56». На перетині стовпчика «56» з рядком «-1» знаходимо вруціліто «Е». Рік 45 до н. е. був високосним. Тому в правій частині таблиці «місяці» знаходимо «Св» і навпроти числа «1» в колонці, що відповідає вруціліто «Е», знаходимо день — п'ятницю. Приклад 3 1 січня 1900 ст. ст. Рік високосний, вруціліто «Ѕ» («00» підкреслено). Місяць — «Сч». Субота. Приклад 4 1 січня 1900 н. ст. Рік простий, вруціліто «З» («00» підкреслено). Місяць — «Сп». Понеділок. | Приклад 1 Визначити, на який день тижня припадає 31 березня 2006 року Ліворуч в колонці нового стилю знаходимо число «20», зверху — число «06». На перетині рядка та стовпчика стоїть буква «Ѕ». Знаходимо цю саму букву в рядку, в якій стоїть позначення «Березень». Внизу під нею розташований стовпчик з днями тижня, що відповідає березню, числа якого ліворуч. Отже, 31 Березня 2006 року припадає на п'ятницю. Приклад 2 Визначити, на який день тижня припадає 1 січня 45 р. до н.е. е. Насамперед знаходимо число року астрономічного рахунку: «-44». Далі представляємо його у вигляді «-100+56». На перетині стовпчика «56» з рядком «-1» знаходимо вруціліто «Е». Рік 45 до н. е. був високосним. Тому в правій частині таблиці «місяці» знаходимо «Св» і навпроти числа «1» в колонці, що відповідає вруціліто «Е», знаходимо день — п'ятницю. Приклад 3 1 січня 1900 ст. ст. Рік високосний, вруціліто «Ѕ» («00» підкреслено). Місяць — «Сч». Субота. Приклад 4 1 січня 1900 н. ст. Рік простий, вруціліто «З» («00» підкреслено). Місяць — «Сп». Понеділок. | Приклад 1 Визначити, на який день тижня припадає 31 березня 2006 року Ліворуч в колонці нового стилю знаходимо число «20», зверху — число «06». На перетині рядка та стовпчика стоїть буква «Ѕ». Знаходимо цю саму букву в рядку, в якій стоїть позначення «Березень». Внизу під нею розташований стовпчик з днями тижня, що відповідає березню, числа якого ліворуч. Отже, 31 Березня 2006 року припадає на п'ятницю. Приклад 2 Визначити, на який день тижня припадає 1 січня 45 р. до н.е. е. Насамперед знаходимо число року астрономічного рахунку: «-44». Далі представляємо його у вигляді «-100+56». На перетині стовпчика «56» з рядком «-1» знаходимо вруціліто «Е». Рік 45 до н. е. був високосним. Тому в правій частині таблиці «місяці» знаходимо «Св» і навпроти числа «1» в колонці, що відповідає вруціліто «Е», знаходимо день — п'ятницю. Приклад 3 1 січня 1900 ст. ст. Рік високосний, вруціліто «Ѕ» («00» підкреслено). Місяць — «Сч». Субота. Приклад 4 1 січня 1900 н. ст. Рік простий, вруціліто «З» («00» підкреслено). Місяць — «Сп». Понеділок. |
| число століть | число століть | число століть | число століть | число століть | число століть | | вруціліто          | вруціліто          | вруціліто          | вруціліто          | вруціліто          | вруціліто          | вруціліто          | | місяці | місяці | місяці | місяці | місяці |
| ст. ст. | ст. ст. | ст. ст. | ст. ст. | н. ст. | н. ст. | | вруціліто          | вруціліто          | вруціліто          | вруціліто          | вруціліто          | вруціліто          | вруціліто          | | місяці | місяці | місяці | місяці | місяці |
| -4 | 3 | 10 | 17 | — | — | А | В                  | Г                  | Д                  | Е                  | Ѕ                  | З                  | Сч                 | Кв | Лп | | | | |
| -3 | 4 | 11 | 18 | 15 | 19 | З | А                  | В                  | Г                  | Д                  | Е                  | Ѕ                  | Сч                 | | | Жв | | | |
| -2 | 5 | 12 | 19 | 16 | 20 | Ѕ | З                  | А                  | В                  | Г                  | Д                  | Е                  |                    | Тр | | | | | |
| -1 | 6 | 13 | 20 | — | — | Е | Ѕ                  | З                  | А                  | В                  | Г                  | Д                  | Лт                 | | Ср | | | | |
| 0 | 7 | 14 | 21 | 17 | 21 | Д | Е                  | Ѕ                  | З                  | А                  | В                  | Г                  | Лт                 | Бр | | Лс | | | |
| 1 | 8 | 15 | 22 | — | — | Г | Д                  | Е                  | Ѕ                  | З                  | А                  | В                  |                    | Чр | | | | | |
| 2 | 9 | 16 | 23 | 18 | 22 | В | Г                  | Д                  | Е                  | Ѕ                  | З                  | А                  |                    | | Вр | Гр | | | |
| | Числа місяця | Числа місяця | Числа місяця | Числа місяця | Числа місяця | | Дні тижня          | Дні тижня          | Дні тижня          | Дні тижня          | Дні тижня          | Дні тижня          | Дні тижня          | | 31 — січень 28/29 — лютого простий/високосний 31 — березня 30 — квітні 31 — травня 30 — червня 31 — липня 31 — червня Зараз на 30 — вересня 31 — жовтня 30 — листопад 31 — грудня | 31 — січень 28/29 — лютого простий/високосний 31 — березня 30 — квітні 31 — травня 30 — червня 31 — липня 31 — червня Зараз на 30 — вересня 31 — жовтня 30 — листопад 31 — грудня | 31 — січень 28/29 — лютого простий/високосний 31 — березня 30 — квітні 31 — травня 30 — червня 31 — липня 31 — червня Зараз на 30 — вересня 31 — жовтня 30 — листопад 31 — грудня | 31 — січень 28/29 — лютого простий/високосний 31 — березня 30 — квітні 31 — травня 30 — червня 31 — липня 31 — червня Зараз на 30 — вересня 31 — жовтня 30 — листопад 31 — грудня | |
| 1 | 8 | 15 | 22 | 29 | пн | вт | ср                 | чт                 | пт                 | сб                 | нД                 |                    |                    | | 31 — січень 28/29 — лютого простий/високосний 31 — березня 30 — квітні 31 — травня 30 — червня 31 — липня 31 — червня Зараз на 30 — вересня 31 — жовтня 30 — листопад 31 — грудня | 31 — січень 28/29 — лютого простий/високосний 31 — березня 30 — квітні 31 — травня 30 — червня 31 — липня 31 — червня Зараз на 30 — вересня 31 — жовтня 30 — листопад 31 — грудня | 31 — січень 28/29 — лютого простий/високосний 31 — березня 30 — квітні 31 — травня 30 — червня 31 — липня 31 — червня Зараз на 30 — вересня 31 — жовтня 30 — листопад 31 — грудня | 31 — січень 28/29 — лютого простий/високосний 31 — березня 30 — квітні 31 — травня 30 — червня 31 — липня 31 — червня Зараз на 30 — вересня 31 — жовтня 30 — листопад 31 — грудня | |
| 2 | 9 | 16 | 23 | 30 | вт | ср | чт                 | пт                 | сб                 | НД                 | пн                 |                    |                    | | 31 — січень 28/29 — лютого простий/високосний 31 — березня 30 — квітні 31 — травня 30 — червня 31 — липня 31 — червня Зараз на 30 — вересня 31 — жовтня 30 — листопад 31 — грудня | 31 — січень 28/29 — лютого простий/високосний 31 — березня 30 — квітні 31 — травня 30 — червня 31 — липня 31 — червня Зараз на 30 — вересня 31 — жовтня 30 — листопад 31 — грудня | 31 — січень 28/29 — лютого простий/високосний 31 — березня 30 — квітні 31 — травня 30 — червня 31 — липня 31 — червня Зараз на 30 — вересня 31 — жовтня 30 — листопад 31 — грудня | 31 — січень 28/29 — лютого простий/високосний 31 — березня 30 — квітні 31 — травня 30 — червня 31 — липня 31 — червня Зараз на 30 — вересня 31 — жовтня 30 — листопад 31 — грудня | |
| 3 | 10 | 17 | 24 | 31 | ср | чт | пт                 | сб                 | нД                 | пн                 | вт                 |                    |                    | | 31 — січень 28/29 — лютого простий/високосний 31 — березня 30 — квітні 31 — травня 30 — червня 31 — липня 31 — червня Зараз на 30 — вересня 31 — жовтня 30 — листопад 31 — грудня | 31 — січень 28/29 — лютого простий/високосний 31 — березня 30 — квітні 31 — травня 30 — червня 31 — липня 31 — червня Зараз на 30 — вересня 31 — жовтня 30 — листопад 31 — грудня | 31 — січень 28/29 — лютого простий/високосний 31 — березня 30 — квітні 31 — травня 30 — червня 31 — липня 31 — червня Зараз на 30 — вересня 31 — жовтня 30 — листопад 31 — грудня | 31 — січень 28/29 — лютого простий/високосний 31 — березня 30 — квітні 31 — травня 30 — червня 31 — липня 31 — червня Зараз на 30 — вересня 31 — жовтня 30 — листопад 31 — грудня | |
| 4 | 11 | 18 | 25 | | чт | пт | сб                 | нД                 | пн                 | вт                 | ср                 |                    |                    | | 31 — січень 28/29 — лютого простий/високосний 31 — березня 30 — квітні 31 — травня 30 — червня 31 — липня 31 — червня Зараз на 30 — вересня 31 — жовтня 30 — листопад 31 — грудня | 31 — січень 28/29 — лютого простий/високосний 31 — березня 30 — квітні 31 — травня 30 — червня 31 — липня 31 — червня Зараз на 30 — вересня 31 — жовтня 30 — листопад 31 — грудня | 31 — січень 28/29 — лютого простий/високосний 31 — березня 30 — квітні 31 — травня 30 — червня 31 — липня 31 — червня Зараз на 30 — вересня 31 — жовтня 30 — листопад 31 — грудня | 31 — січень 28/29 — лютого простий/високосний 31 — березня 30 — квітні 31 — травня 30 — червня 31 — липня 31 — червня Зараз на 30 — вересня 31 — жовтня 30 — листопад 31 — грудня | |
| 5 | 12 | 19 | 26 | | пт | сб | нД                 | пн                 | вт                 | ср                 | чт                 |                    |                    | | 31 — січень 28/29 — лютого простий/високосний 31 — березня 30 — квітні 31 — травня 30 — червня 31 — липня 31 — червня Зараз на 30 — вересня 31 — жовтня 30 — листопад 31 — грудня | 31 — січень 28/29 — лютого простий/високосний 31 — березня 30 — квітні 31 — травня 30 — червня 31 — липня 31 — червня Зараз на 30 — вересня 31 — жовтня 30 — листопад 31 — грудня | 31 — січень 28/29 — лютого простий/високосний 31 — березня 30 — квітні 31 — травня 30 — червня 31 — липня 31 — червня Зараз на 30 — вересня 31 — жовтня 30 — листопад 31 — грудня | 31 — січень 28/29 — лютого простий/високосний 31 — березня 30 — квітні 31 — травня 30 — червня 31 — липня 31 — червня Зараз на 30 — вересня 31 — жовтня 30 — листопад 31 — грудня | |
| 6 | 13 | 20 | 27 | | сб | нД | пн                 | вт                 | ср                 | чт                 | пт                 |                    |                    | | 31 — січень 28/29 — лютого простий/високосний 31 — березня 30 — квітні 31 — травня 30 — червня 31 — липня 31 — червня Зараз на 30 — вересня 31 — жовтня 30 — листопад 31 — грудня | 31 — січень 28/29 — лютого простий/високосний 31 — березня 30 — квітні 31 — травня 30 — червня 31 — липня 31 — червня Зараз на 30 — вересня 31 — жовтня 30 — листопад 31 — грудня | 31 — січень 28/29 — лютого простий/високосний 31 — березня 30 — квітні 31 — травня 30 — червня 31 — липня 31 — червня Зараз на 30 — вересня 31 — жовтня 30 — листопад 31 — грудня | 31 — січень 28/29 — лютого простий/високосний 31 — березня 30 — квітні 31 — травня 30 — червня 31 — липня 31 — червня Зараз на 30 — вересня 31 — жовтня 30 — листопад 31 — грудня | |
| 7 | 14 | 21 | 28 | | нд | пн | вт                 | ср                 | чт                 | пт                 | сб                 |                    |                    | | 31 — січень 28/29 — лютого простий/високосний 31 — березня 30 — квітні 31 — травня 30 — червня 31 — липня 31 — червня Зараз на 30 — вересня 31 — жовтня 30 — листопад 31 — грудня | 31 — січень 28/29 — лютого простий/високосний 31 — березня 30 — квітні 31 — травня 30 — червня 31 — липня 31 — червня Зараз на 30 — вересня 31 — жовтня 30 — листопад 31 — грудня | 31 — січень 28/29 — лютого простий/високосний 31 — березня 30 — квітні 31 — травня 30 — червня 31 — липня 31 — червня Зараз на 30 — вересня 31 — жовтня 30 — листопад 31 — грудня | 31 — січень 28/29 — лютого простий/високосний 31 — березня 30 — квітні 31 — травня 30 — червня 31 — липня 31 — червня Зараз на 30 — вересня 31 — жовтня 30 — листопад 31 — грудня | |

Примітка: 
Оригінал схожий на «Табель-календар вожатого на XX століття, 1957 р.» і на «таблицю В. Богатирьова, 1931 р.». 
Цей календар займав мало місця та часто включався в записники та публікувався в книгах. 

### Дисковий вічний календар

Дисковий вічний календар на 28 років (2001—2028). Високосні роки виділені жирним шрифтом

Дисковий вічний календар являє собою конструкцію, в яку вставлений диск, на зовнішній радіус якого нанесені номери років (при цьому високосні роки виділяються особливим шрифтом або кольором), а на внутрішній — дні тижня. При виборі місяця потрібно повернути диск так, щоб номер поточного року і назва місяця зійшлись. Внаслідок цього дні тижня розташуються таким чином, що буде отримана сітка календаря на обраний місяць. 
Зазвичай, диск таких календарів ділиться на 28 частин, а самі календарі розраховані на 23—28 років, проте можливі й інші модифікації. 
Іноді на диск наносяться не дні тижня, а самі числа місяця, що дозволяє отримати календарну сітку звичнішої форми — тиждень завжди починається з понеділка чи неділі, в залежності від країни, де використовується календар. Але такі календарі вироблялися рідко, переважно через складність нанесення цифр місяця по спіралі. 
На календарі залишається багато вільного простору, який дуже часто заповнюється різними зображеннями, інструкцією по застосуванню, списками свят, тощо.) 

### У програмуванні
Існують різноманітні методи обчислення дня тижня. Деякі з них ґрунтуються на заздалегідь прорахованих таблицях зсувів, а деякі обчислюють всі необхідні значення «з нуля» при кожному запуску. Іноді алгоритми являють собою автоматизовані версії табличних календарів. 
Зазвичай, кожний метод має дві модифікації — для юліанського і для григоріанського календаря. 

## Вічний календар — набір таблиць
У григоріанському календарі роки є високосні та невисокосні; роки починаються від понеділка до неділі. В сукупності це дає (2 ×7=14) 14 варіантів календаря.

## Застосування

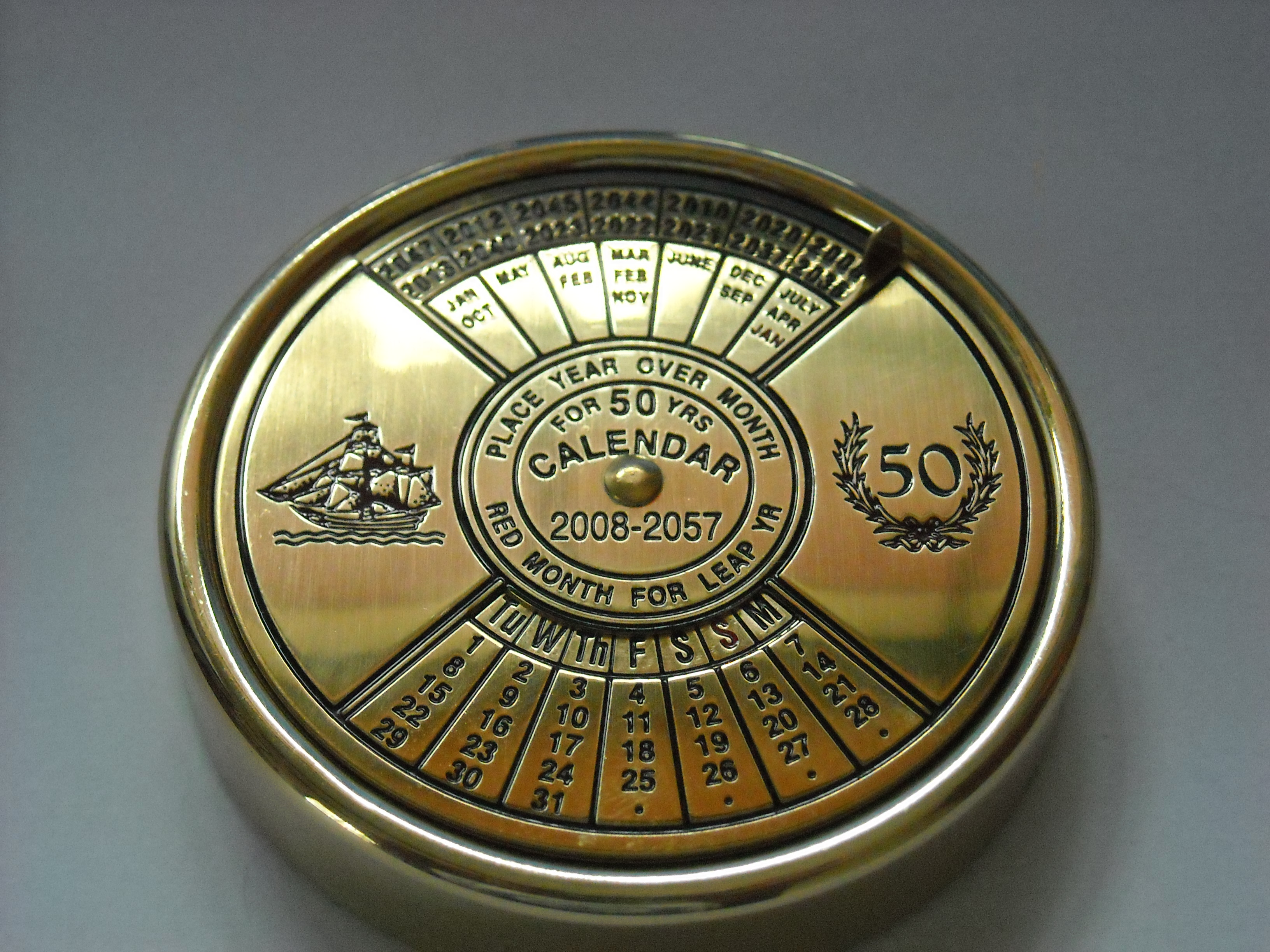
50-річний «кишеньковий календар», який регулюється поворотом циферблата, щоб розмістити назву місяця під поточним роком. Так можна визначити день тижня або дату

До початку XX століття календарі не застосовували задля планування часу. Основне значення таких пристосувань було релігійним — вони використовувалися для обчислення свят і знаменних дат.  
Зараз багато  з календарів використовують діти як іграшки. Іноді вічні календарі дотепер використовують для отримання днів тижня (хоча екземпляри, що зберігають працездатність після 2000, дуже рідкісні). Іноді вони є предметом колекціонування. 
Попри те, що з появою комп'ютерів необхідність у вічних календарях відпала, подібні пристрої досі трапляються в механічних наручних годинниках.
Існують так само спеціальні онлайн сервіси для визначення дня тижня за датою